# 和你Christmas Shop
2019年12月的和你Christmas Shop，或稱和你shop，是指香港市民就香港逃犯條例爭議，於2019年12月在香港各區進行的示威運動，主要在新鴻基地產，新世界地產旗下的商場舉行。而警方派出大量蒙面便衣進行監視和埋伏，最終雖然商場沒有任何破壞，但亦引發警民衝突，多人被捕。市民批評警方衝入商場後引起混亂，加上有大量便衣警員突然拘捕民眾，令人感到害怕。

## 12月15日

### 沙田

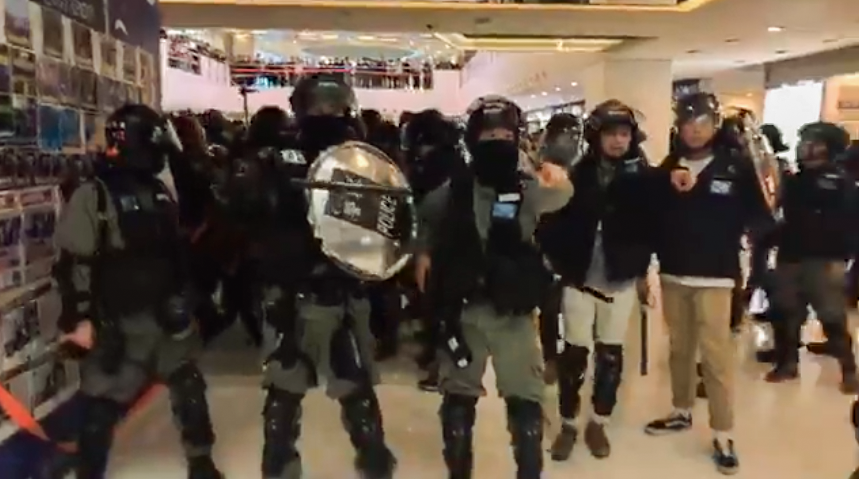
下午4時10分，防暴警員衝入商場進行拘捕行動

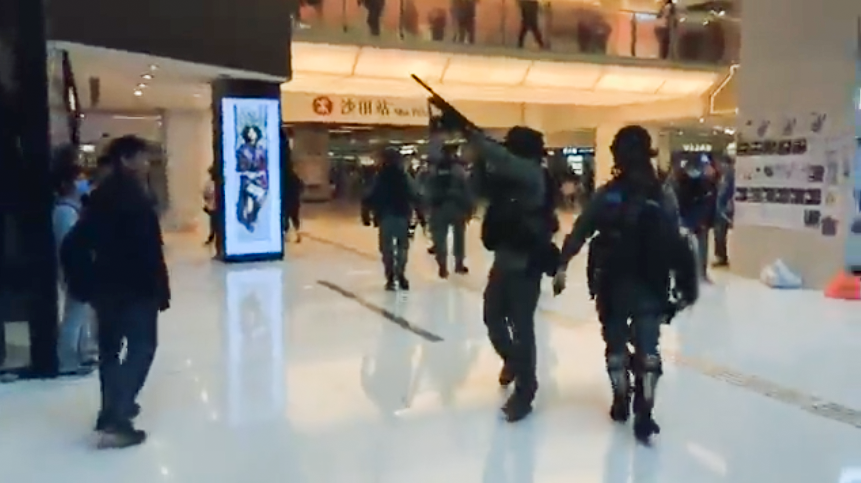
防暴警察多次舉槍指向上層位置

12月15日下午2時許，網民發起「和你Christmas Shop」行動。兩名女子行經商場4樓期間看到有示威者塗鴉，於是上前制止，但被示威者以噴漆噴面，另一名女士不適暈倒。多名防暴警察到場急救，由救護員協助送上救護車，防暴警察其後返回港鐵沙田站外戒備。而8樓美心集團旗下食肆「潮庭」被示威者破壞及噴漆，玻璃和桌椅被打爛。
到4時10分，防暴警員在巴士站舉起藍旗，其後超過50名防暴警和便衣警員分別由沙田站和沙田大會堂位置衝入商場進行拘捕行動，制服示威者，引起場面混亂和遊人不安尖叫。警方表示，因為示威者在新城市廣場破壞店舖，及用雜物堵塞商場出入口及樓梯，所以警方進入商場執法。有示威者在高處向警察掟雜物，警員施放胡椒噴霧。。新界南總區副指揮官陶輝亦在場指揮，並陪同多名防暴和軍裝警員到5至7樓巡查，大部分商舖暫停營業。而示威者破壞4樓展覽廊一帶的玻璃圍欄，碎片散落在中庭的地上。亦有示威者用告示板阻塞連城廣場的扶手電梯，其後又折返商場。理大校園電台拍攝到3樓近ZARA位置，有偽裝成示威者，持行山枴杖及類似伸縮警棍的蒙面警，合力制服1名黑衣示威者。蒙面示威者一擁而上將蒙面警踢走。now新聞台證實他們是偽裝示威者的警員。下午約4時半，防暴警帶走被捕人士離開商場時，在場的市民起哄叫囂。警員多次舉槍指向商場上層位置，並警告上層人士不要再投擲物品。
到5時，大批人士包圍3樓的臨時服務台，質問為何商場容許警察進入商場，有商場職員展示證件獲准離開。惟有兩名外判的南亞裔保安因未能展示證件而不獲放行，在場人士要求他們聯絡上司。保安展示個人資料予部分在場人士後便散去。
傍晚6點半，一名懷疑拍攝示威者大頭的中年女子不願意交出手機刪除相片，之後被示威者搶走和毀壞手機。她接受傳媒訪問時表示，認為自己光明正大，沒有做錯任何事，也沒有拍攝個人大頭。她認為拍攝是個人權利及自由，普通人沒有警察的執法權，示威者沒有查身份證及要求別人出示手機內容的權力，認為示威者行為剝奪他們的自由。示威者著她返回大灣區，最終女子離開商場。
警方聲稱事件一共有12人拘捕，介乎14至27歲，涉嫌非法集結、刑事毀壞、在公眾地方管有攻擊性武器及襲警，被捕人士正被扣查。事件中有一名警務人員受傷。

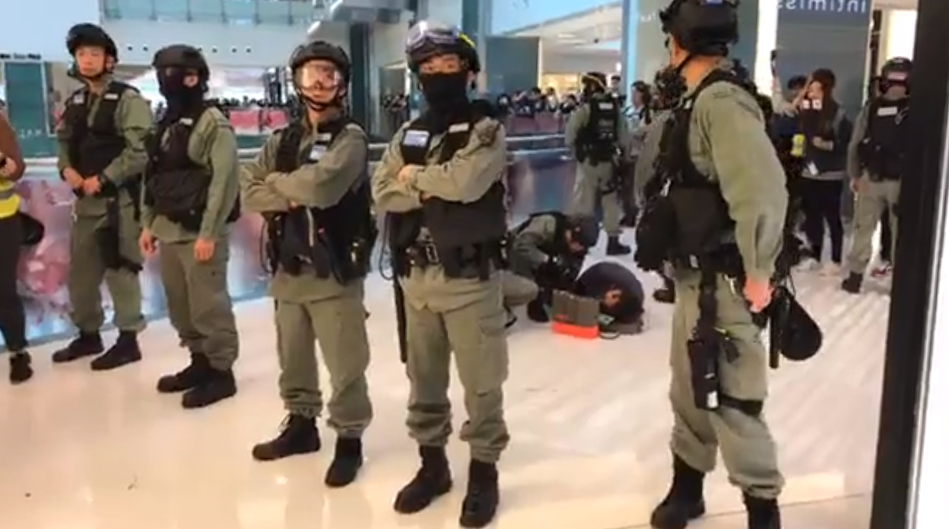
下午2時許，一名女士不適暈倒，多名防暴警察到場急救
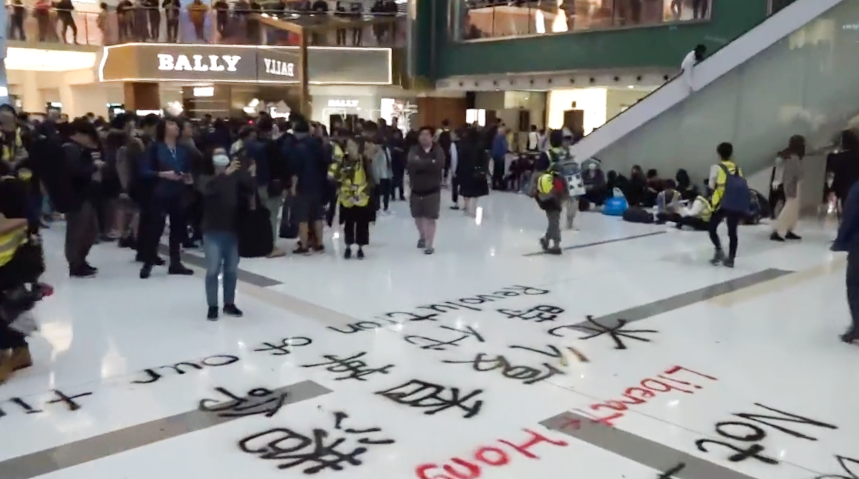
商場中庭聚集的人群
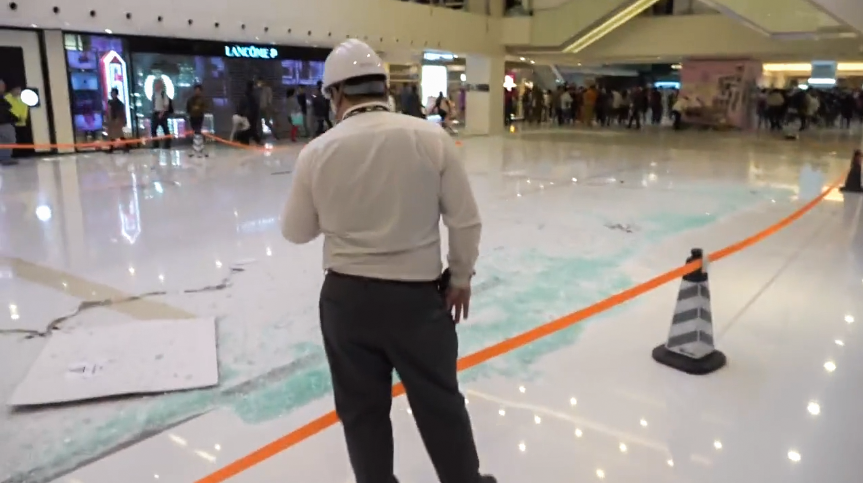
展覽廊一帶玻璃圍欄被毀
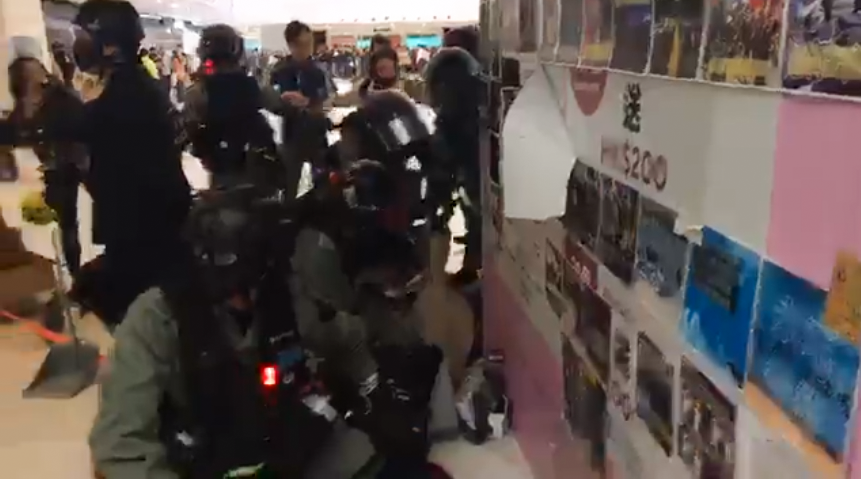
防暴警衝入商場進行拘捕行動，制服示威者
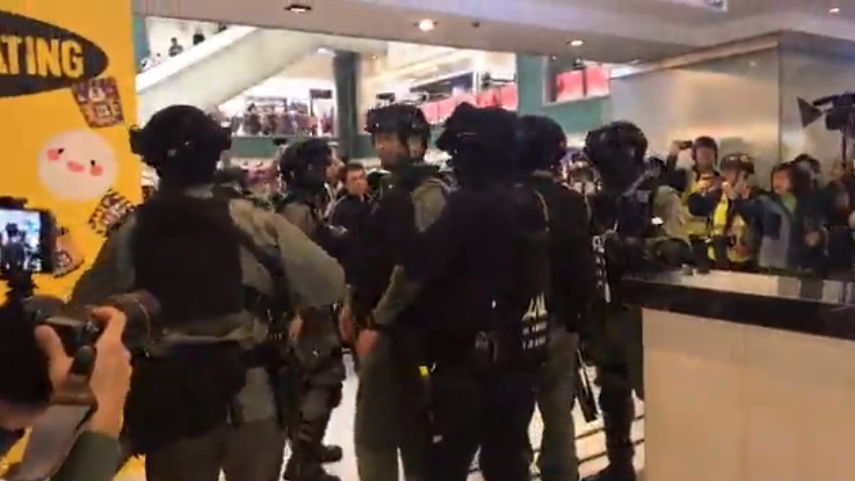
新界南總區副指揮官陶輝在場指揮
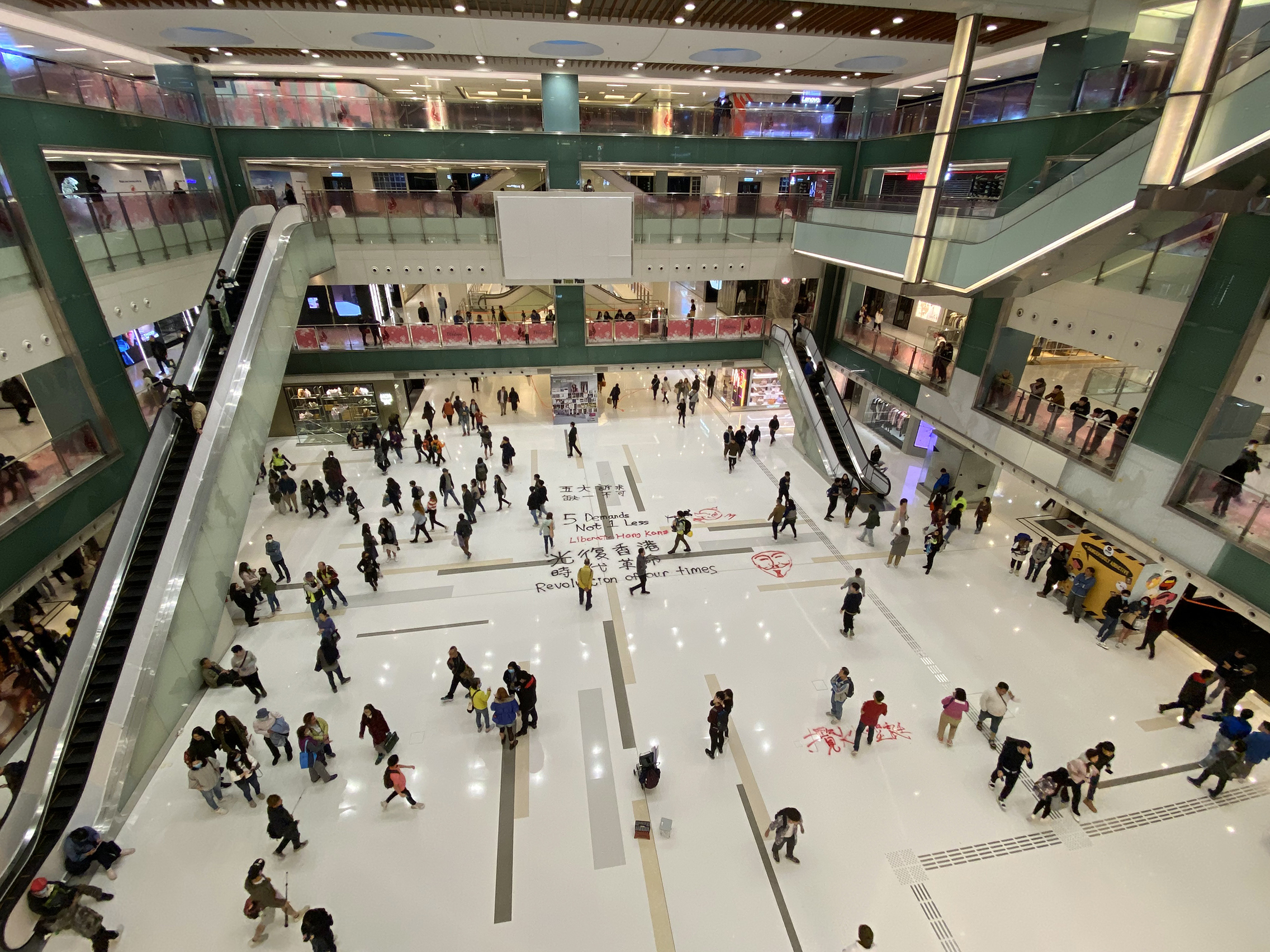
商場中庭地台留下示威者的噴漆
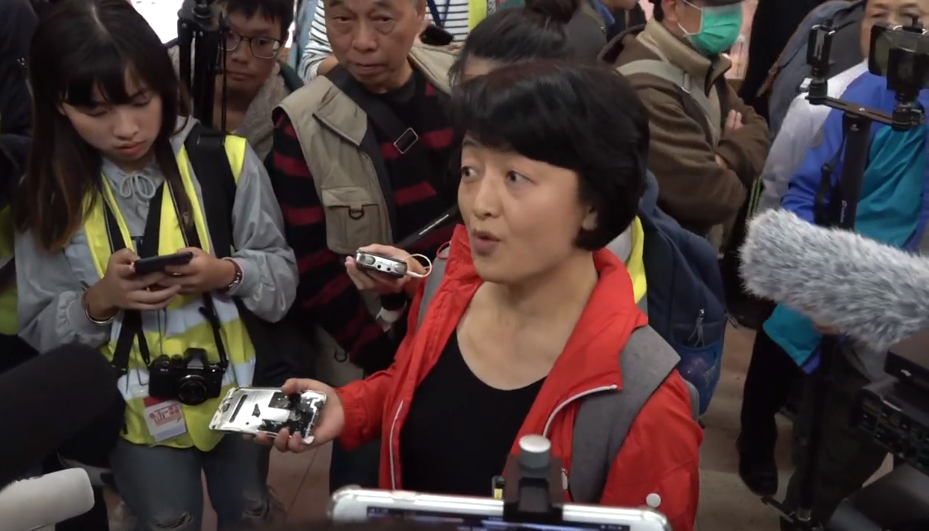
一名中年婦女懷疑拍攝現場示威者，不肯交出電話刪除相片，最後被示威者搶去及毀壞手機，女子之後取回電話離開和接受媒體訪問

### 九龍灣

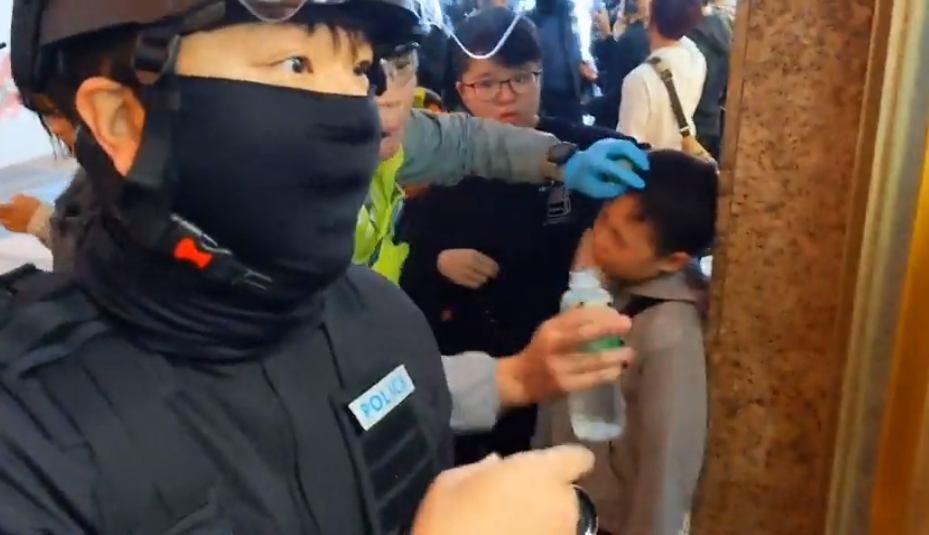
防暴警察在德福廣場施放胡椒噴霧，不少途經的市民被噴中，一名約10歲的男童「中椒」，需由義務急救員協助用清水沖洗眼睛

2019年12月15日，網民發起在香港多區商場進行「和你CHRISTMAS SHOP」活動。下午約3時，市民在德福廣場示威期間，有示威人士針對美心食肆，貼號召罷食告示及噴漆，警員在外面的花園制服最少兩名身穿黑衣的示威者，結果遭大批示威者表示不滿，要求他們離開，警方對市民舉起手機拍攝感到不滿，之後引起爭執。其中一名警員行入人群中，在混亂情況下施放胡椒噴霧驅散人群，有一名約10歲的男童被射中，需由義務急救員協助。多名路過的市民和有線新聞台的攝影機亦被射中。
下午近5時，大批防暴警察再次衝入德福廣場近港鐵站的入口拘捕最少1名女子，並被帶走。而場內多間商舖亦關門。警方表示因有人報案而進入德福廣場，商場保安則表示商場沒有報案，暫時不知是途人或商戶報案。

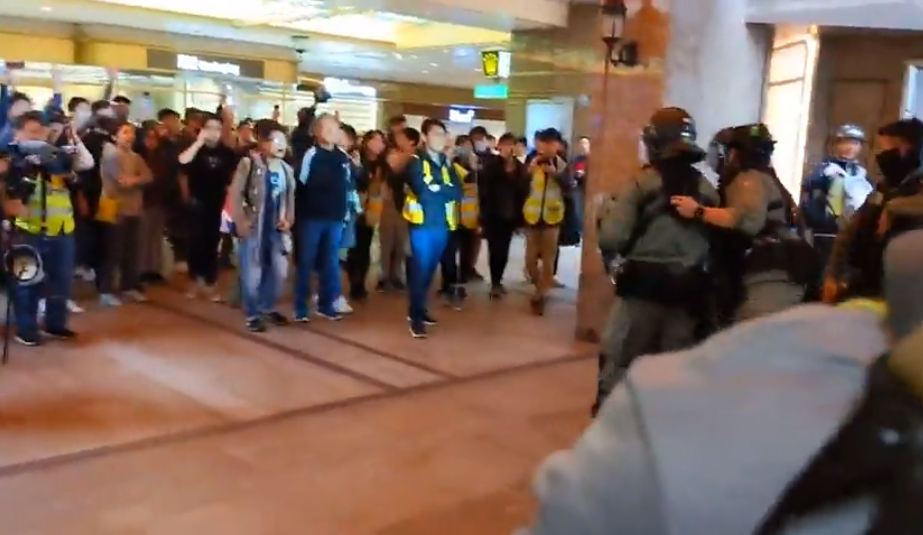
下午約3時，市民高叫「收隊」和指罵警員
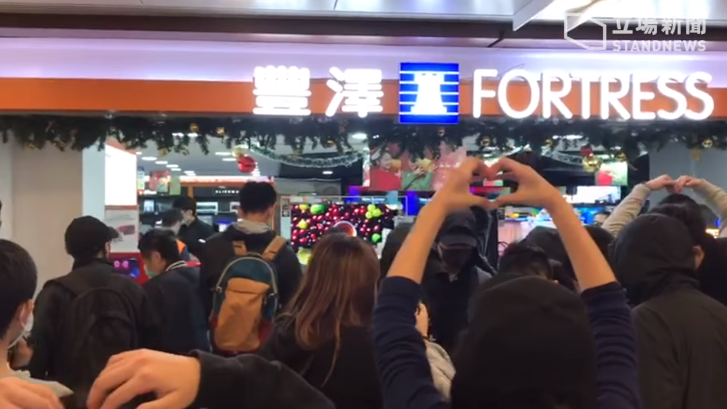
群眾當去到豐澤門口時，群眾大叫「支持誠哥」，以及以手勢「畀心心」
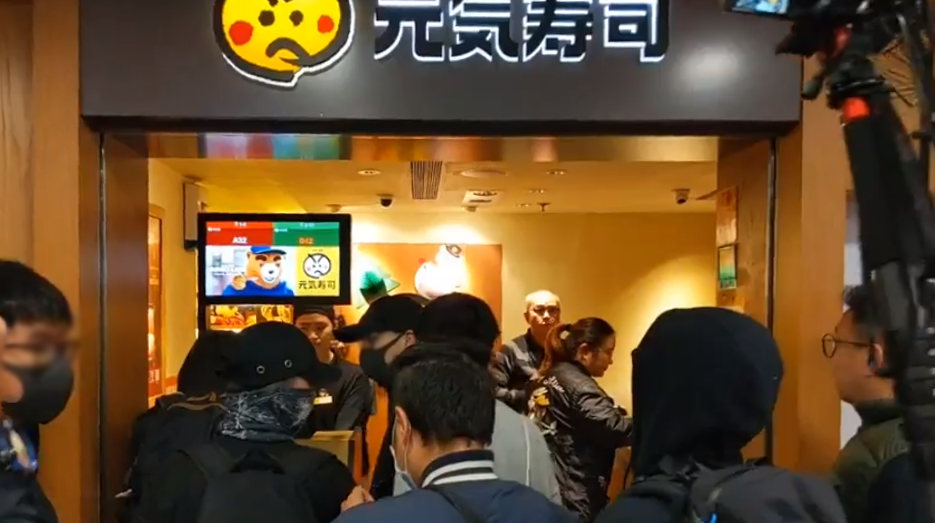
黑衣人到元氣壽司打算取號碼票，但最後失敗
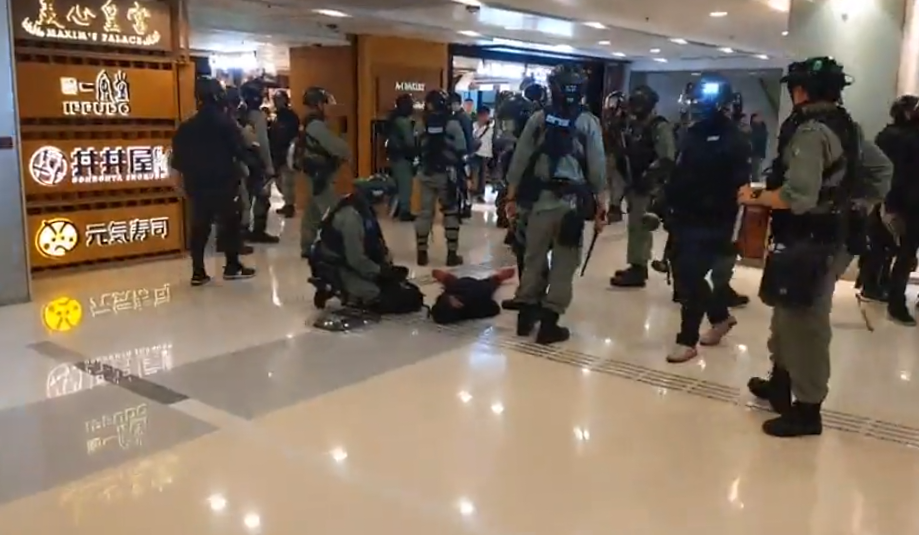
下午近5時，大批防暴警察再次衝入德福廣場近港鐵站的入口拘捕最少1名女子
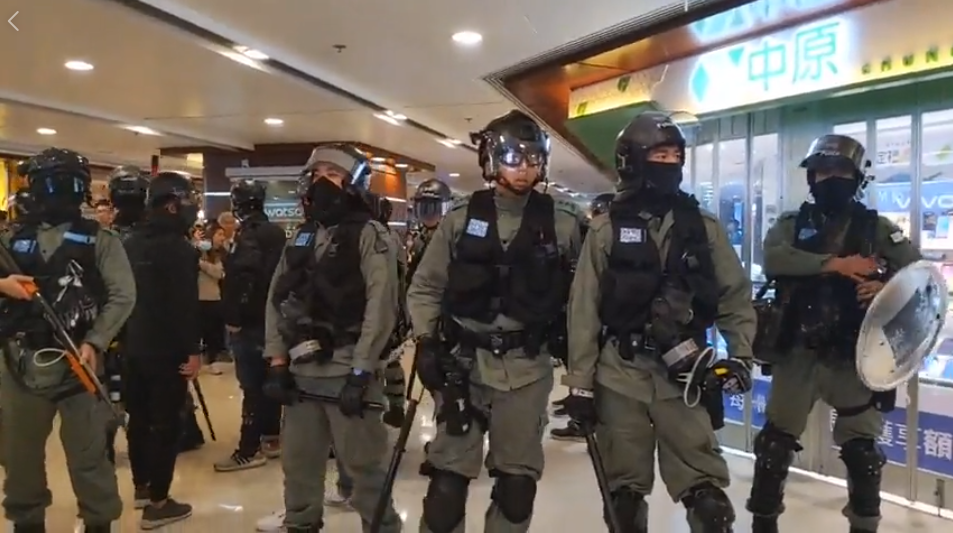
大批防暴警察在商場內設防線

### 葵芳

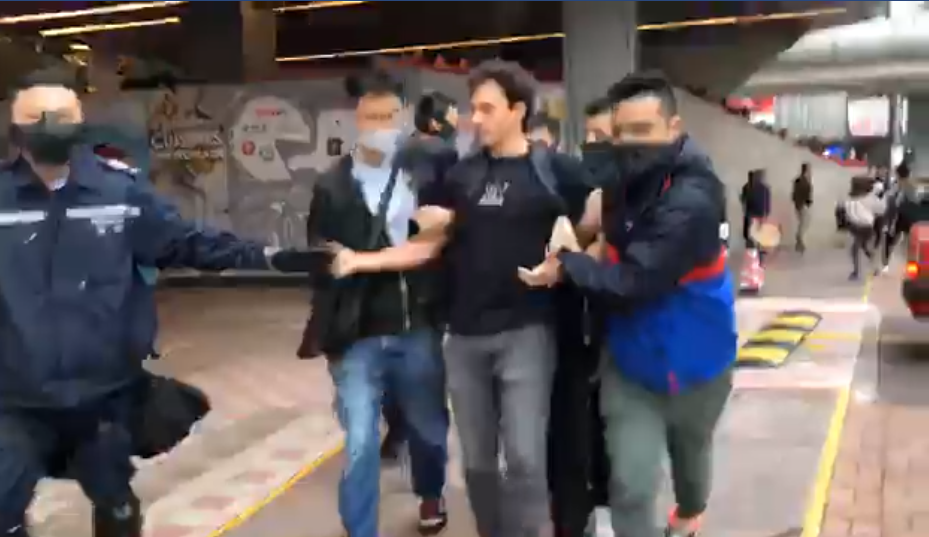
下午4時許，警方在葵芳新都會廣場外拘捕一名外籍男子，最後獲得放行

下午4時許，多名男便衣警員手持警棍，在新都會廣場外與市民對峙。一名外籍男子被捕被帶上警車，期間一度反抗，引起在場市民不滿警方行動。男子被帶上警車後約15分鐘獲得放行。

### 將軍澳
下午，PopCorn商場有一批參與的人士叫口號及唱歌，亦有人派反修例傳單。其後有示威者破壞東海堂在將軍澳廣場的分店。而吉野家店外的海報亦被人破壞。其後有示威者一度以為有防暴警到場，之後跑離商場。

### 尖沙咀

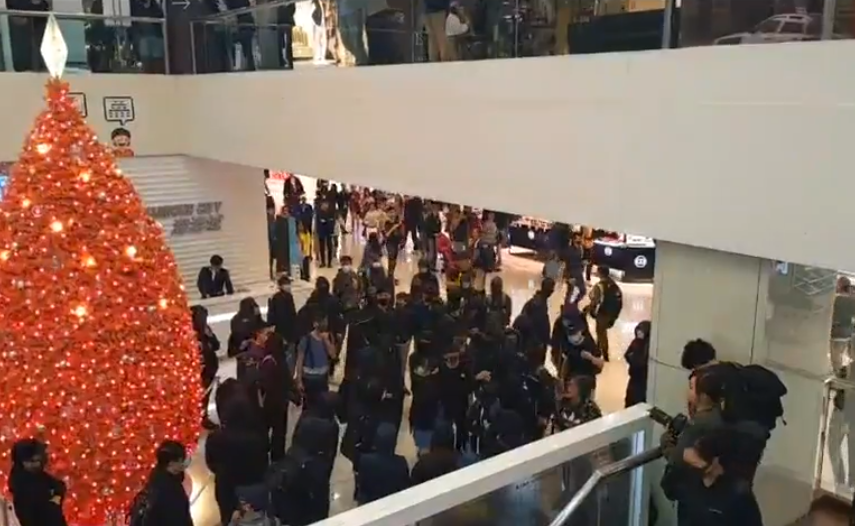
尖沙咀快閃「和你Shop」

晚上7時，有50多名示威者到尖沙咀海運大廈3樓LCX快閃「和你Shop」，在商場內遊走和叫口號。

### 旺角
晚上9時許，旺角雅蘭中心外有街頭唱歌表演，吸引近百名市民聚集。在朗豪坊對出戒備的防暴警員準備離開時，被走出馬路的示威者喝倒采，有人用雷射筆照射警員，其後警員落車追捕。一名男子在彌敦道被捕，而另一名女子因沒有帶身份證而拘捕。到晚上10時12分，另一批警員在砵蘭街及山東街交界舉起藍旗，指現場有違法行為，呼籲市民離開，有警員舉起胡椒噴霧驅散市民。到晚上11時，防暴警在彌敦道行人路上推進，並向人群方向噴胡椒噴劑，幾乎出現人踩人狀況，期間懷疑有兒童跌倒。而行動不便的長者需要人幫手離開。
到深夜11時，大批防暴警察在旺角驅散示威者，又在西洋菜南街和彌敦道與豉油街發放催淚彈，拘捕多人，包括網媒記者。於凌晨約1時，一名在附近砵蘭街採訪的浸會大學學生會編輯委員會男記者，被催淚彈擊中，右面登時紫脹紅腫，眼角周邊更不斷滲血，現場遺下大灘血迹。示威者破壞交通燈及港鐵站入口，又於路口縱火堵路。

## 12月21日

### 尖沙咀

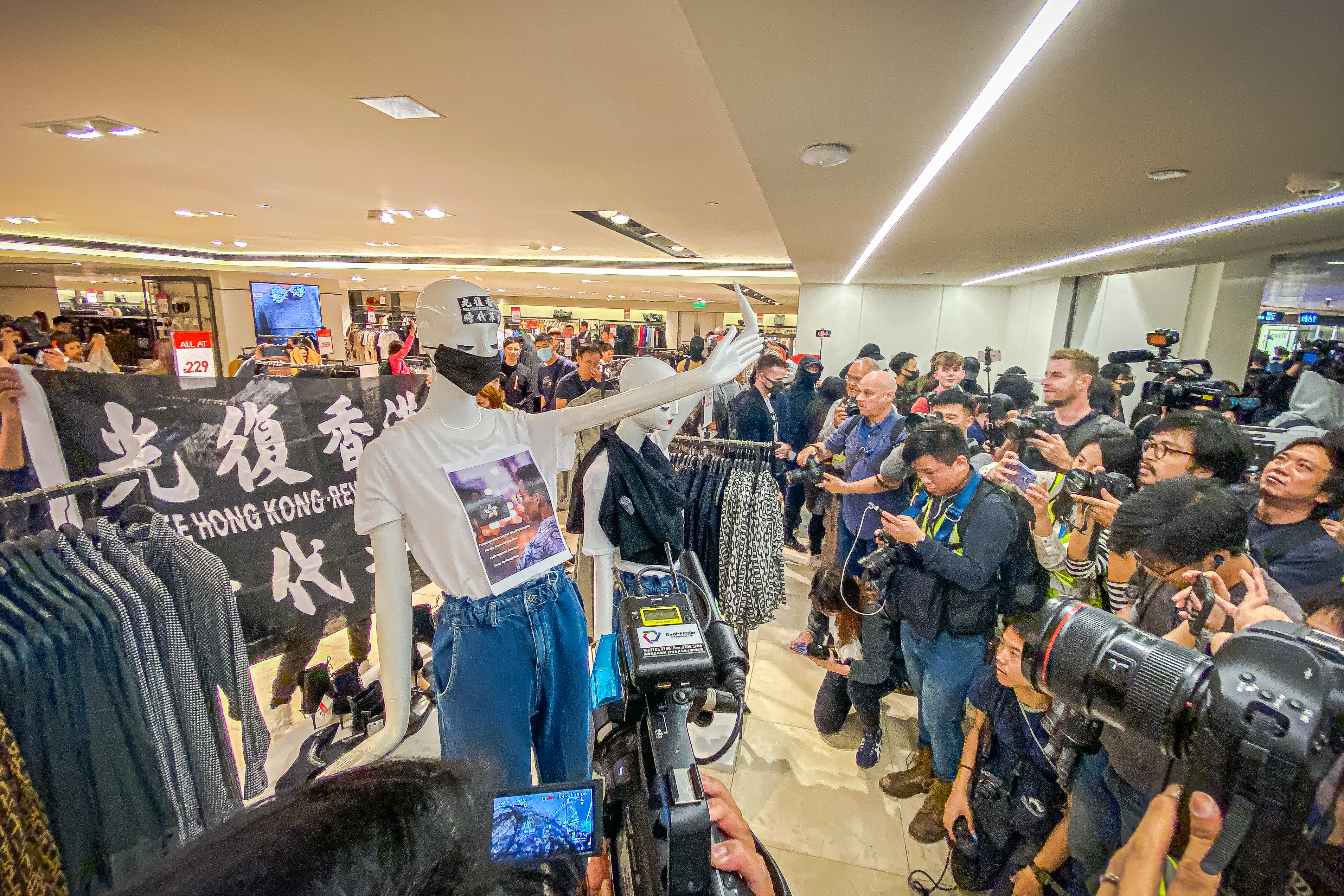
示威者一度進入Zara，將店內公仔的手扭轉成示威手勢，掛上“光复香港，时代革命”旗帜

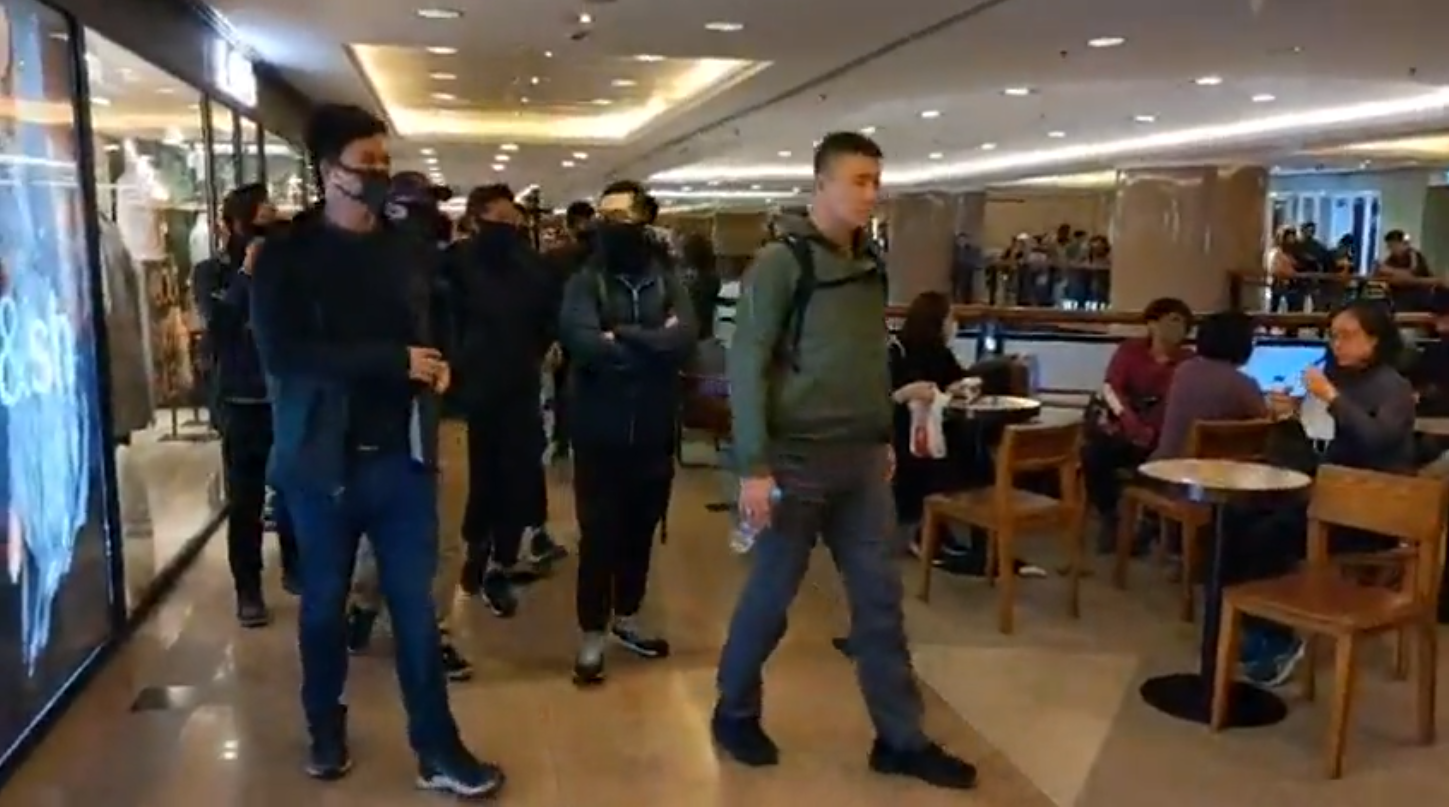
多名便衣警員在商場內巡邏

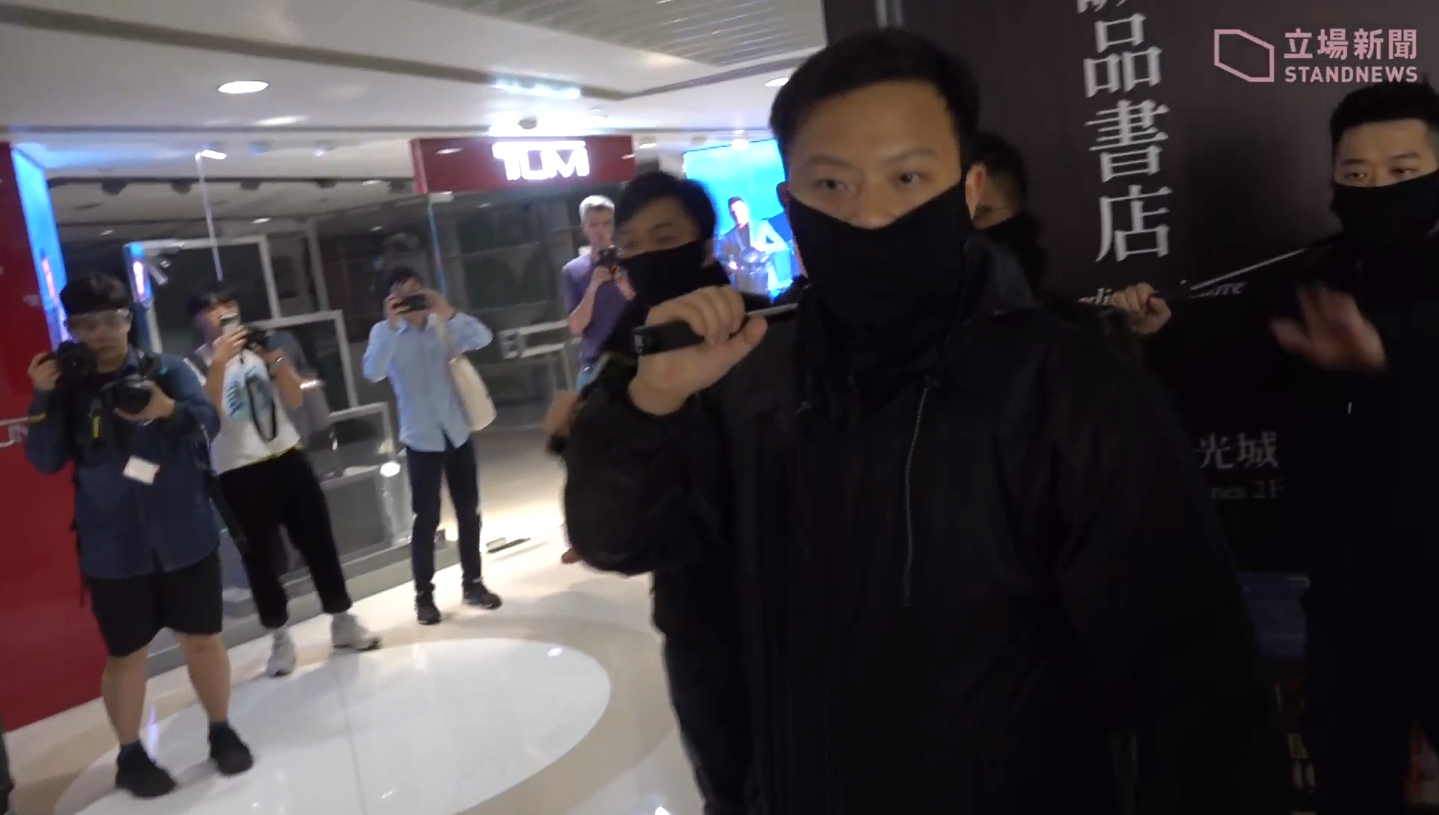
多名便衣警察手持警棍

在尖沙嘴海港城，逾百人在商場內游走叫口號及高唱《願榮光歸香港》，示威針對「藍店」和中資店舖，不少食肆食客被嚇走，甚至要捧餐急逃，食肆無法做生意，部份店舖也突然落閘。警察在未有商場職員報警的情況下進入商場，其間疑有便衣警搜市民身，記者上前詢問戴黑口罩者是否警察，對方未有回應，只稱不接受採訪，便衣警一度於商場內施放胡椒噴霧，場內充斥胡椒味。其後記者拍攝疑便衣警搜市民身時一度被阻擋。被搜者表示，有人向他稱自己是警察，要求搜身但未出示委任證。有商場職員要求警察離開，但亦遭到拒絕。其後，警察又和市民口角，又對記者推撞。一男子涉襲警被捕

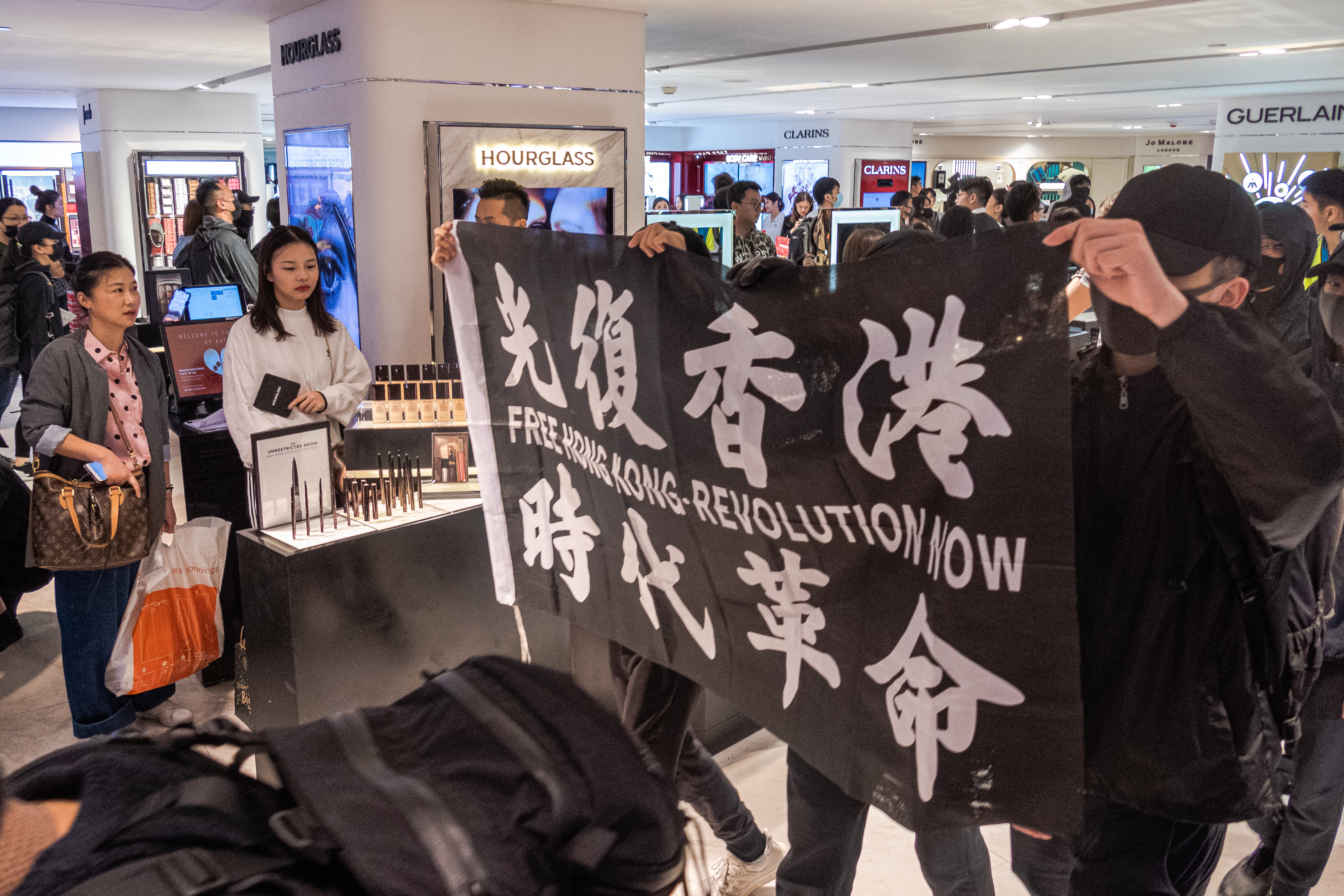
示威者在海港城內叫口號，高举“光复香港，时代革命”旗帜
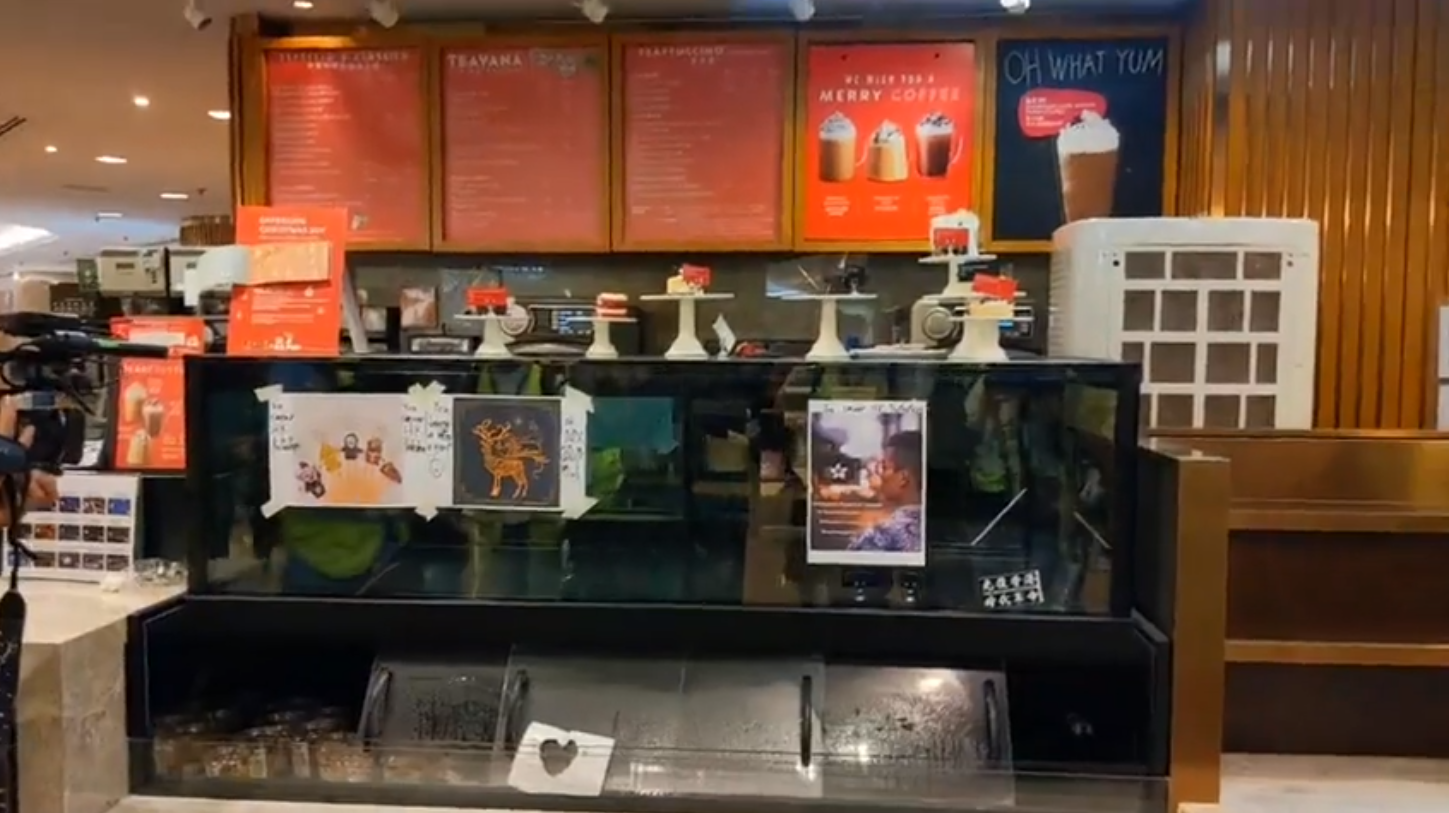
Starbucks被示威者貼上標語
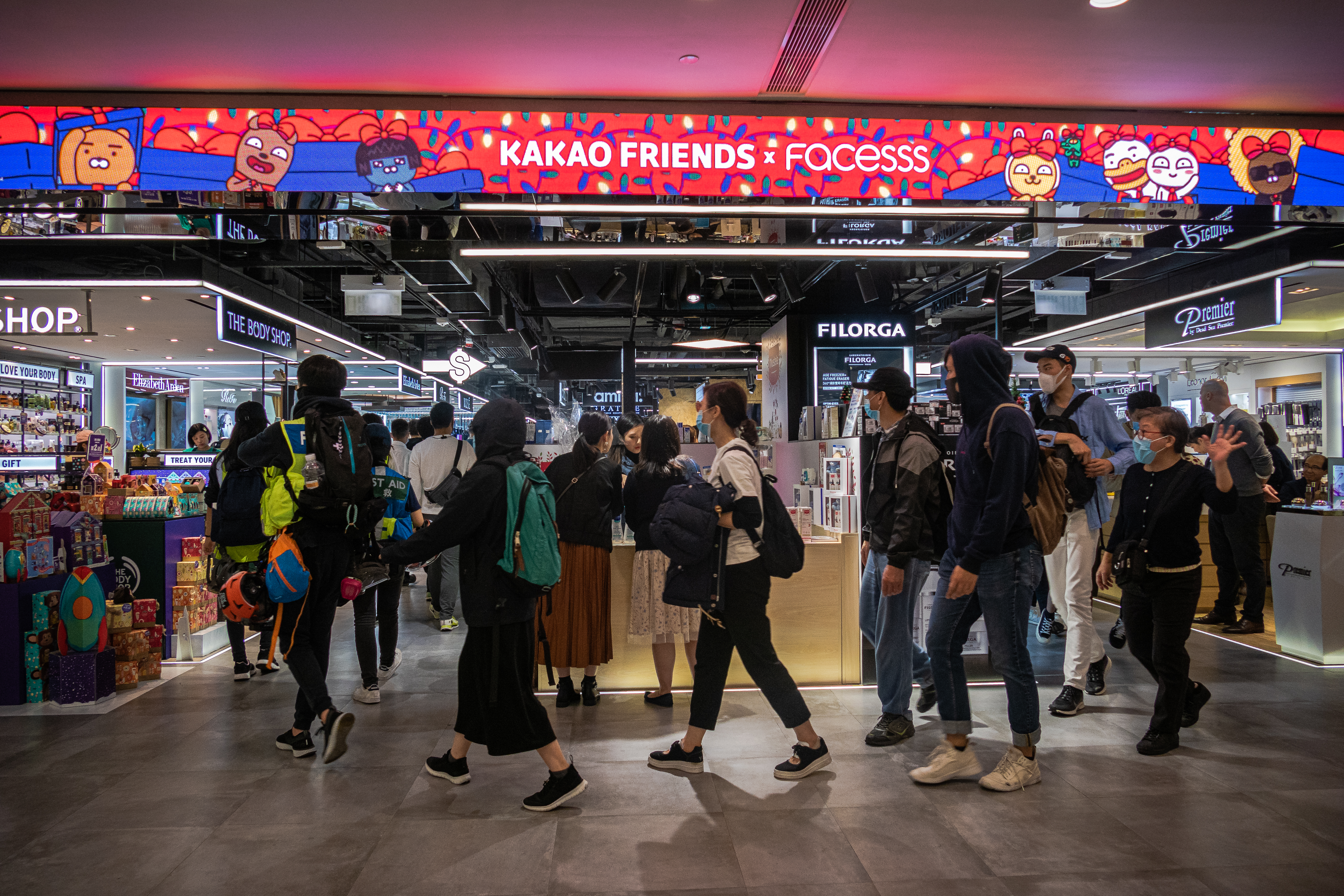
示威者在海運大廈Facesss內游走和叫口號
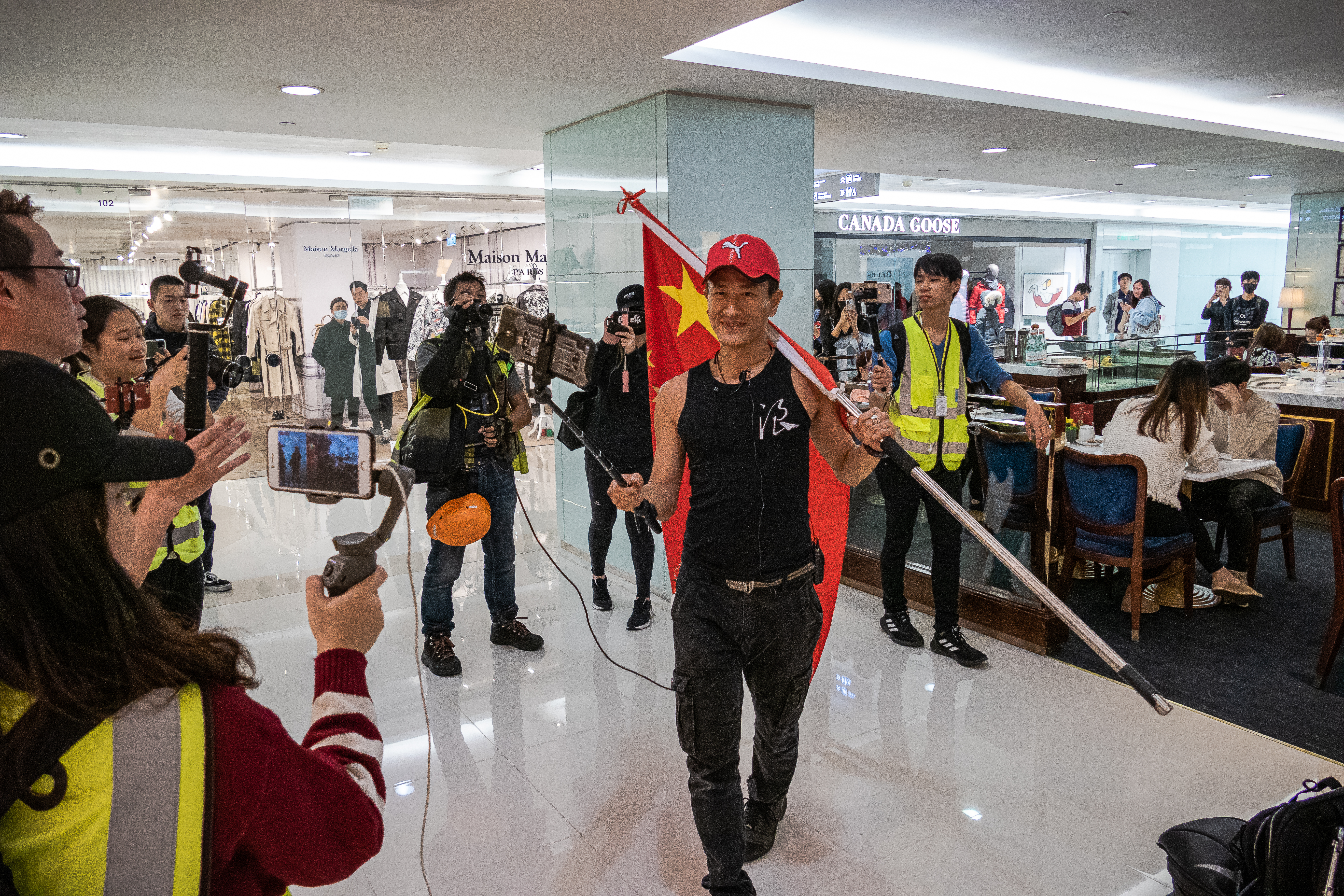
下午近4時，網絡紅人「龍心」林克霖到海港城，播放國歌《義勇軍進行曲》
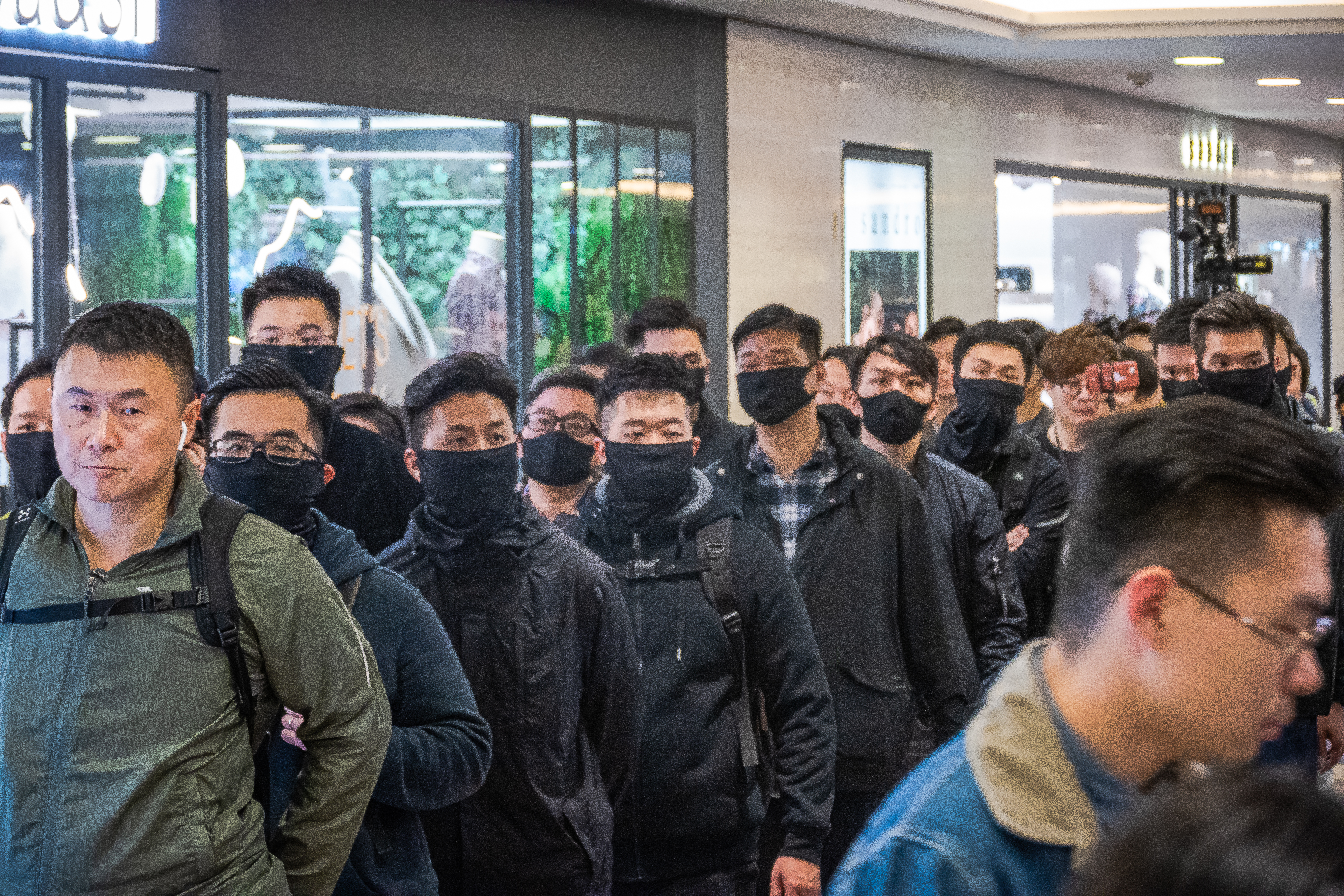
一批便衣警員封鎖海港城一條通道
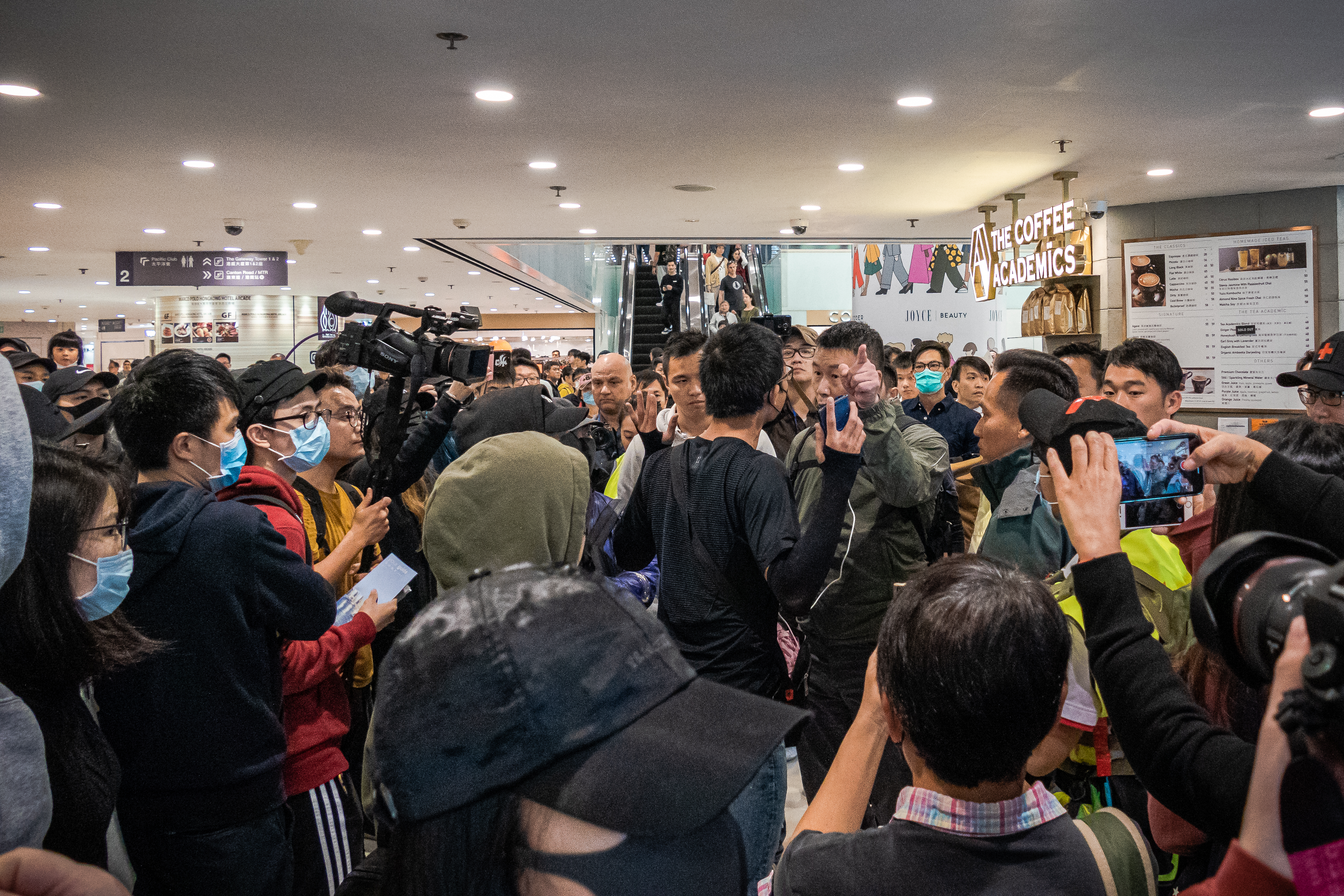
油尖區助理指揮官 （刑事）曾仲斌與示威者口角
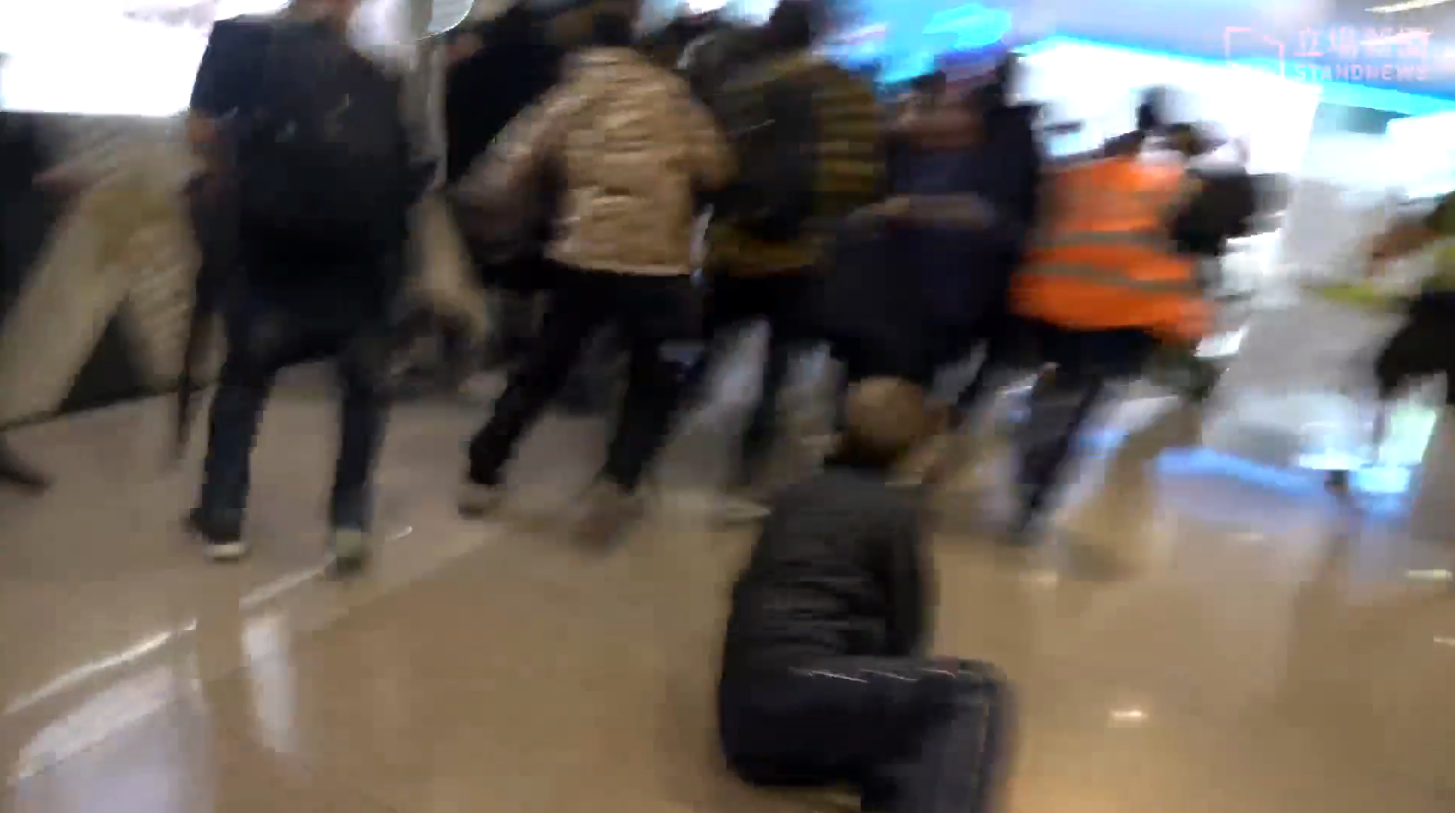
便衣警員進行追捕時，將一名中年市民推到在地
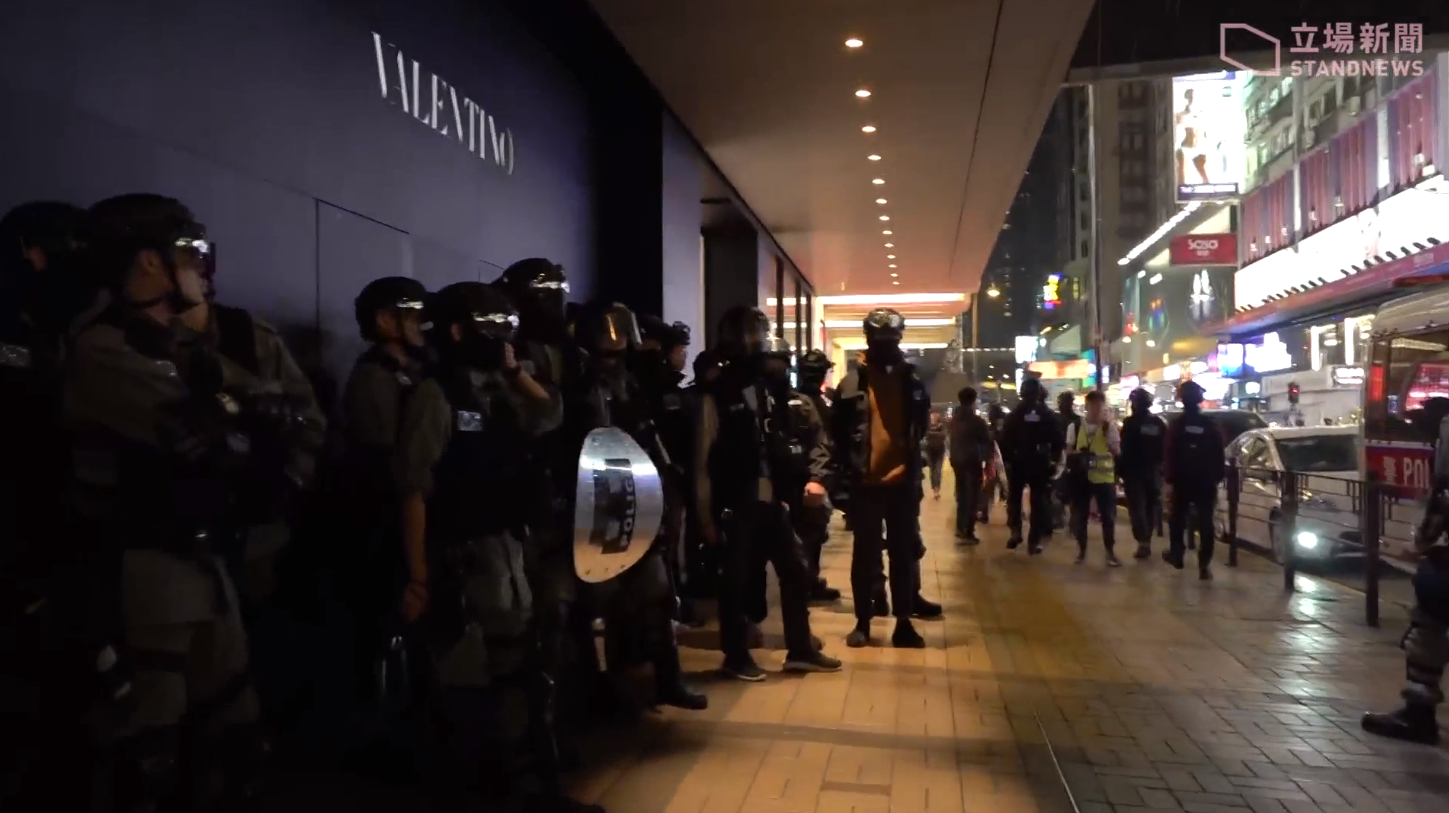
多名防暴警員在廣東道戒備

## 12月24日

### 尖沙咀

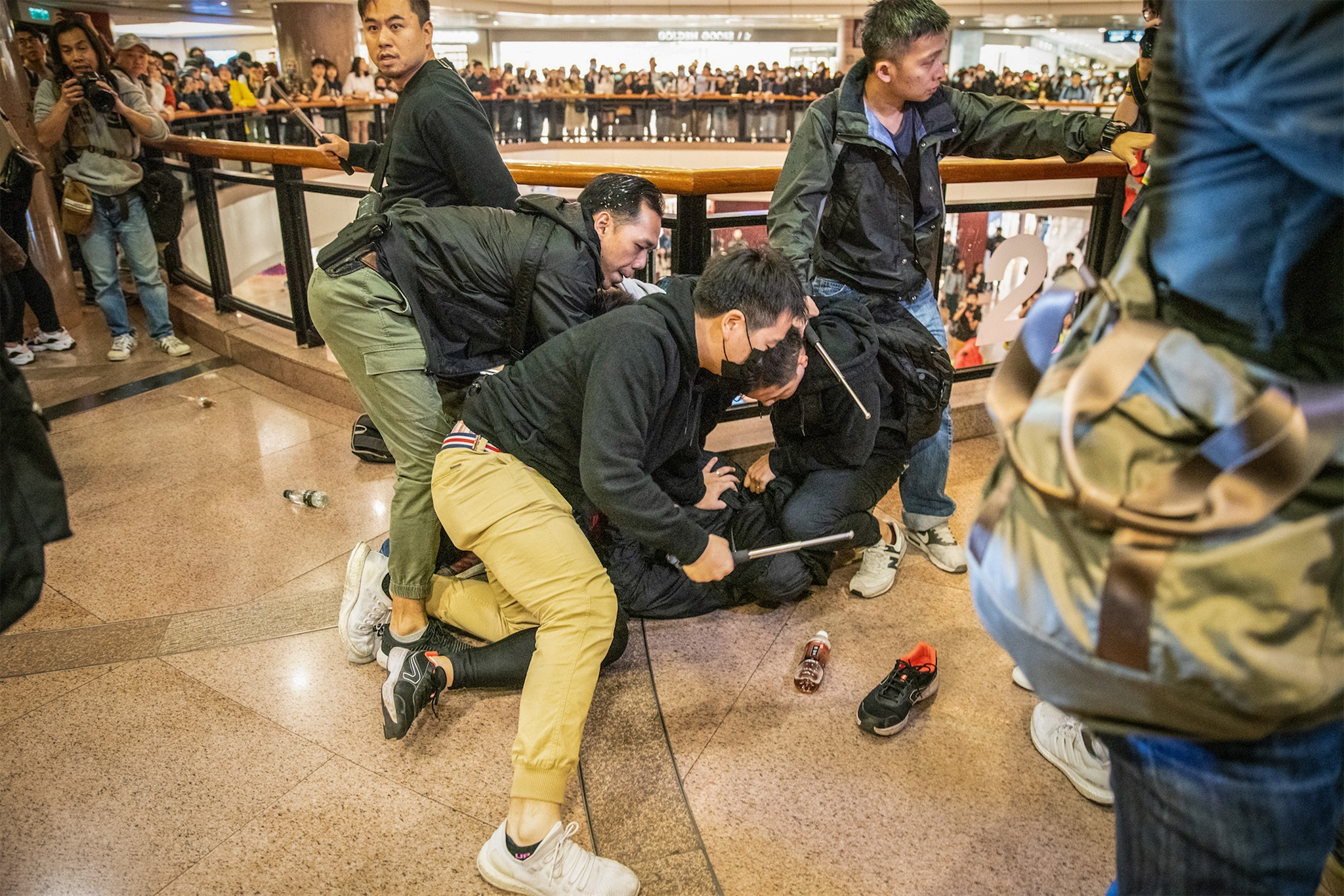
有人被多名便衣警員制服

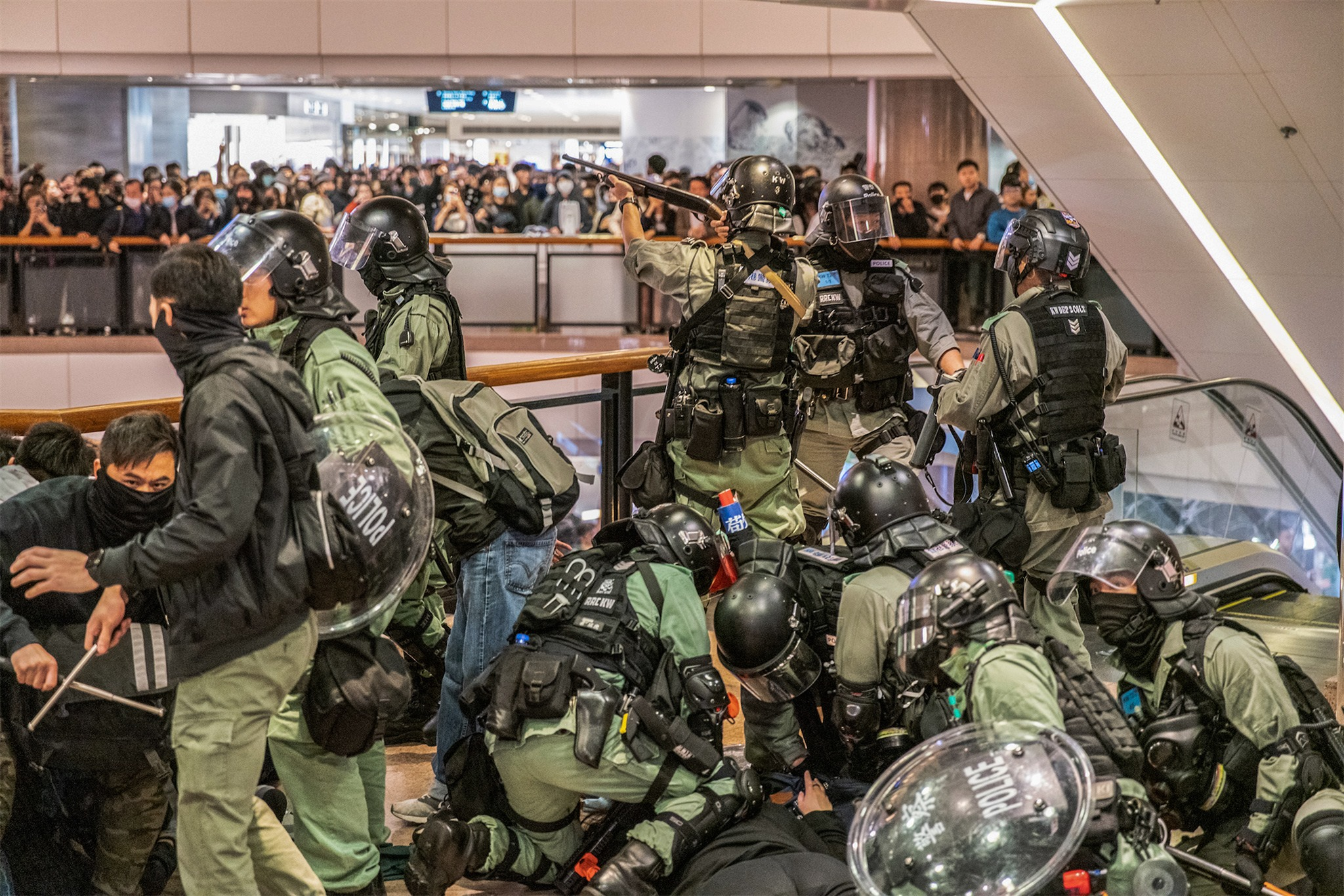
防暴警員持長槍指向港威商場中庭範圍

晚上7時許，大批市民在海港城港威商場聚集和喊口號，現場有大批便衣警員，引起示威者不滿。同一時間，警務處處長鄧炳強親自到尖沙咀問候現場戒備的警員。有現場人士的隨身物品被便衣警截查。到8時許，有便衣警員被人包圍及投擲離物引發衝突，大批市民包圍警員，並大喊放人。其後大批防暴警察到場增援，並制服多人，向在場人士射胡椒噴劑，場面混亂。有記者更拍攝到有防暴警員持長槍指向中庭範圍。防暴警到晚上8時30分才開始撤出商場，數人被帶走。

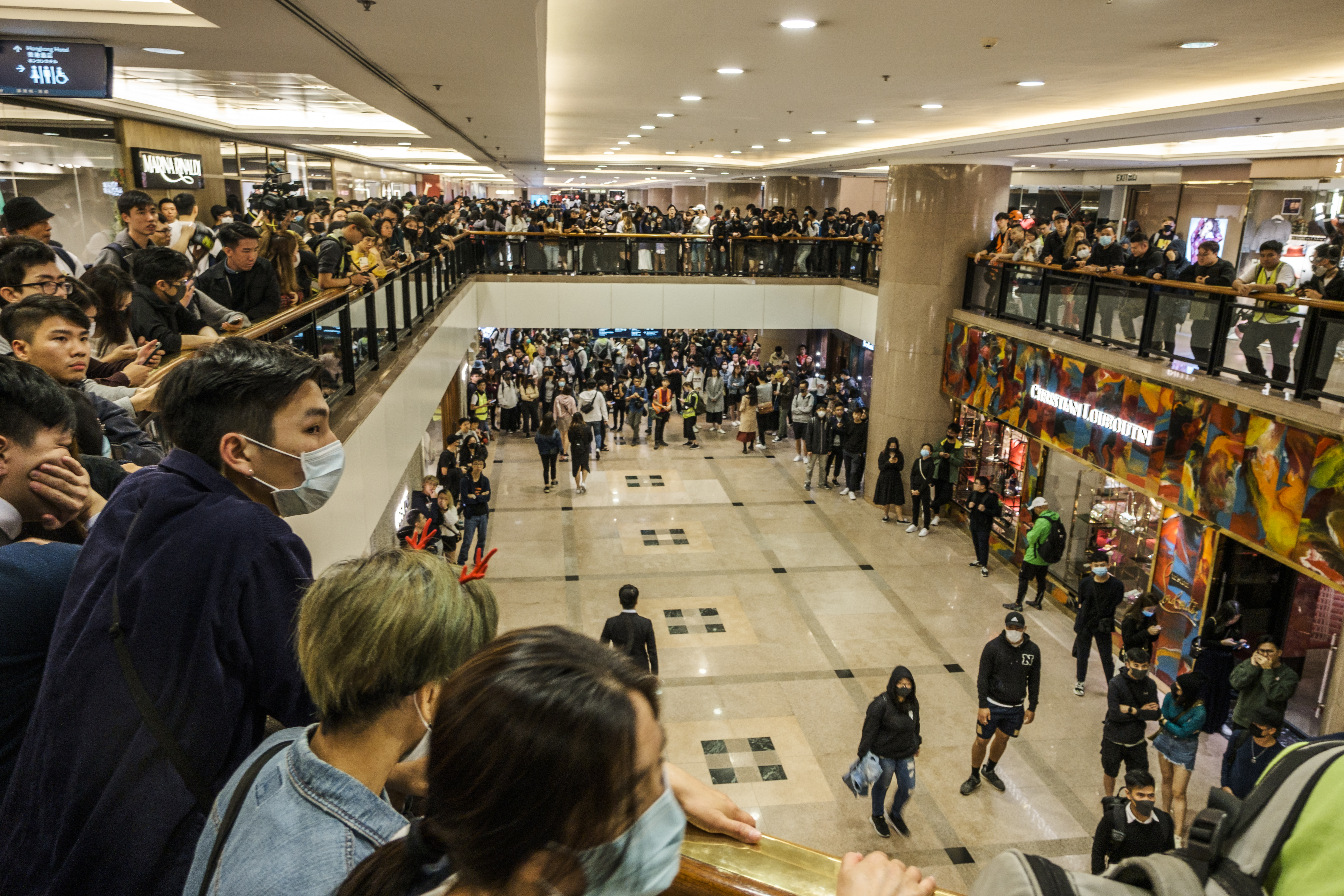
大批市民在海港城港威商場聚集和喊口號
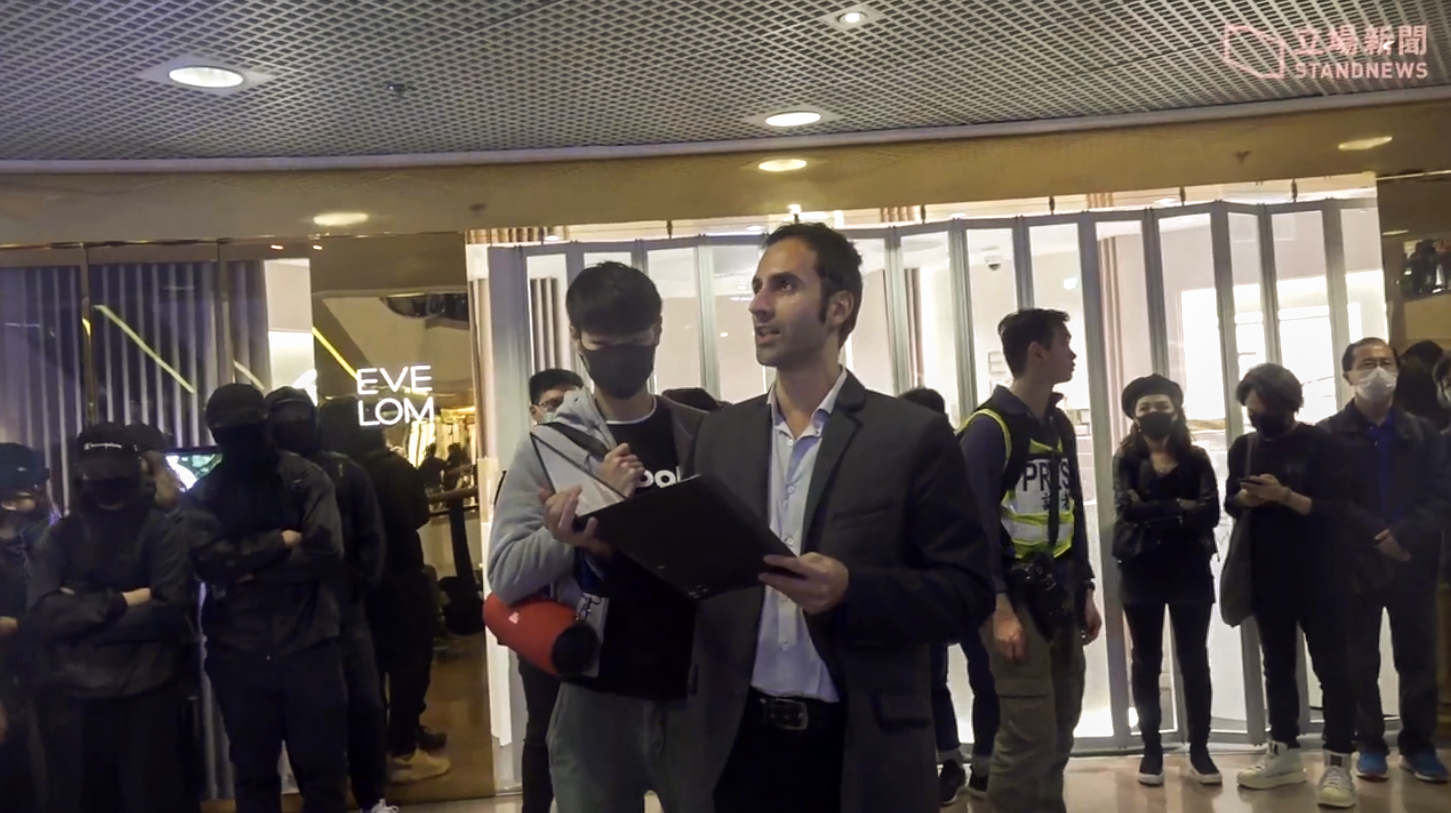
有人在商場唱歌
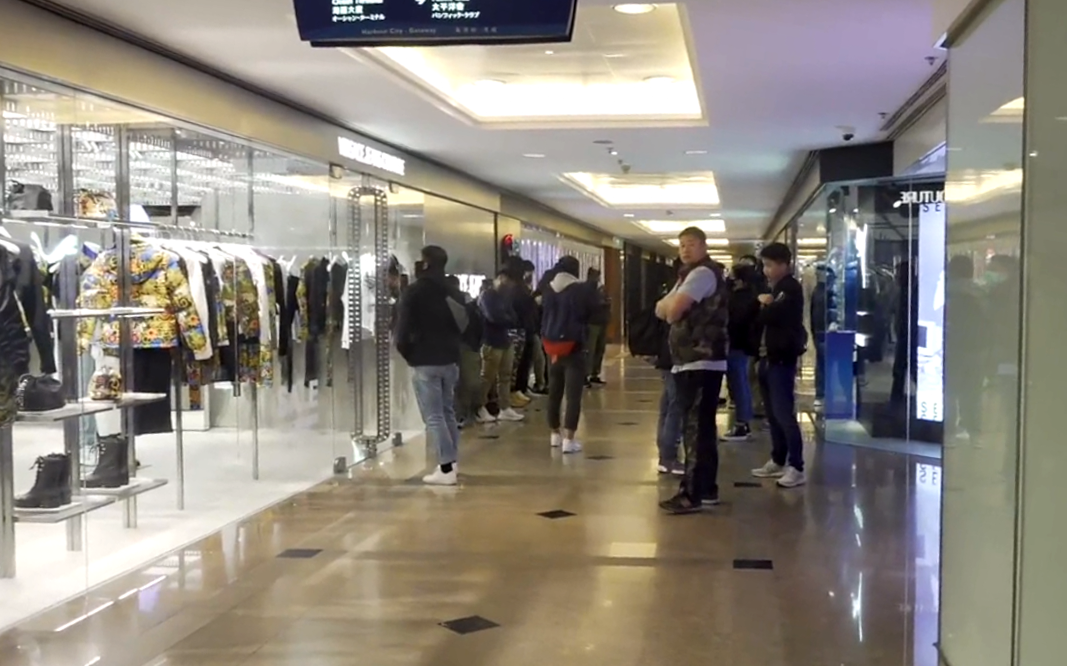
現場有大批便衣警員埋伏
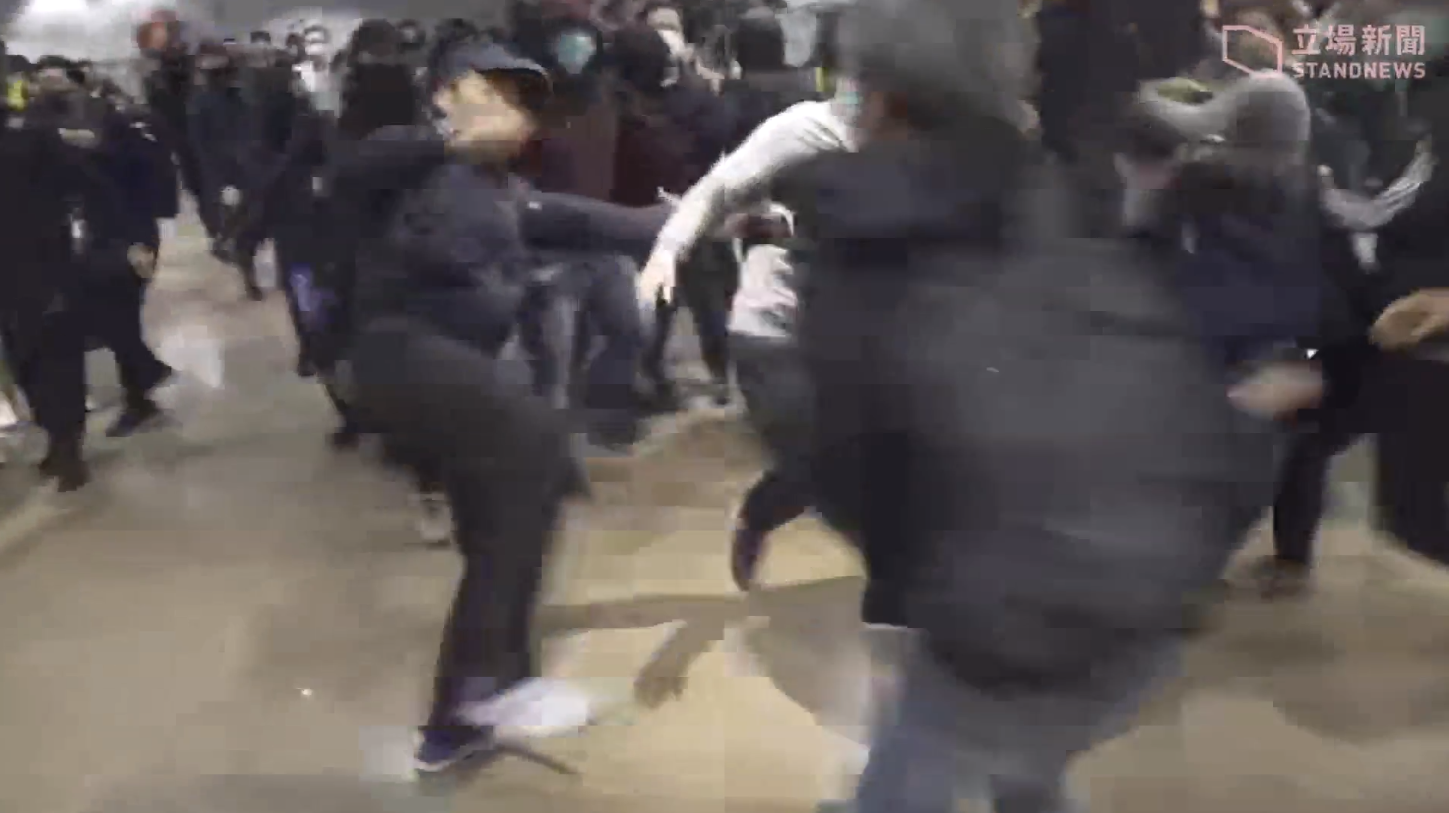
市民在港威商場遊行期間，多名便衣警混入人群中引起衝突和打鬥，場面混亂
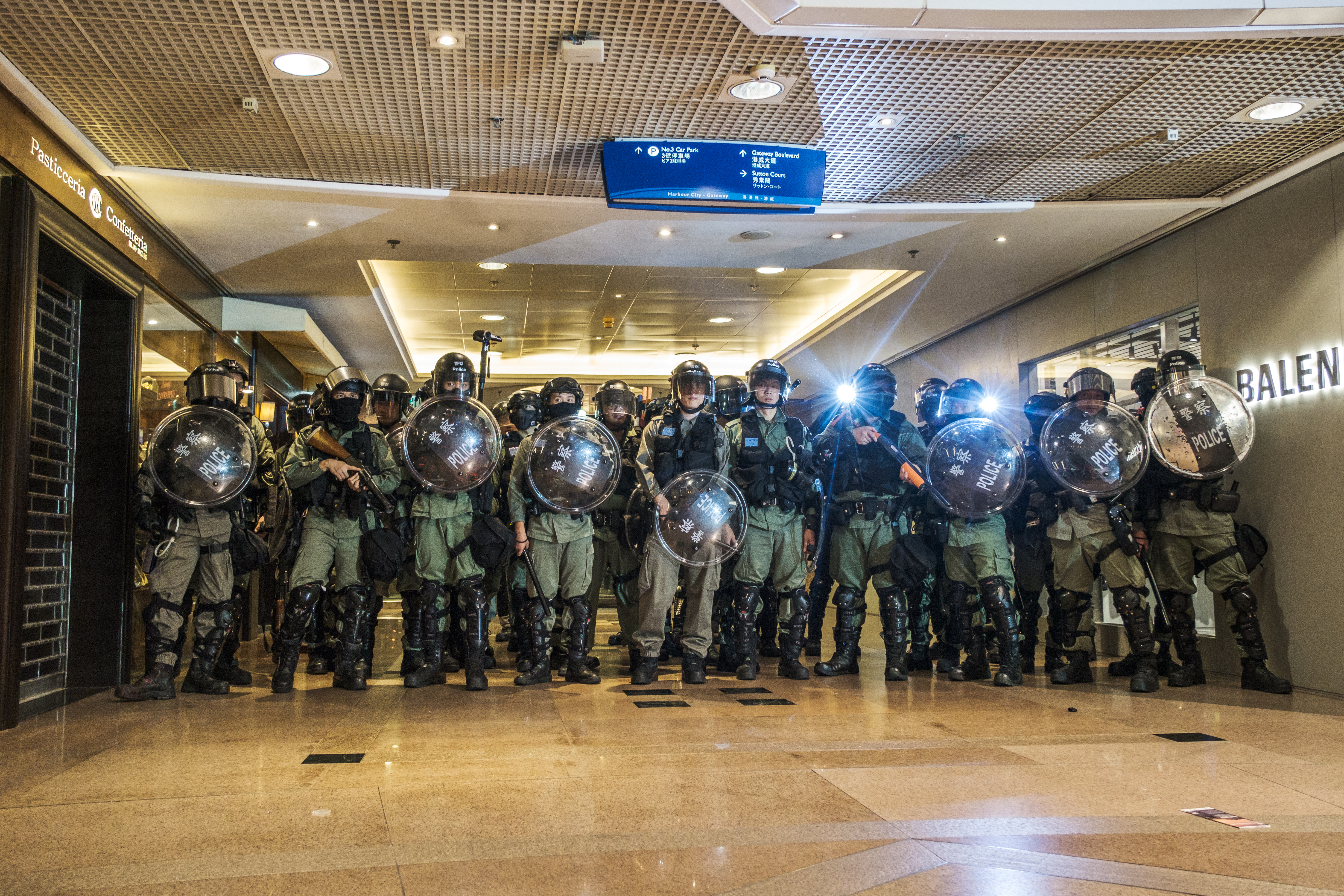
防暴警員在光線充足的環境下，仍然用射燈照向記者方向

### 沙田

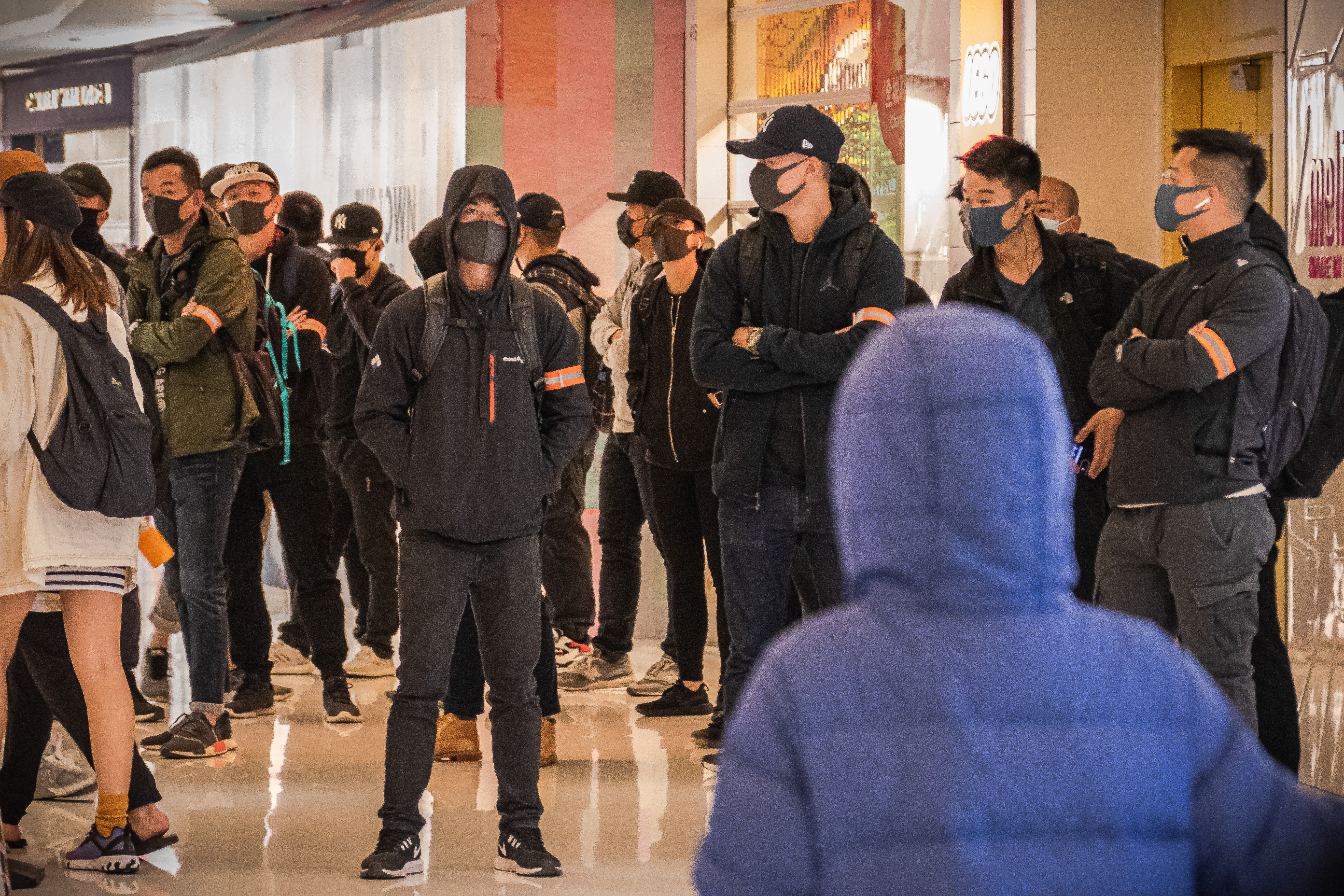
多名便衣警員在商場4樓監視

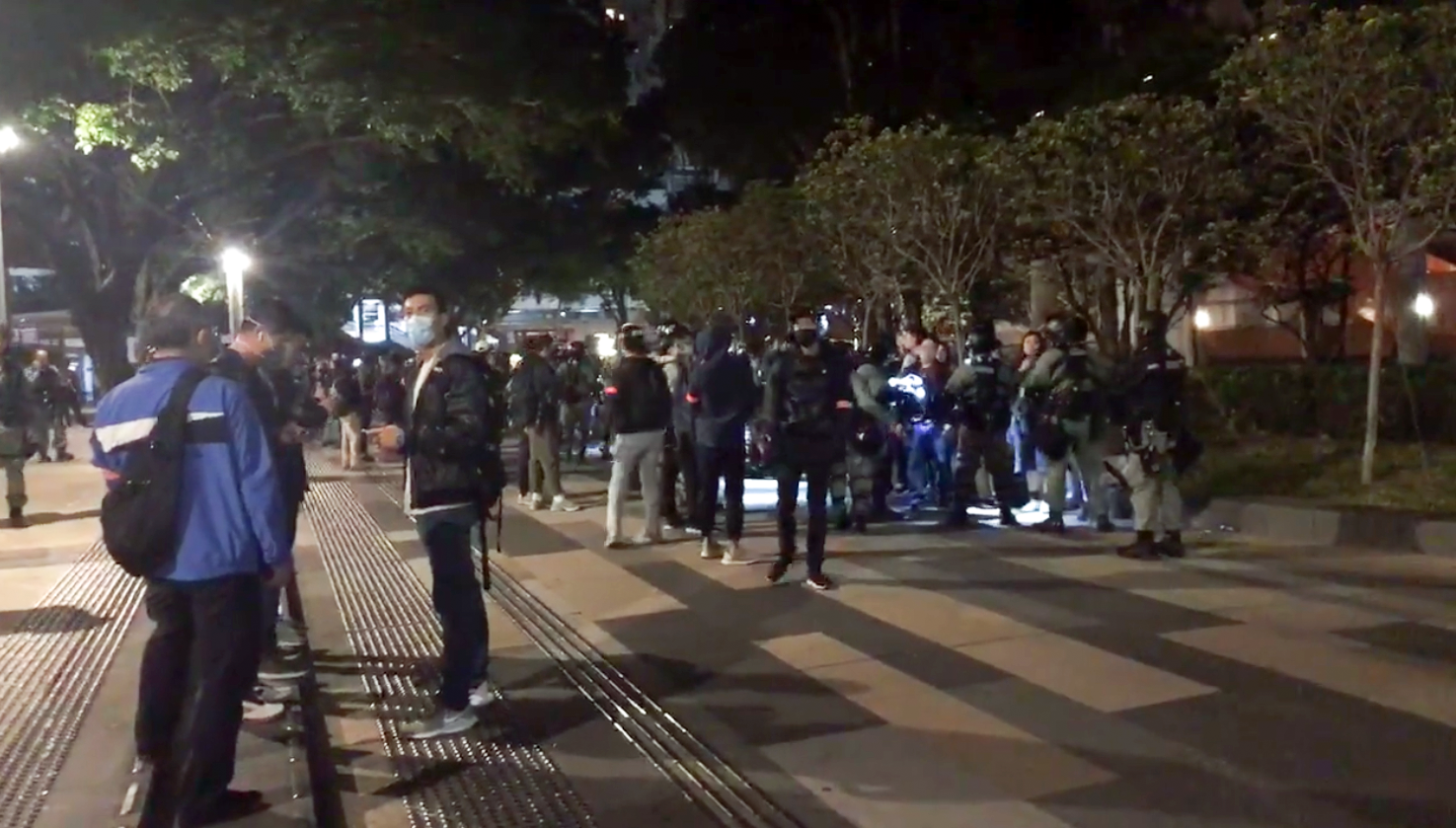
近200名便衣和防暴警員在沙田大會堂外截查多人

12月24日平安夜晚上，商場大批市民聚集和高叫口號，多名便衣警員在商場不同位置監視。晚上7時，當市民發現4樓往沙田廣場的通道有便衣警員時指罵及包圍，便衣警揮動警棍及舉起胡椒噴霧驅散。晚上7時55分，多名防暴警察一度進入商場。到晚上8時11分防暴警察離場後，約400名市民在中庭聚集，高唱《願榮光歸香港》，大量便衣警員繼續在場內觀察。
到晚上約9時，示威者向新城市廣場第三期方向遊行，晚上約9時27分，多輛警車到希爾頓中心對出，而連接希爾頓中心及新城市廣場第三期的行人天橋上有不少市民聚集，有人用雷射筆照射警員。而地面的防暴警察指天橋上有人非法集結，一度舉出藍旗警告他們，但並有未採取進一步行動。數分鐘後，防暴警員無視希爾頓中心商場保安攔阻進入商場，往3樓通往新城市廣場三期的位置，要求市民離開，並在天橋上駐守。
到晚上10時35分，一名女子在新城市廣場被捕。而200名警員於大會堂百步梯和新城市廣場外截查市民。

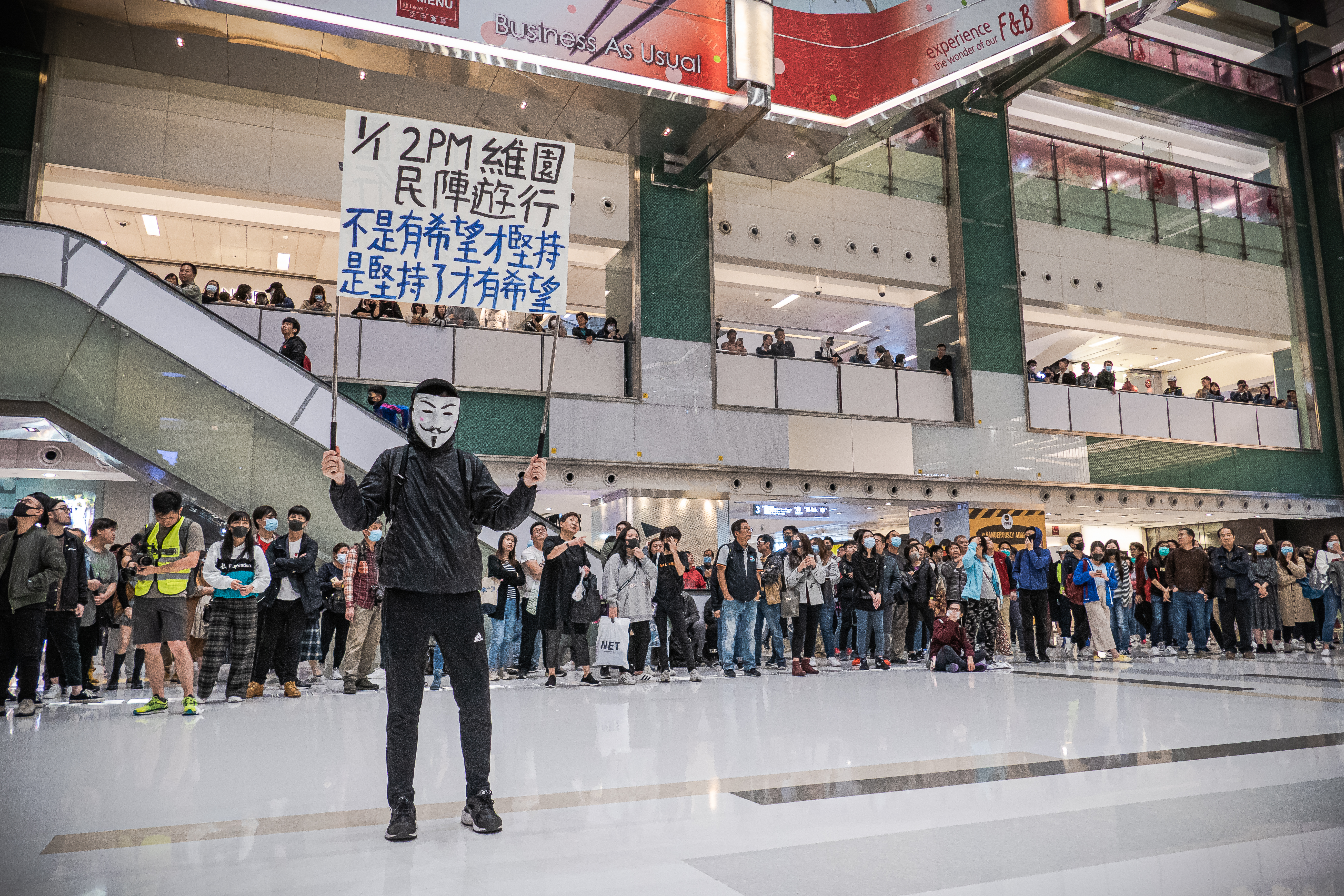
晚上8時11分，防暴警察離場後，約400名市民在中庭聚集，高唱《願榮光歸香港》
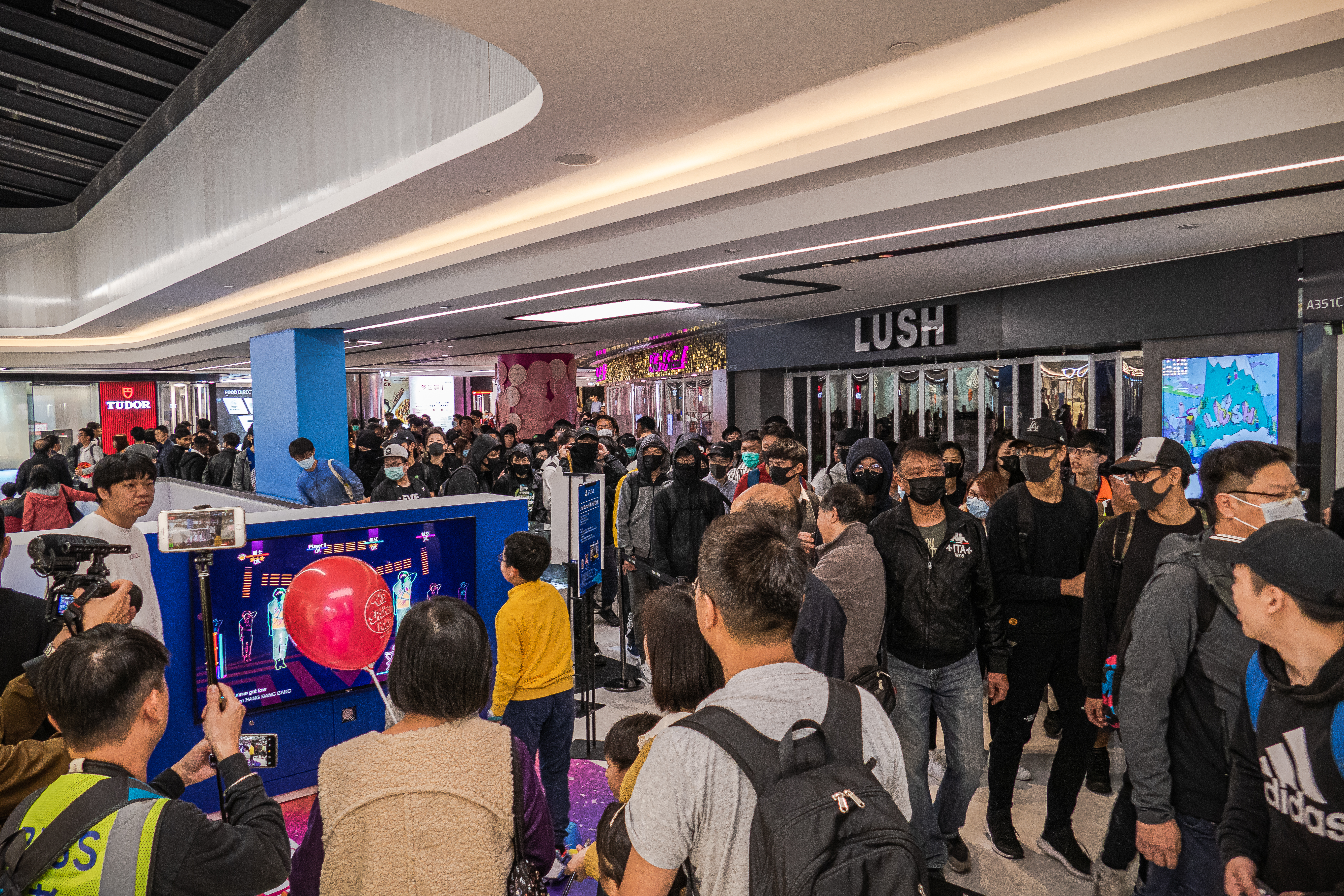
晚上約9時，示威者在新城市廣場第三期遊行
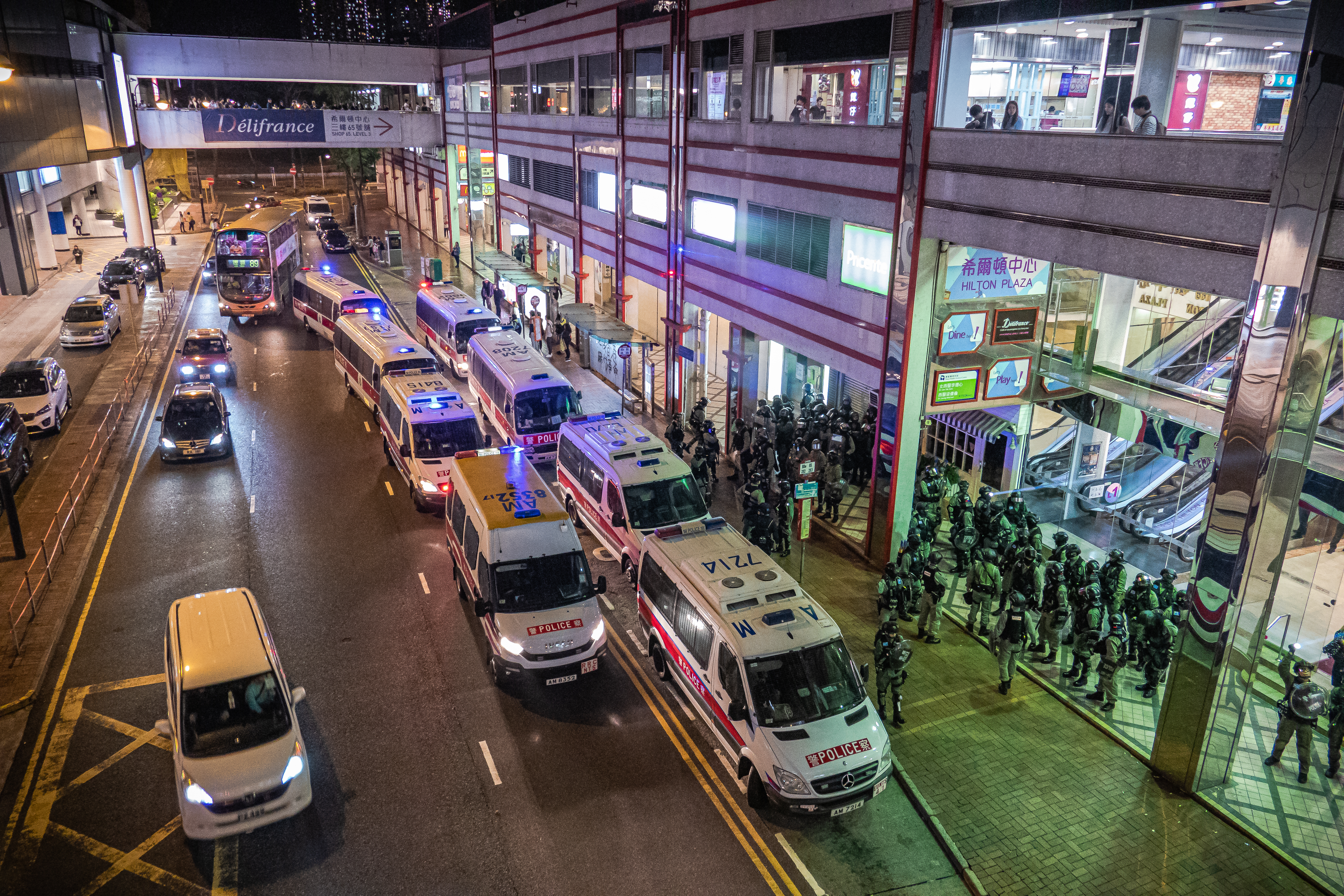
晚上約9時27分，多輛警車到希爾頓中心對出
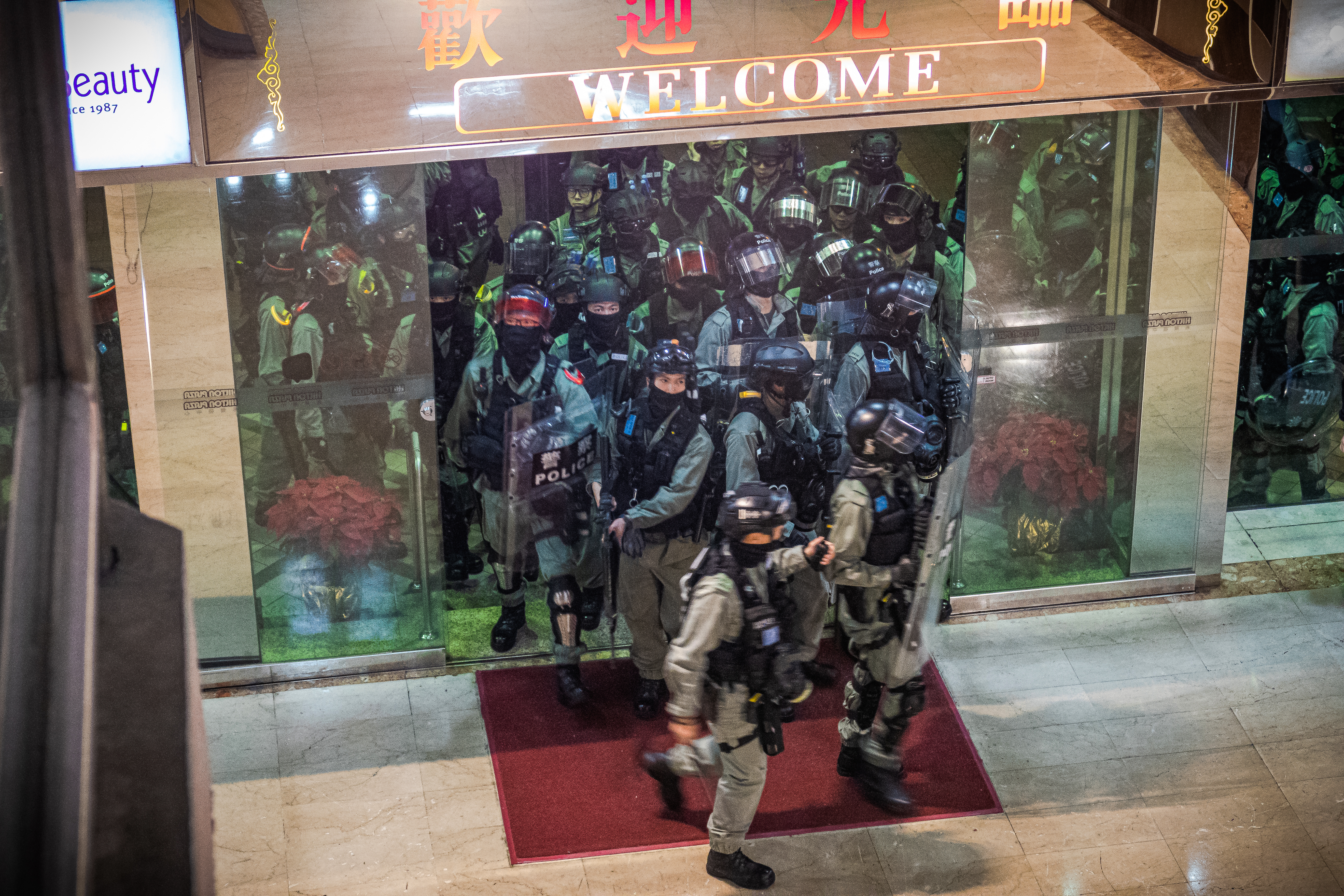
防暴警無視希爾頓中心商場保安員攔阻，進入商場
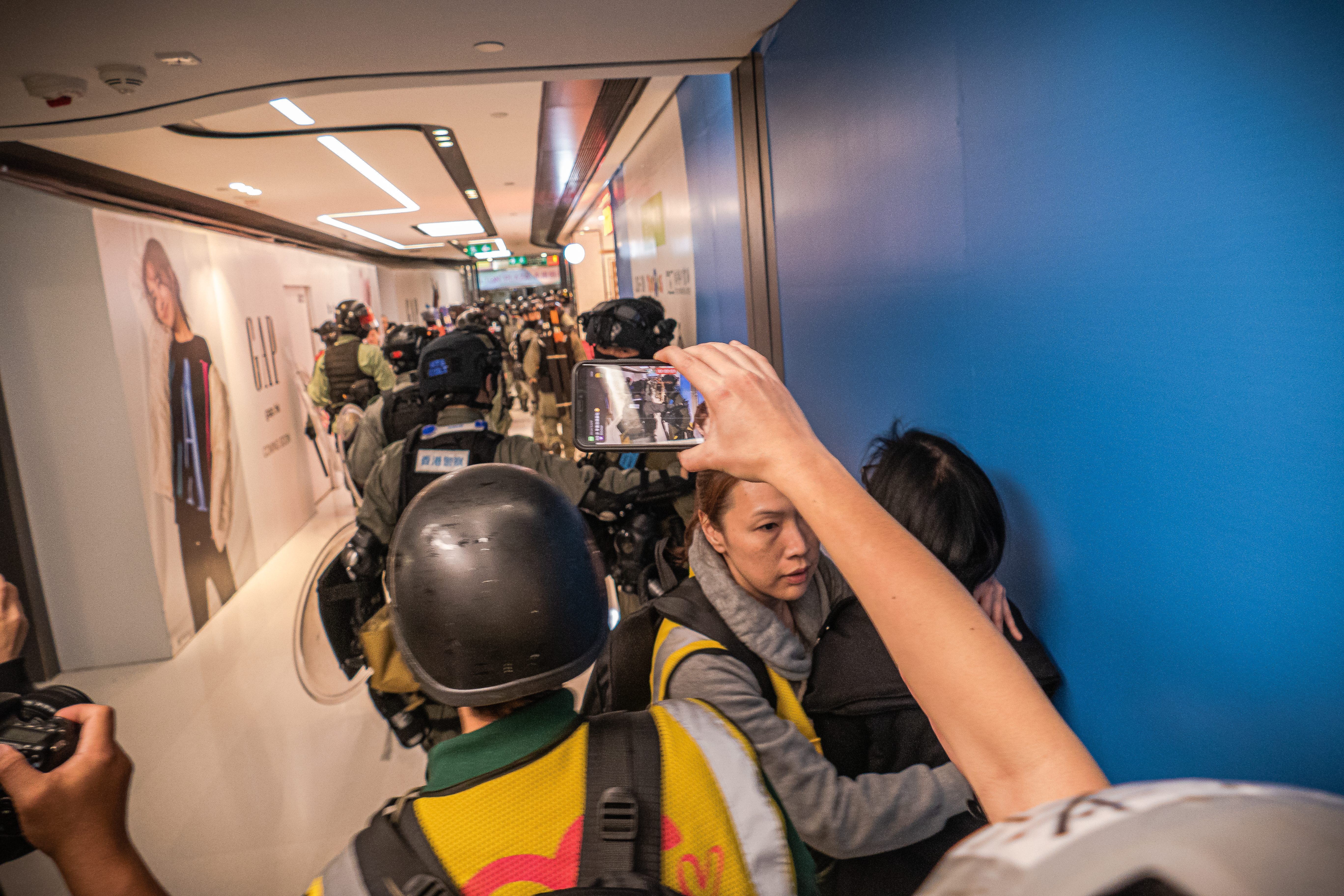
防暴警員進入新城市廣場三期，引起市民不安

### 元朗

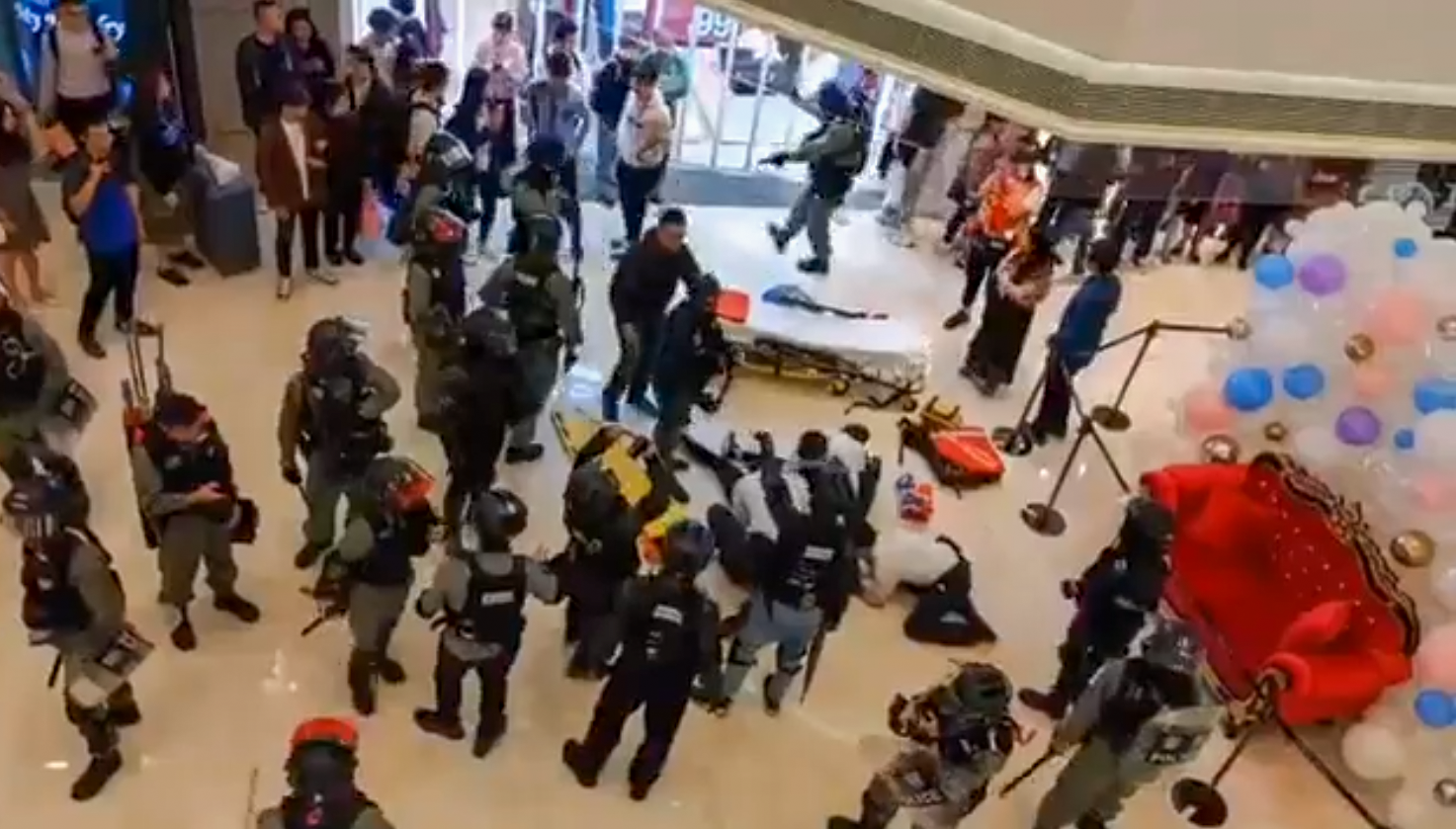
一名姓周19歲青年疑躲避警員追捕，跳出圍欄跌落中庭位置，救護員到達現場

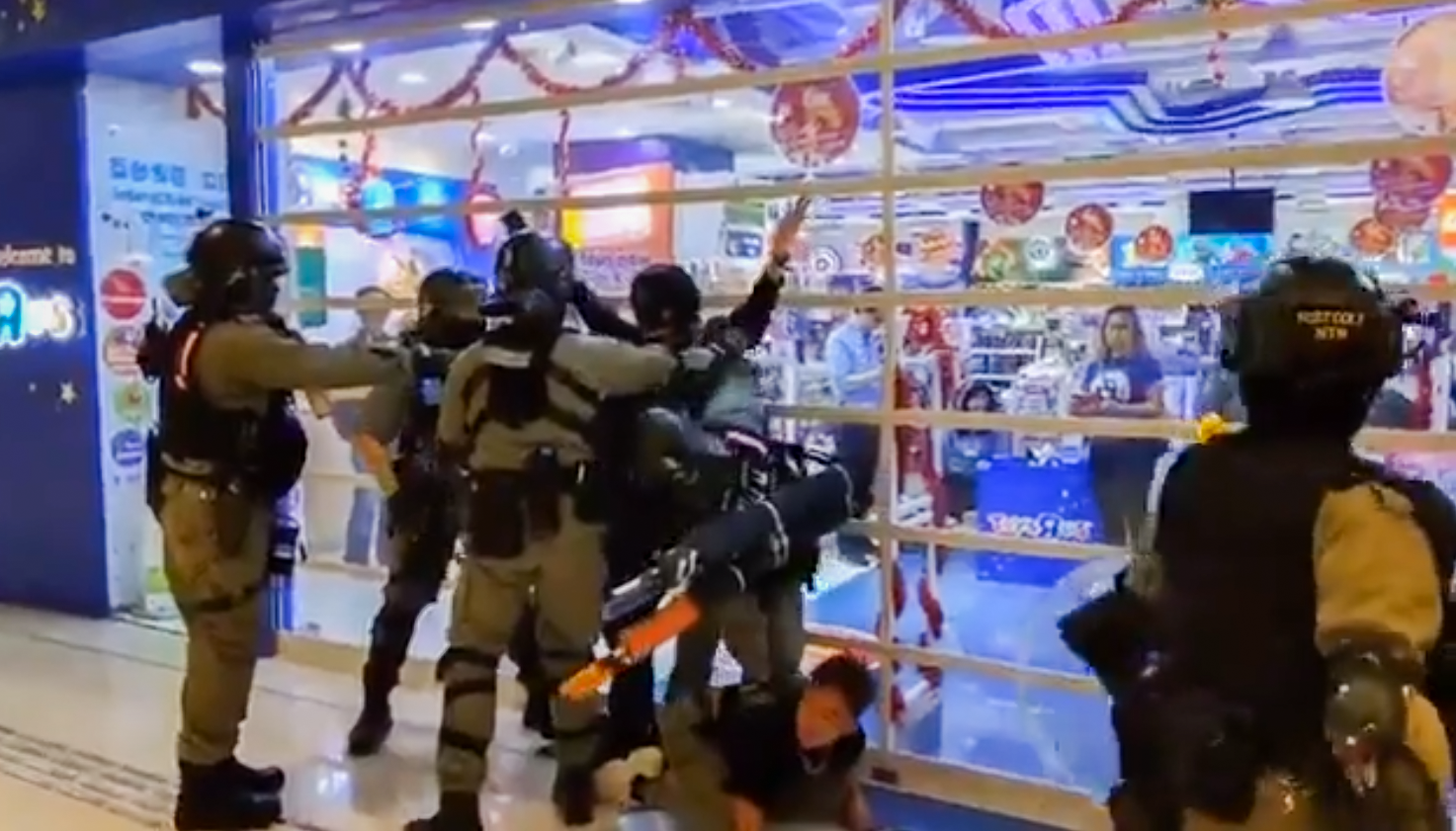
防暴警察在玩具反斗城外制服2名青年人，其中一人舉起雙手

12月24日，網民號召於元朗YOHO MALL 形點舉行「和你sing(和你唱)」，晚上接近8時，大批防暴警察衝入在商場內搜捕，多人在2樓通道被警員包圍截查，有人被制服。一名姓周19歲青年疑躲避警員追捕，跳出圍欄跌落中庭位置。救護員到達現場後送往屯門醫院治理。墮樓青年的清醒，頭部沒有受傷和內出血，右手嚴重骨折。背部脊椎有3節骨裂，左手無力。警方以涉嫌襲警將他拘捕。而防暴警察在商場內多次以警棍圍毆和制服多名青年人，引發在場市民不滿。家屬批評警方衝入商場後引起混亂，令人感到害怕。

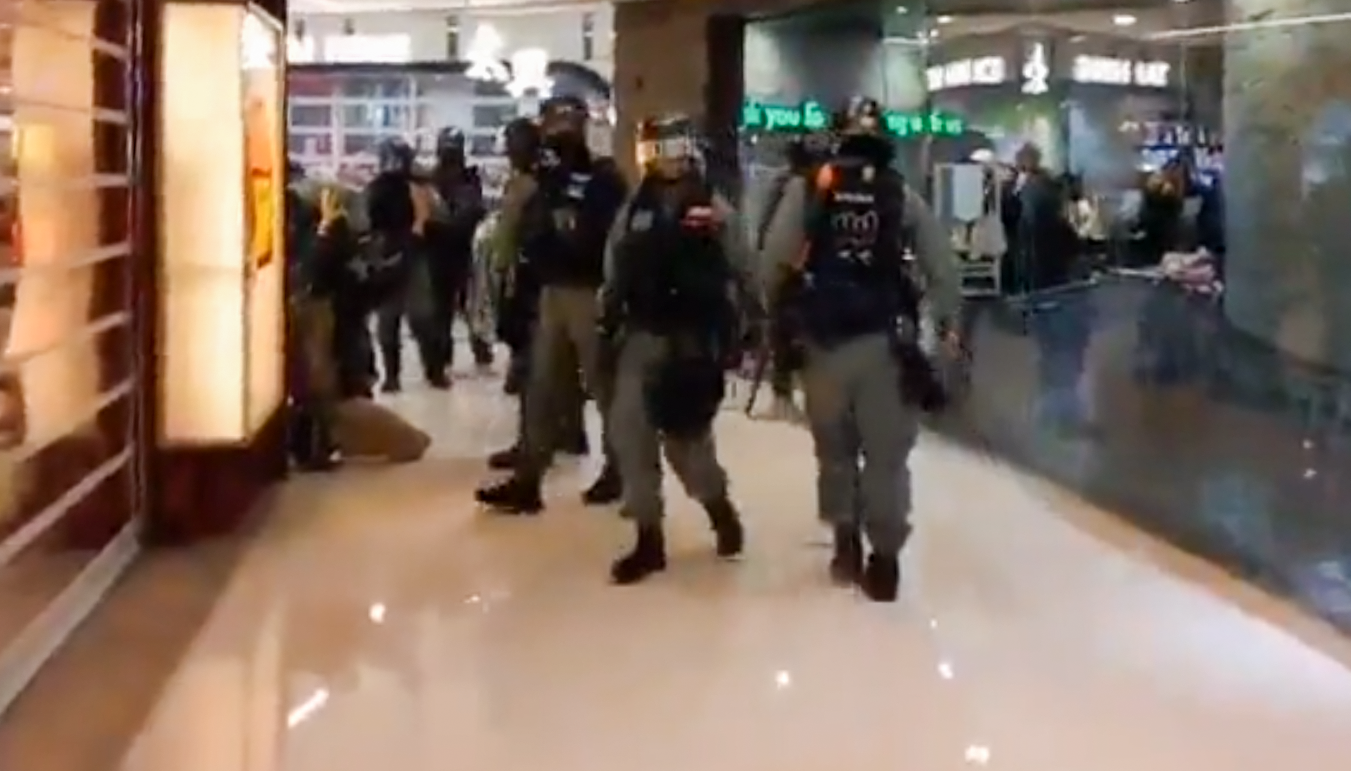
晚上接近8時，大批防暴警察衝入在商場二期，有人被制服並舉起雙手
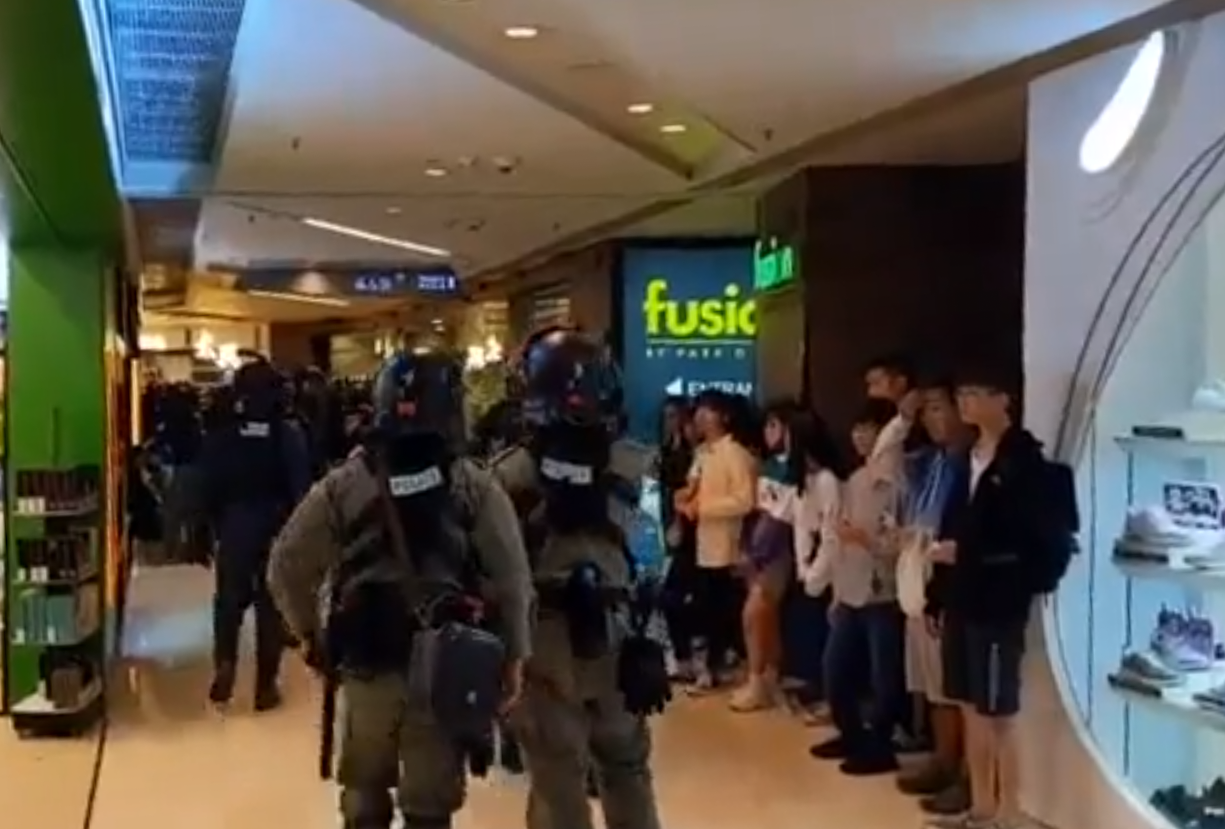
多名年輕人在2樓通道被警員包圍
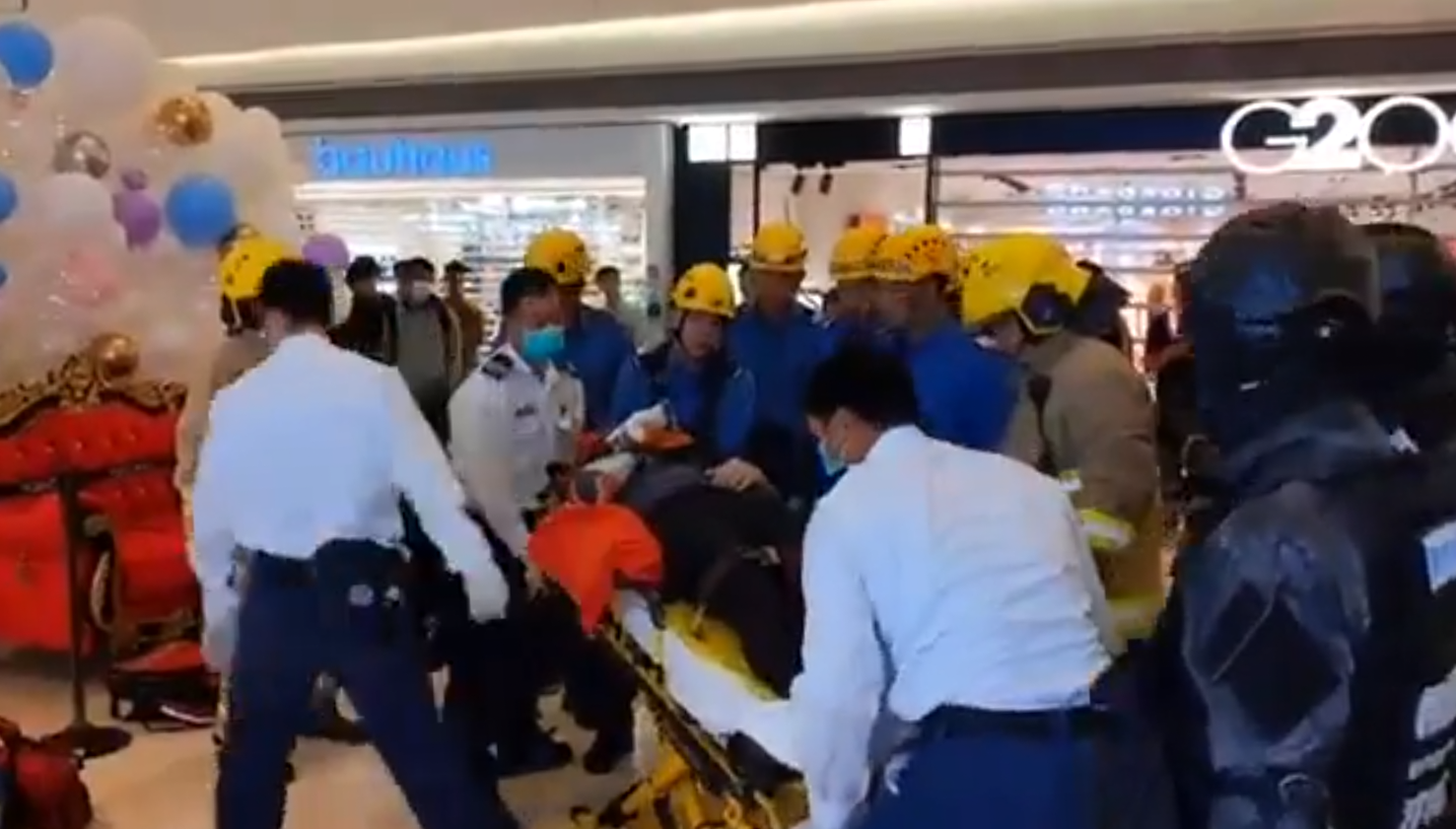
救護員將跌落中庭位置的青年送院治理
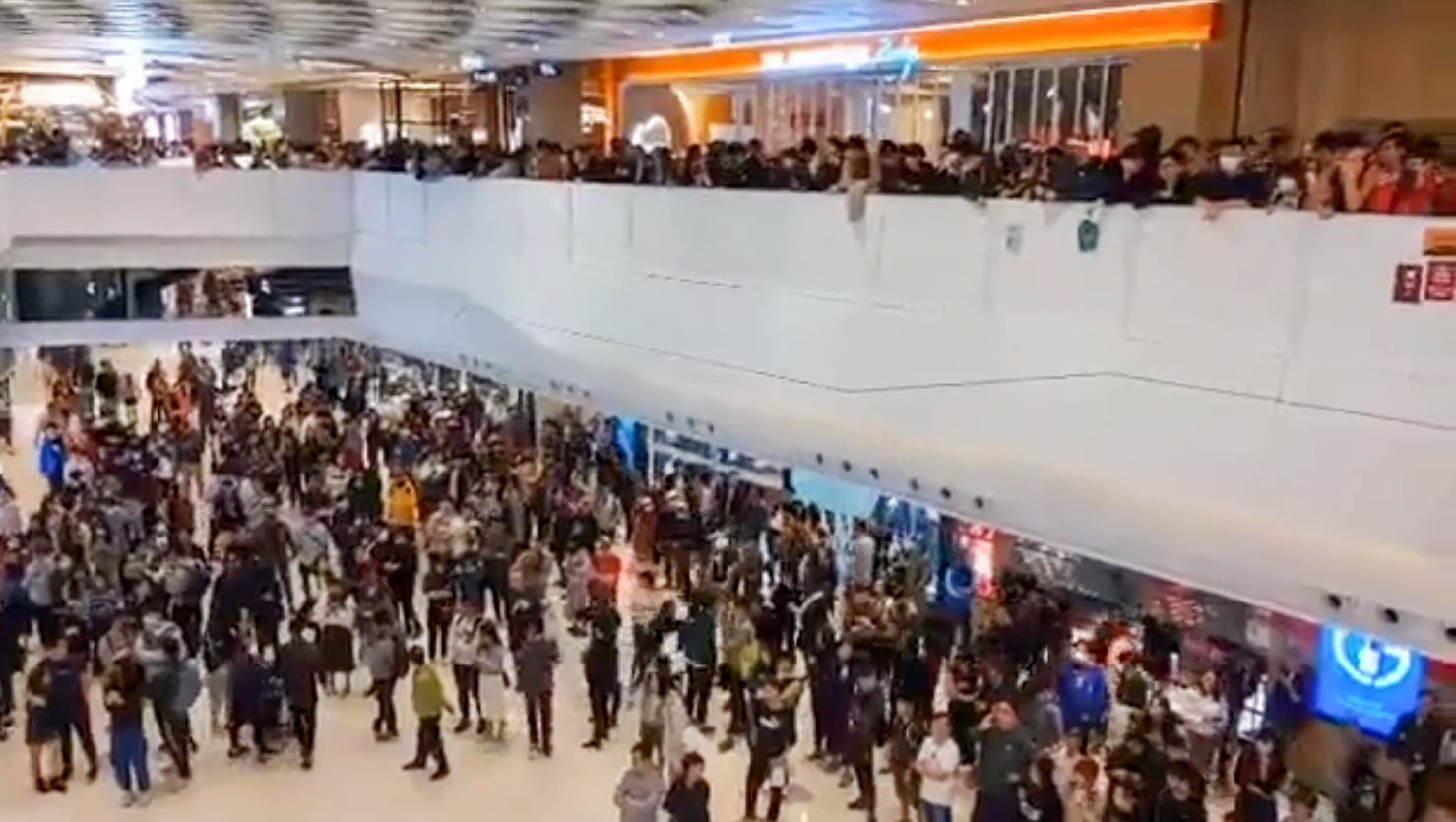
在商場一期聚集的人群
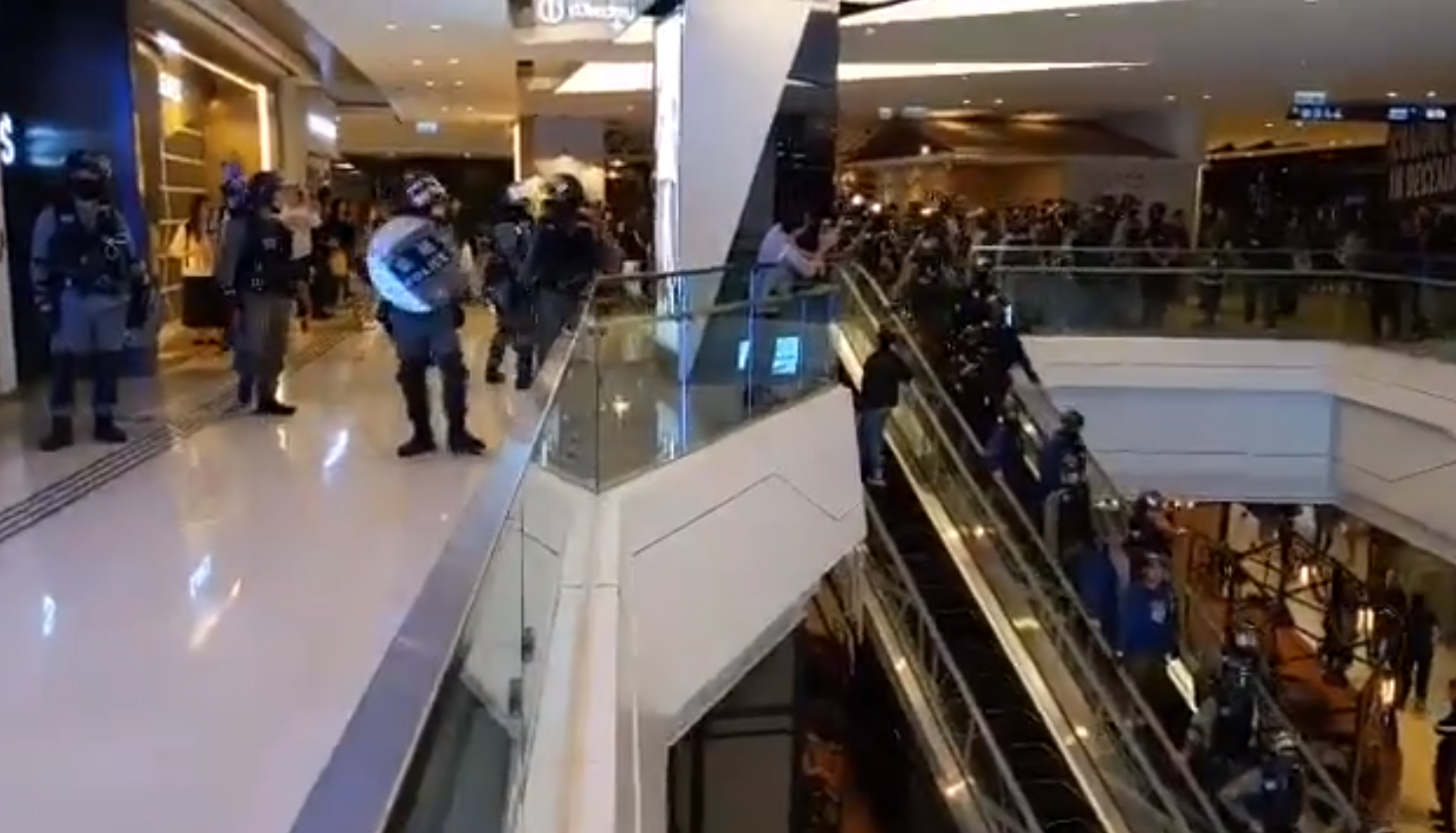
部分警員一度離開商場
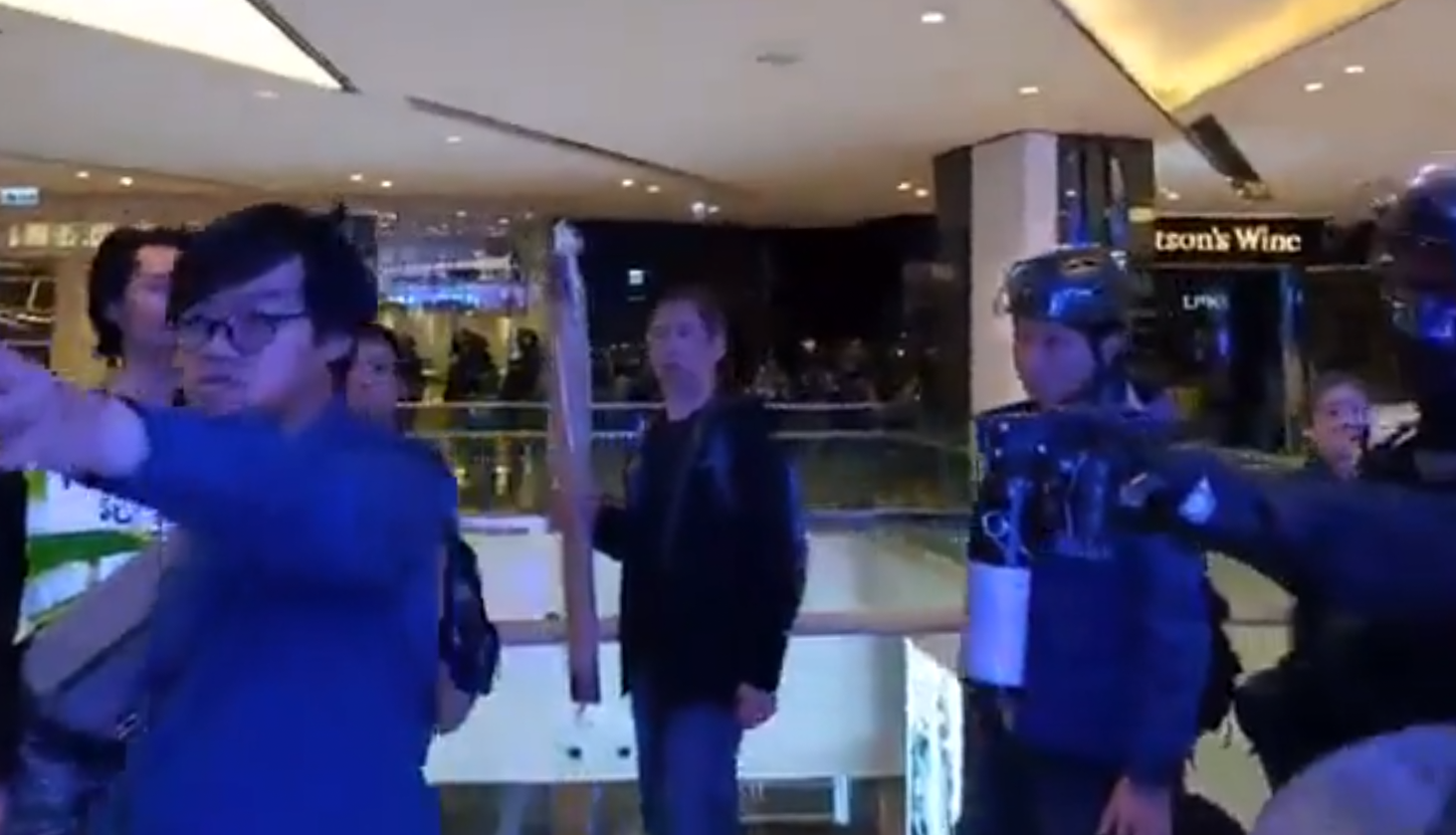
速龍小隊指罵候任區議員張秀賢
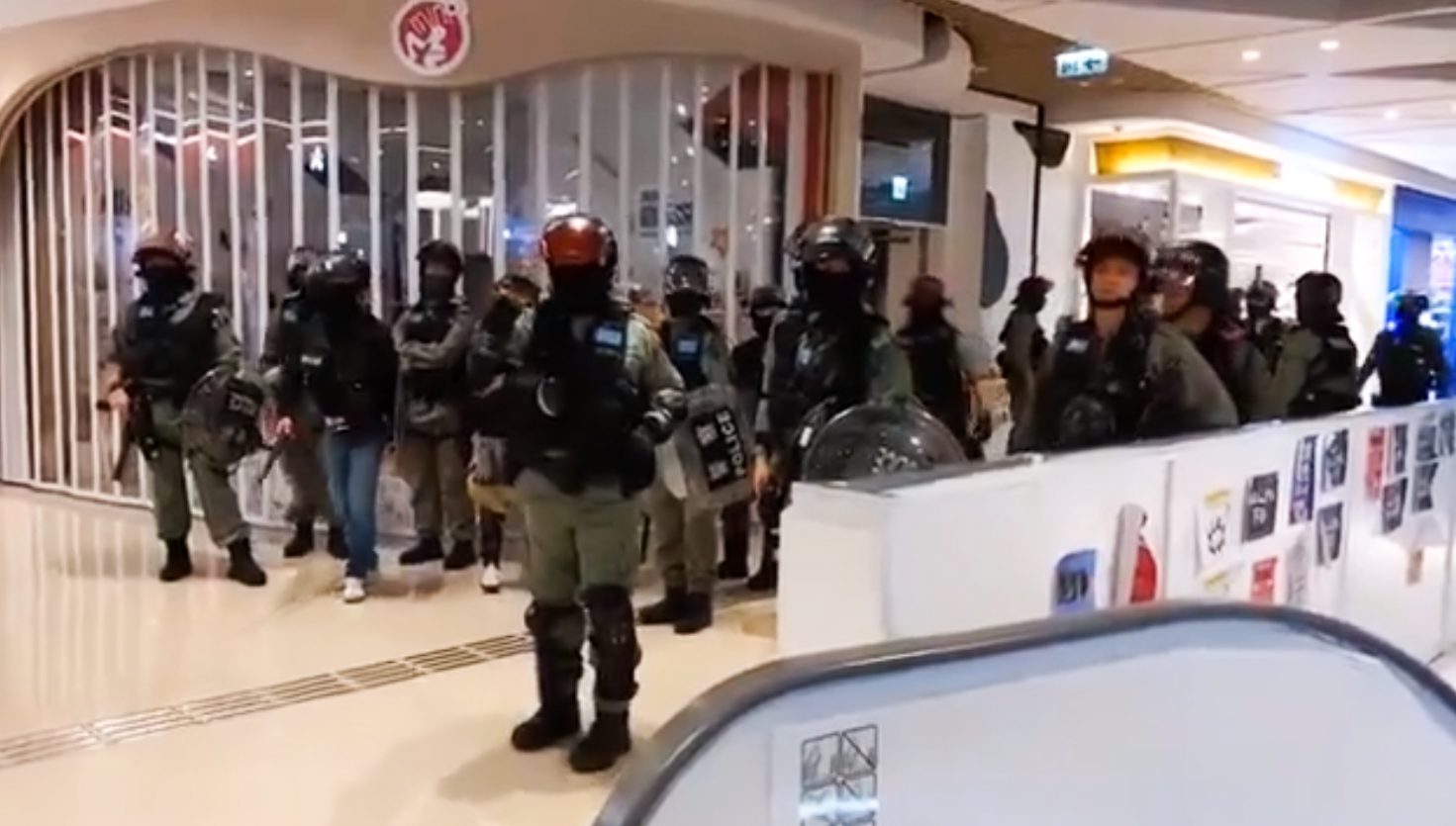
警員在商場2樓設封鎖線

### 旺角
晚上7時許，有人在朗豪坊已經暫停營業的星巴克咖啡店內倒垃圾和用鎚子破壞店內櫥窗玻璃和貨架，其後噴上粗口字句。大批防暴警察衝入商場拘捕數名黑衣人，引起市民不滿指罵警員，警員向商場遊人噴胡椒噴劑，多人不適。而防暴警察離開時曾向在場人士舉槍。而商場保安指無報警。
警民衝突延續至凌晨，大約2時半，一名男子在砵蘭街與長沙街交界的餐廳，約兩至三樓高的天台墮下，倒卧在大廈旁公園的花槽內。
有目擊者指是因為當時天台警員，地面亦有防暴警喝罵及以強光電筒照射青年，疑青年受驚墮下。

## 12月25日

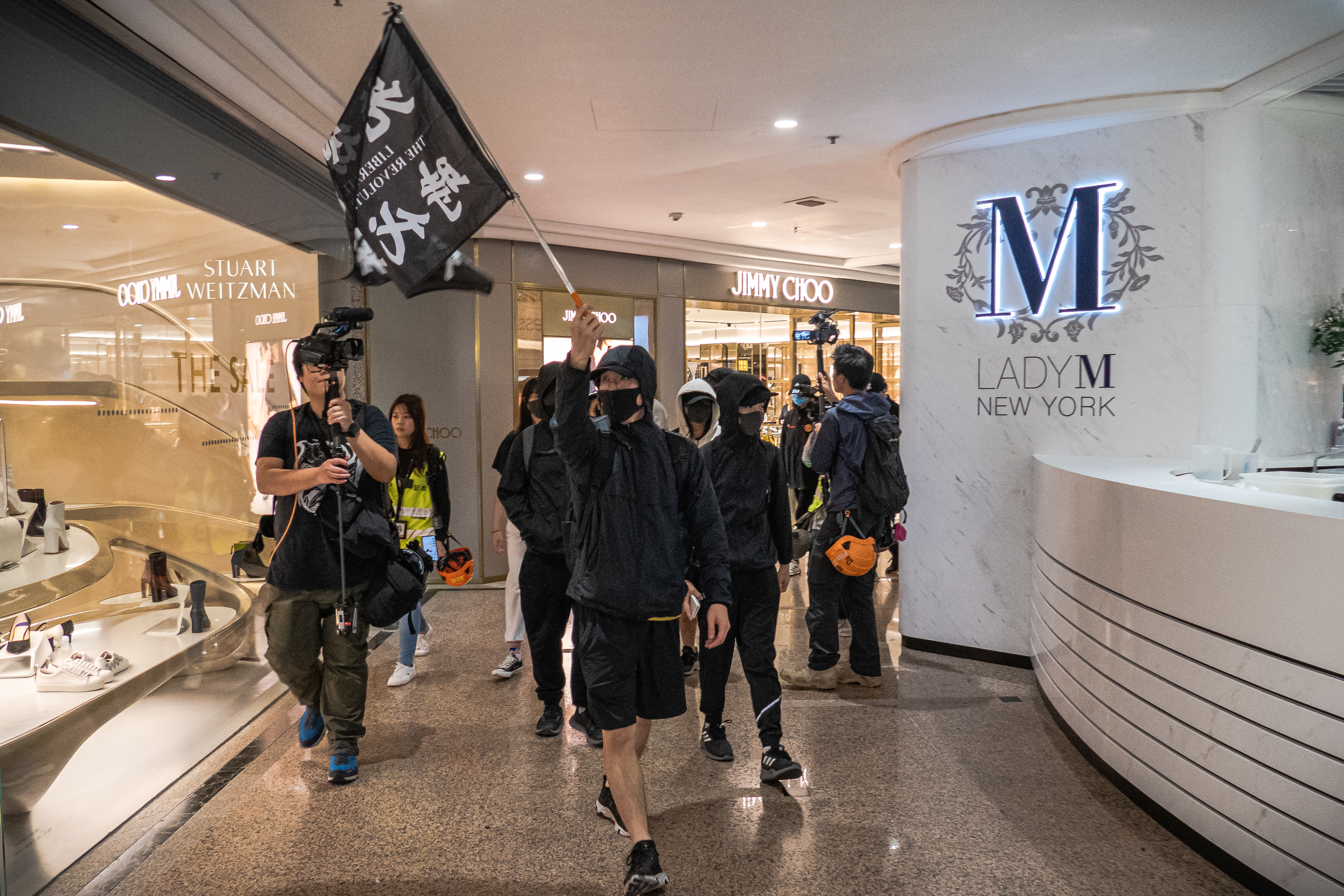
示威者在銅鑼灣時代廣場高叫口號

12月25日（聖誕節），有網民發起「聖誕三部曲行動」，包括在多區舉行「聖誕變裝遊行」及「和你shop」等，下午起銅鑼灣時代廣場和旺角朗豪坊有示威者聚集並高叫口號。多區商場外有防暴警察戒備，警方晚上在朗豪坊外施放多次催淚彈，驅散示威人士，並在尖沙咀、九龍灣截查拘捕多人。晚上10點多，警方在旺角截查過百人。警方於新都會廣場拘捕7人，於德福廣場拘捕最少10人。

### 沙田

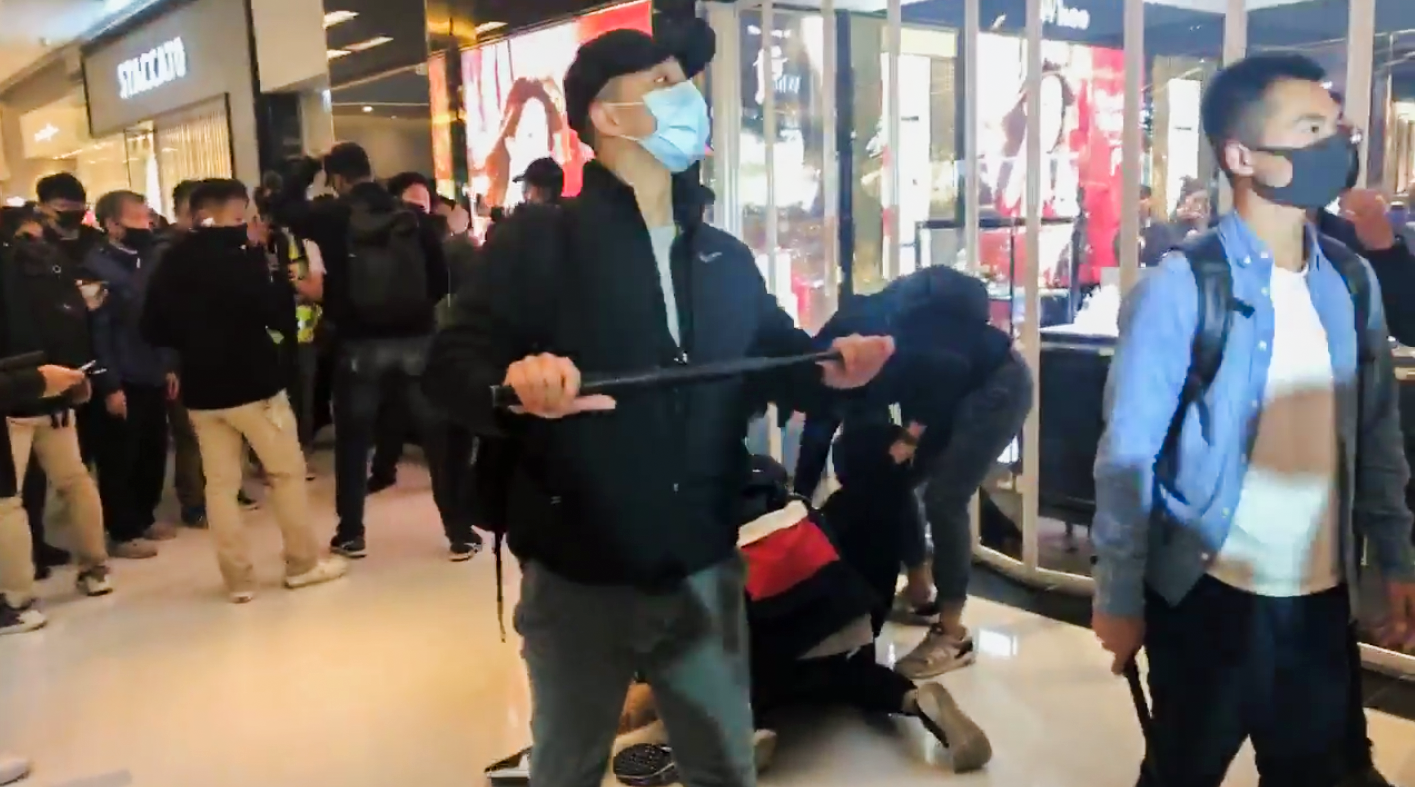
大批沒有出示委任證喬裝成普通市民的便衣警，在新城市廣場4樓合力制服多名市民，場面混亂

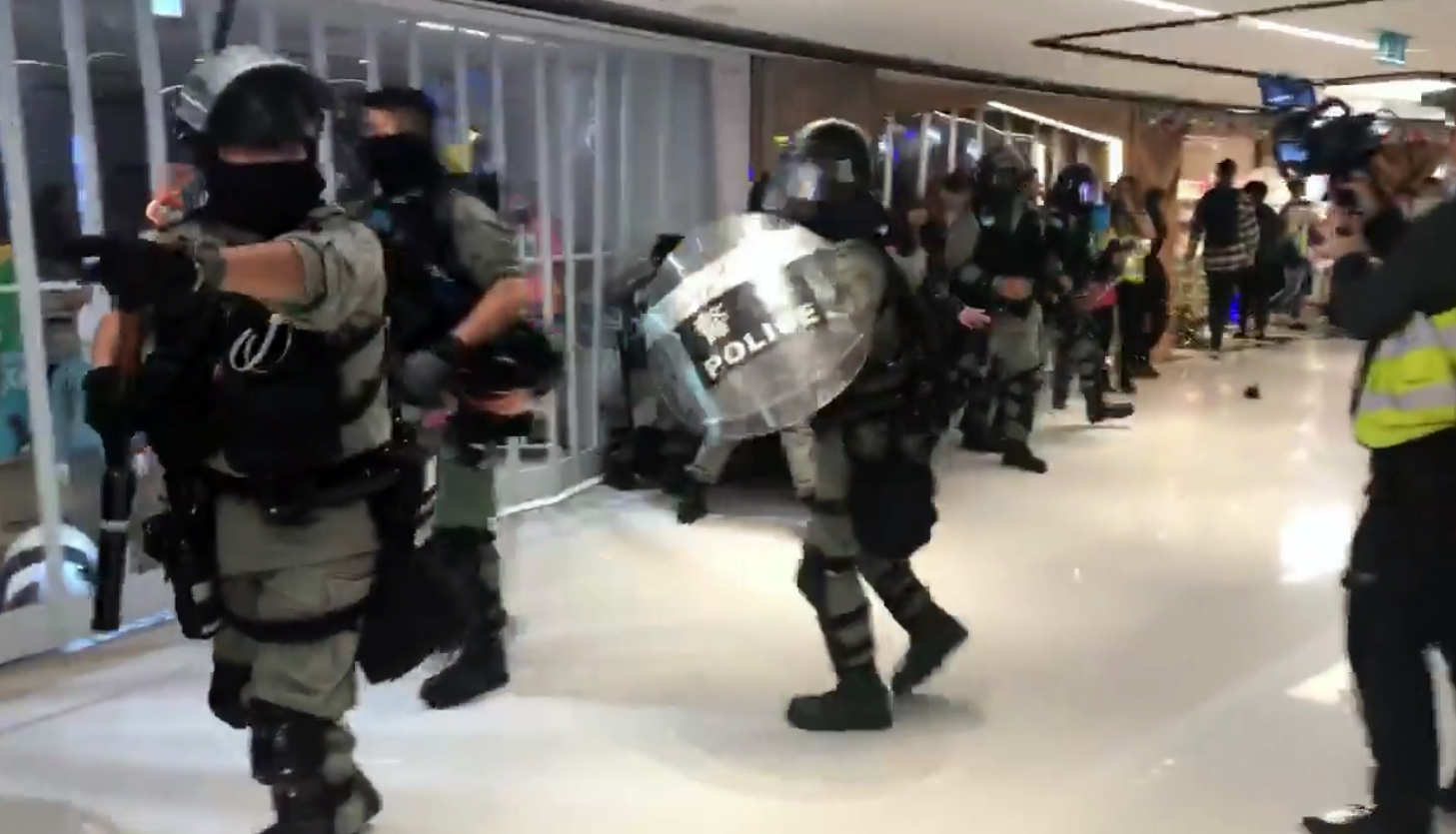
12月25日傍晚，在新城市廣場第三期多名參與和你Shop的人士，被大批防暴警員和便衣警察制服被捕

12月25日下午，有人發起在新城市廣場進行「和你 Shop」活動，而大量便衣警在場內多處截查數名年輕人。到下午5時左右，多名沒有出示委任證，喬裝成普通市民突然在一期4樓制服一人，引起大批市民不滿包圍警員，更多便衣警員到場增援，並在現場施放胡椒噴霧，之後最少再制服多兩人。防暴警員隨即進入商場，當市民向警員投擲一罐咖啡後，防暴警員隨即在商場內舉槍。
到晚上約6時，近百名示威者在商場中庭出發往商場三期遊行，期間多間店舖落閘。當示威者到三期2樓翡翠拉麵小籠包取出大量等位紙和調味料倒在地上和桌面後，數十名防暴警員突然衝入商場，拘捕10名正遊行中的男子，期間使用胡椒噴霧及警棍制服多人，場面混亂。署理新界南總區指揮官陶輝被亦胡椒噴霧噴中。商場在晚上7時許宣布提早關門。
一名16歲青年及一名27歲男子涉嫌在商場三期襲警被捕，案件交由新界南總區重案組跟進，於12月27日下午於沙田裁判法院提堂。有辯方律師投訴指出，警署內有便衣警勸被告「千祈唔好無嘢講，會害死你」，並以威嚇、誘使方式要求被告簽名。案件押後至2月21日再訊，其間不得離港，並須守宵禁令，亦禁足新城市廣場。

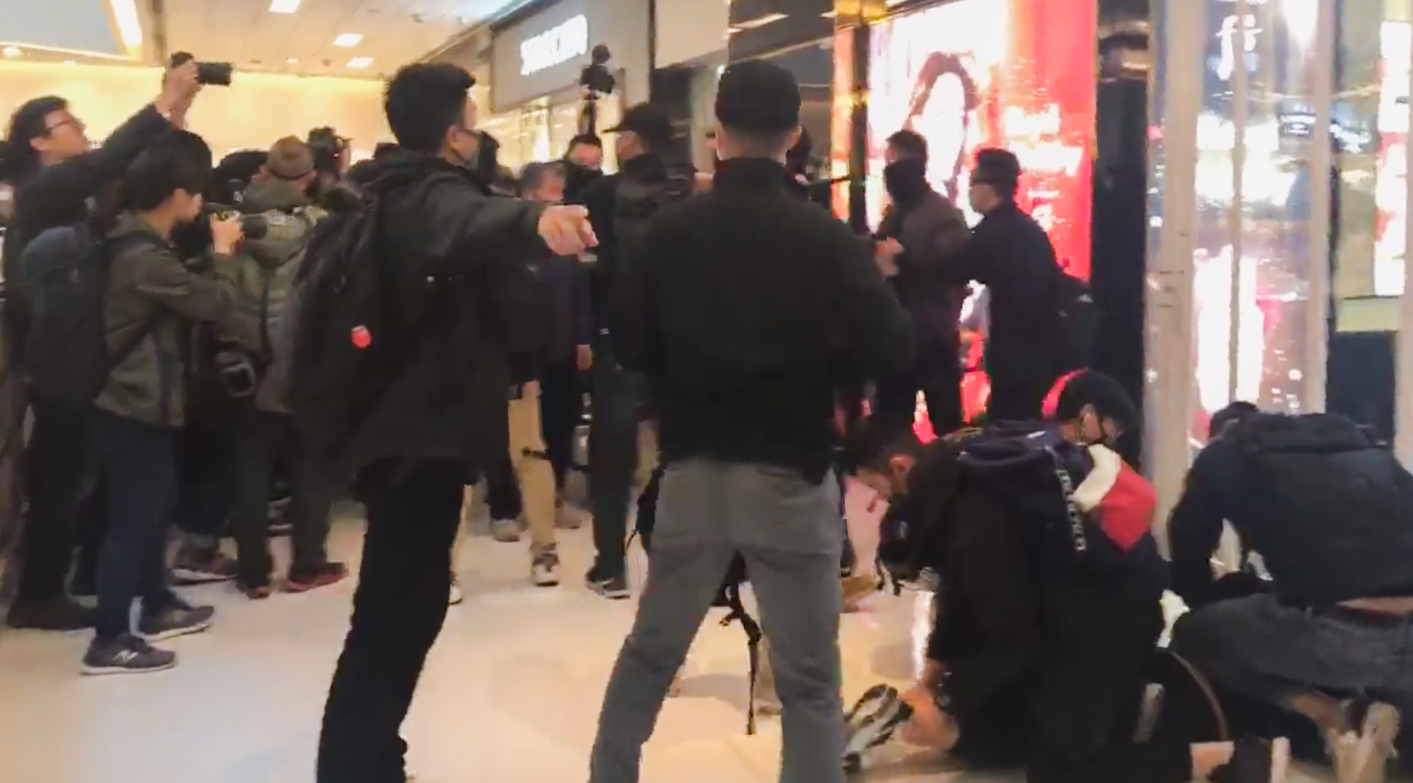
便衣警員在一期4樓混入人群制服一人，引起大批市民不滿包圍警員
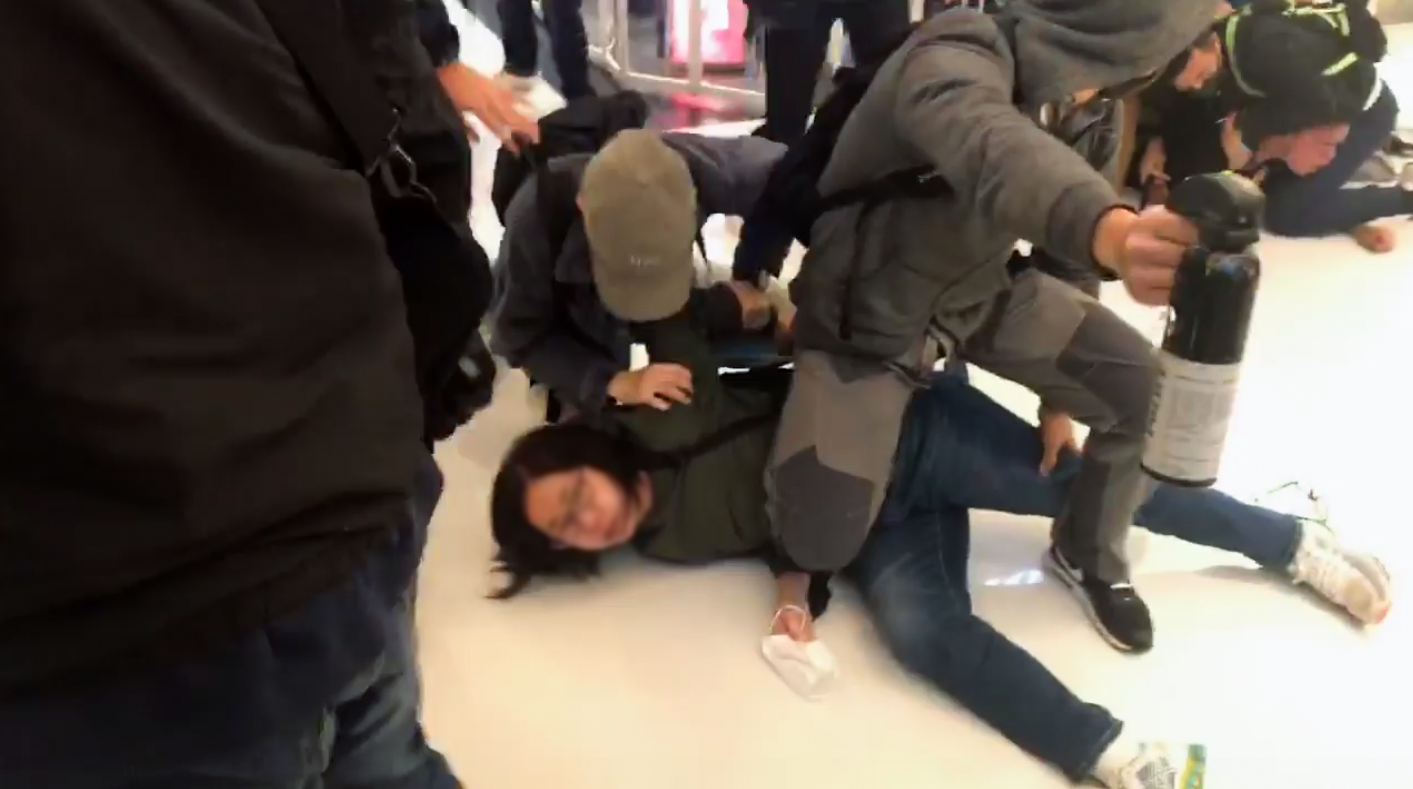
便衣警員在混亂中制服一名女子
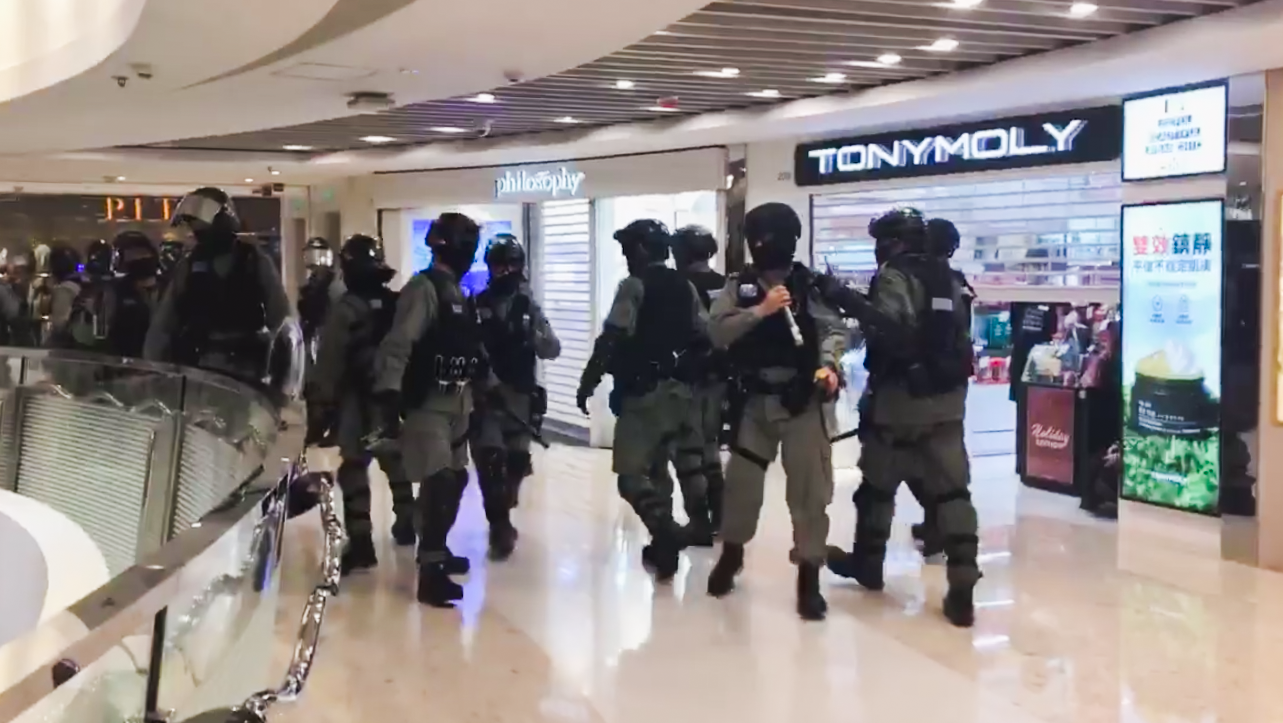
防暴警員在連城廣場準備離開
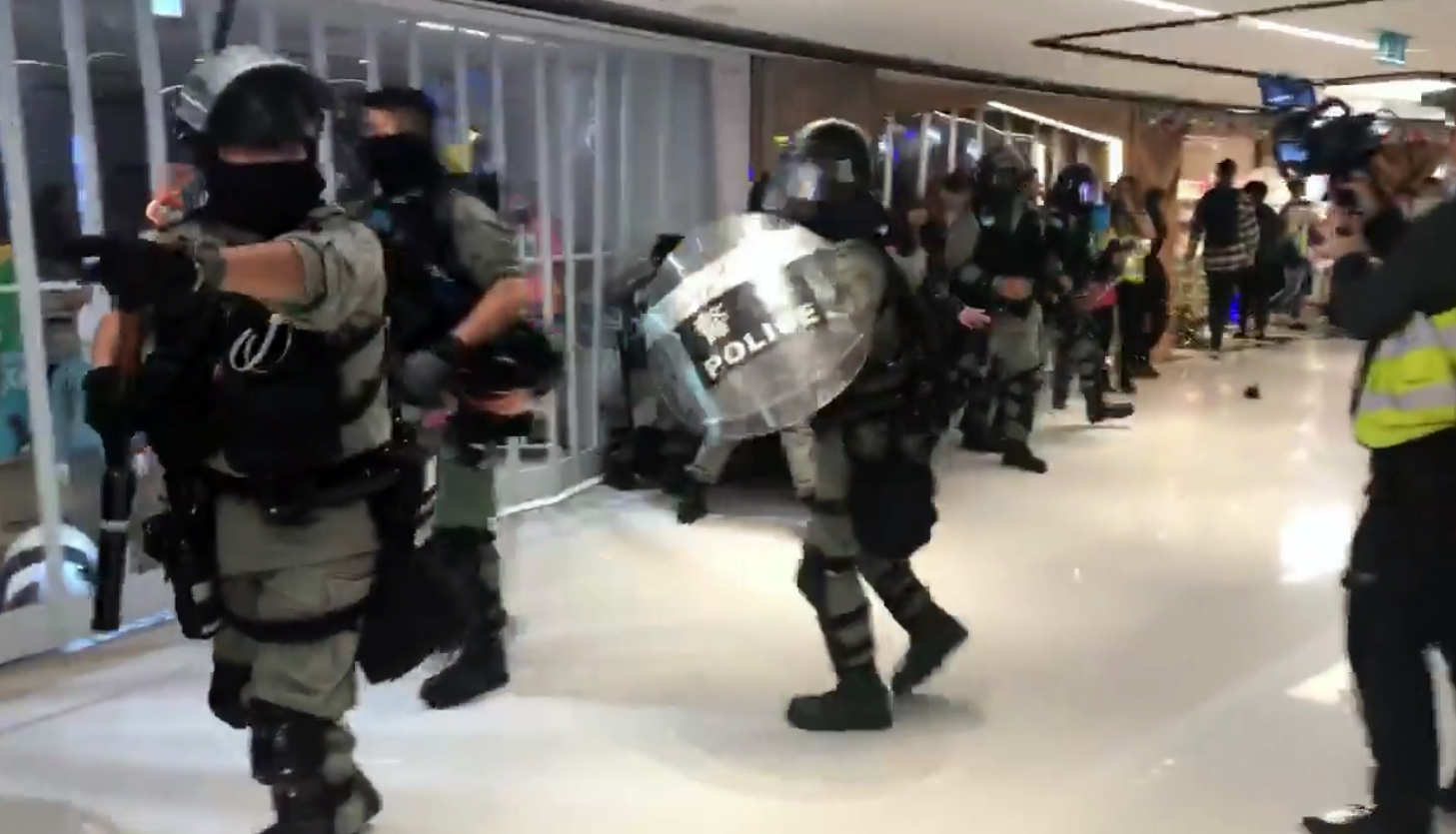
防暴警員趕到三期2樓
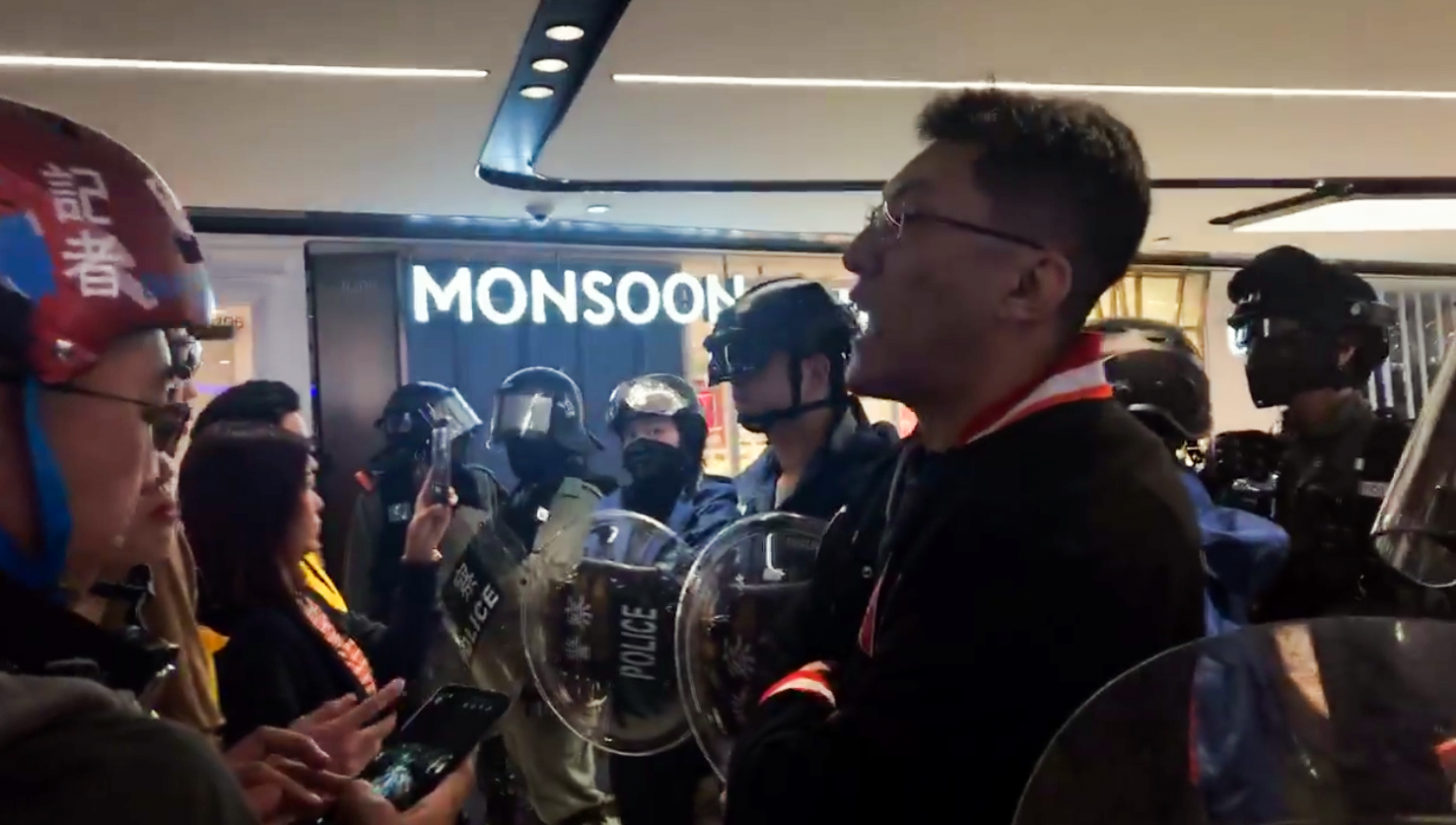
身穿便衣的指揮官指罵記者

### 尖沙咀

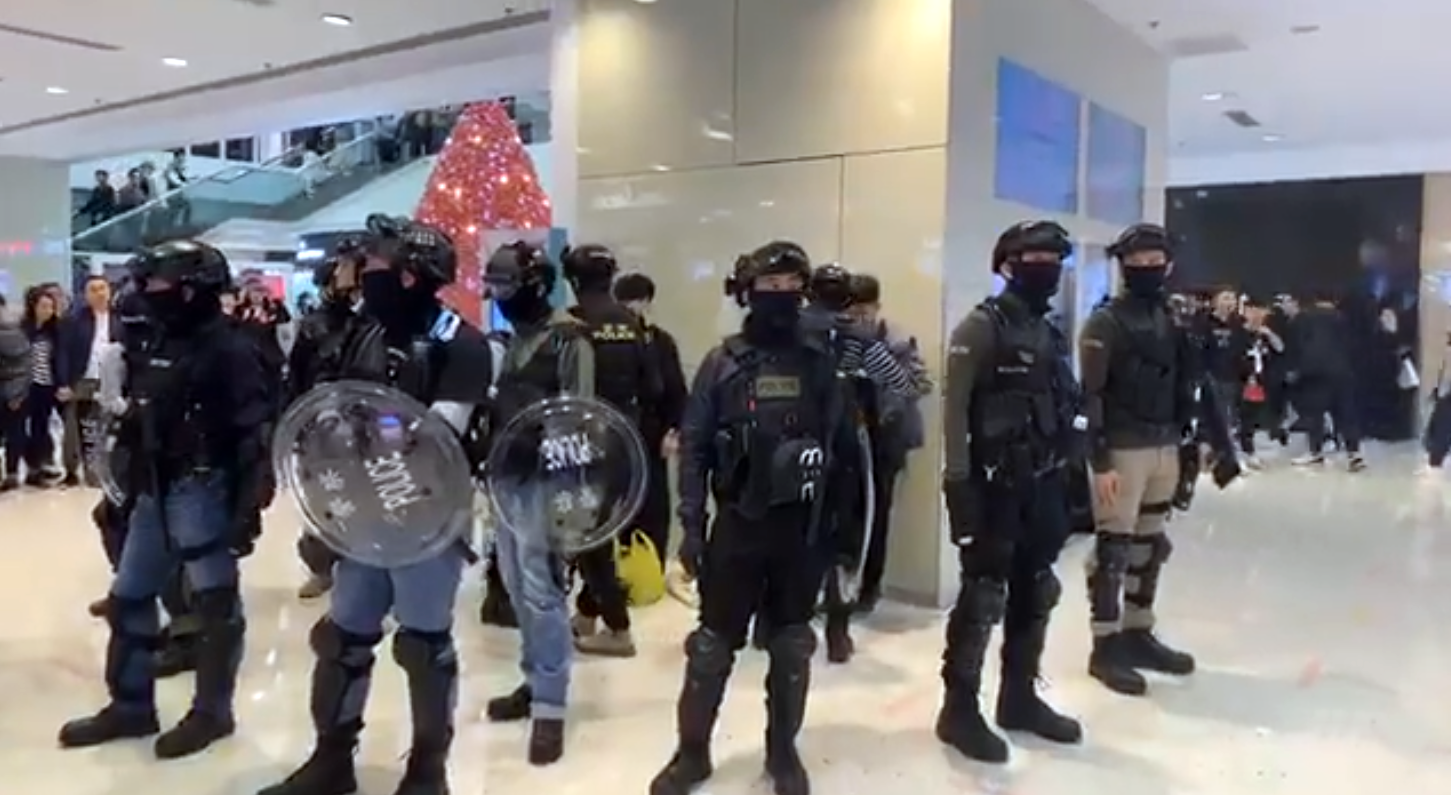
大批警員在海運大廈入口戒備

海港城有大批警員在場內戒備，不時截查商場內遊人的隨身物品。晚上7時半，一名男子懷疑在海運大廈推撞警員而被鎖上手銬帶走。

### 旺角
下午4時許，朗豪坊內有戴口罩人士在中庭聚集和叫口號，場內有保安進行監察，而美心集團旗下部分餐廳員工收拾用品和設備，防止被人破壞。防暴警在下午起在西洋菜南街、山東街交界一帶加強戒備，有少女防暴警察截查。到4時47分，一名男子在朗豪坊外的一段砵蘭街被多名警員制服，警員曾發射胡椒噴霧，相關的舉動引起市民不滿而指罵警員。到一小時後，多名防暴警和速龍成員突然從封鎖線內衝出，拘捕指罵警員的人士。混亂期間有警員指有途經的市民與他碰撞，指自己被衝擊，向人群施放胡椒噴劑，最少兩名白髮男子被正面噴中。到晚上6時半，防暴警員撤離期間，突然在旺角朗豪坊附近發射多枚催淚彈，期間制服多人，旁邊一間小食店亦被波及，店員在毫無準備下感到嚴重不適，需要由義務救護員協助，而食物需要全部棄置。
防暴警之後在砵蘭街和亞皆老街方向制服多人，並向在場人士施放多次胡椒噴霧，至少兩人須送院治理。到晚上10時，警員採用包圍戰術，砵蘭街兩頭被封閉，並截查數十人。到晚上10時38分，速龍小隊到場，在旺角彌敦道及亞皆老街十字路口發射胡椒球槍。到近11時，在旺角彌敦道近快富街防暴警的舉起黑旗，而另一批防暴警在豉油街截查一批人士。到11時14分，有示威者在山東街以膠鏈封鎖彌敦道南行，巴士無法行駛。

### 葵芳
有人發起在葵芳新都會廣場舉行「和你唱」。晚上約8時15分，葵青警區人員發現有人在元氣壽司外叫囂後，警員認為是企圖阻礙店鋪正常商業活動，因此驅散並拘捕多人，1女6男涉嫌公眾地方行為不檢而被捕。事發逾半年，其中5男1女被控一項參與非法集結罪，各被告暫毋須答辯，裁判官把案押至2020年9月21日再訊，期間各被告獲准以2000港元保釋，但不得離港及須往警署報到。最後全部被控罪成，三名21歲以下被告分別入勞教中心和更生中心，另外三名21歲以上被告則判囚4個月。

### 九龍灣
晚上7時，數十人在德福廣場內遊走抗議，有人沿途手持「光復香港，時代革命」的旗幟，並高叫口號。到晚上9時，大批防暴警從九龍灣站衝入德福廣場，舉起藍旗警告，其中兩人被制服，引起市民不滿，期間曾施放胡椒噴霧。警員要求在場一名攝影師出示記者證，並抄下資料，引起雙方一度口角，而在場聚集的市民不斷要求警方離開商場。
其後在德福花園平台有持不同意見的人發生推撞。期間防暴警察制服一名男子，用盾牌擊向被捕男子的腰部。一名36歲男救生員被警員搜出摺刀、激光筆和有尖刺的指環等物品，他否認一項在公眾地方管有攻擊性武器罪，而自辯時稱，當日帶指環和金屬鏈是為在外甥面前表演魔術。不過觀塘裁判法院裁判官莫子聰認為魔術在於手法而非道具，認為被告解釋不合理，而激光筆的效果解釋為「幻彩詠香江」極之牽強，不合情理。最終裁定被告罪成，判監11個月。

### 觀塘
晚上9時許，數十名戴口罩人士在Apm商場各層聚集，高叫反修例口號。約15分鐘後，約80名防暴警察衝入商場多層，施放胡椒噴霧作出驅散。大量市民指罵警員，而警員以「中年曱甴」、「縮頭烏龜」回應。防暴警察在行動中截查多人和多次指罵記者為「黑記」，帶走6人，年齡介乎15至26歲。其中在一名22歲男子身上檢獲懷疑大麻。

## 12月26日

### 大埔

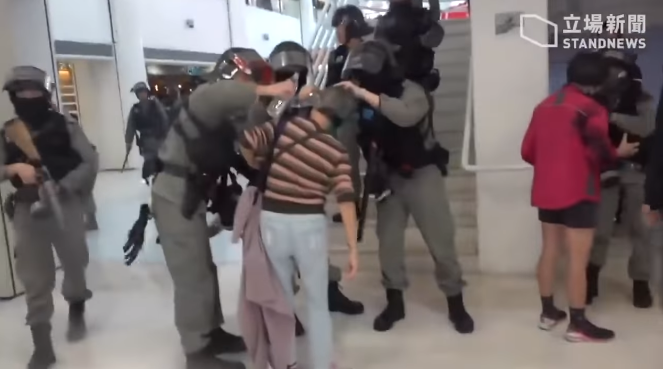
「和你 SHOP 蒙面日」期間，有商場內的長者被警察噴藍色的胡椒噴霧

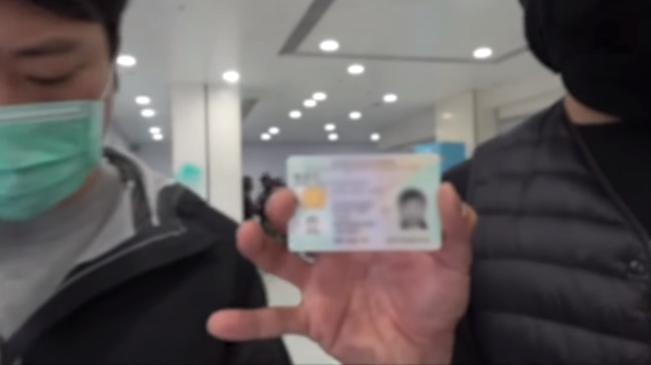
《立場新聞》記者陳朗昇在大埔超級城採訪直播警方拘捕行動期間，遭蒙面便衣警員截查，要求出示身份證，並將身份證故意在直播鏡頭前展示大約40秒

於大埔超級城，有示威者闖入商場食肆翻倒物品，防暴警到場驅散其間，有在商場執法的蒙面便衣警，疑被防暴警誤當示威者，最少兩名便衣警分別疑被防暴警箍頸及以警棍打中，防暴警察之後認出對方是「自己人」才釋放二人。有警員曾在商場內施放胡椒噴霧及藍色水劑，有長者半邊臉染上藍色，需即時以清水處理。
而當日有戴口罩人士在餐廳外聚集呼叫，亦有人走入店內坐下，並將鹽及糖灑在桌上。其後有一名37歲市民在一間餐廳內逗留不足兩分鐘和旁觀示威者搗亂，而被控遊蕩罪成監禁9個月。其後被告作出上訴到高等法院，減刑為6個月。
立場新聞記者陳朗昇採訪時被截查和要求出示身分證，其後有便衣警員故意在直播鏡頭前展示其身分證長達約40秒，期間更將其身份證擺近鏡頭方向前。陳指出該便衣警身上沒有委任證，亦沒有行動呼號卡；他又稱從沒打算拍攝該警員，但該警員試圖挑釁，於是他把鏡頭轉向警員方向，但沒有拍攝警員「大頭」。
及後同日晚上，陳朗昇繼續受到警察挑釁，警方在場指揮官指「搞事」、「認得你」，又指《立場新聞》「依間報館有問題」、是「黑記」等。記者要求指揮官為其指控提出理據期間，被多名防暴警員拿出胡椒噴劑及警棍指嚇。
記協就事件予以強烈譴責，要求警方及私隱專員介入調查嚴肅跟進。個人資料私隱專員黃繼兒表示，指控可信性高，表面證供成立，警察有關做法或違保障私隱，有足夠理由主動調查。監警會前委員鄭承隆認為，今次有關警員明顯做錯、技術上違規。新民黨立法會議員容海恩亦批評涉事警員做法不恰當，呼籲警員保持克制。到一年後，個人資料私隱專員公署發表調查報告，指去年12月26日警員在大埔超級城將「立場新聞」記者陳朗昇的身份證展示於鏡頭前約40秒，違反《私隱條例》的保障資料原則。警方表示接納報告，已訓斥涉事警員。陳朗昇回應指非常歡迎私隱專員的報告，但同時指警方刻意違例，知法犯法。

### 尖沙咀
有市民到尖沙咀海港城港威商場聚集叫口號，防暴警員兩度進入Uniqlo並截查市民。一名「因為八掛望下」而被警方截查的市民表示，警方一度質疑他身上藏有他人物品，一度欲拆開機密信件。他與警方理論時，亦遭警方指要以阻差辦公罪名將其拘捕。其後他向在場傳媒展示信件，稱「寫住機密兩個字，唔識英文都識中文啦。」他曾向警方表示私隱不能外流，但警方反指「私隱唔係大曬」。他又批評「警力過剩呀？7.21又唔見人！」

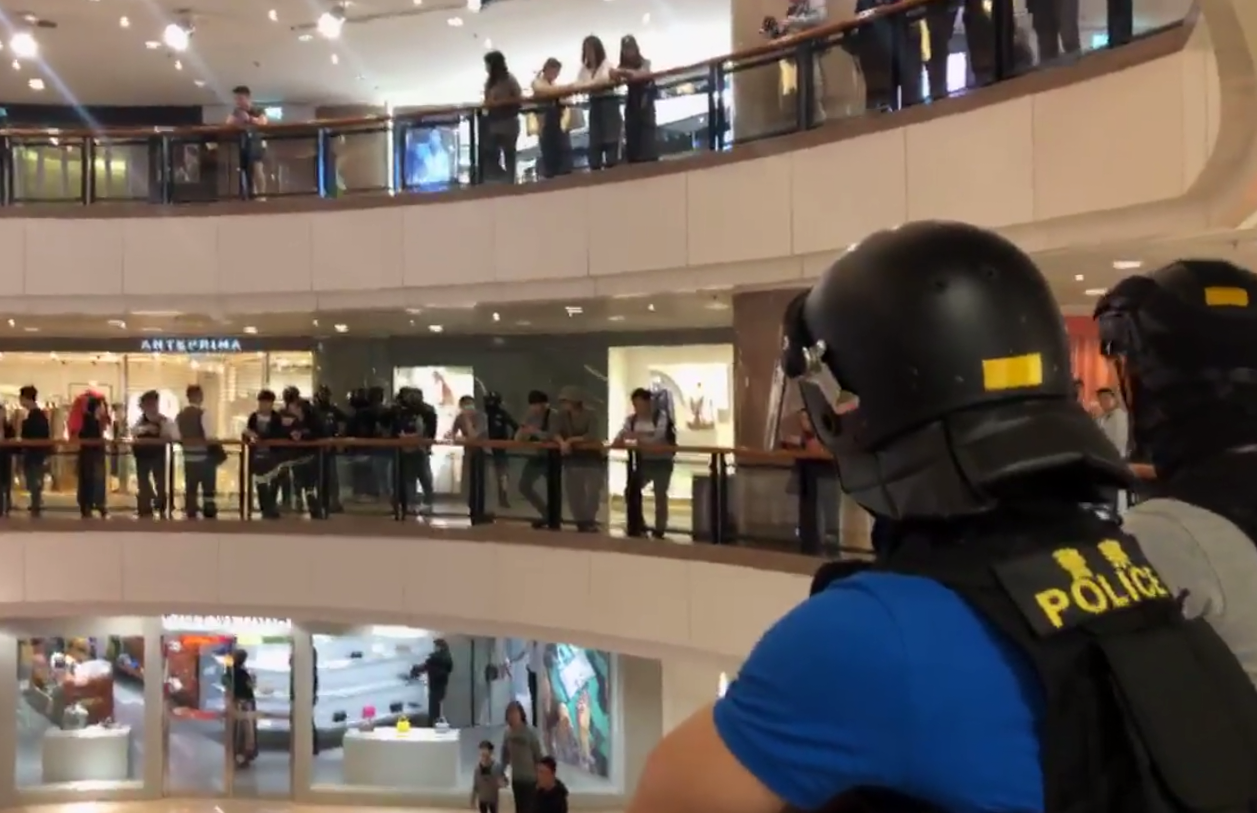
便衣警員在港威商場
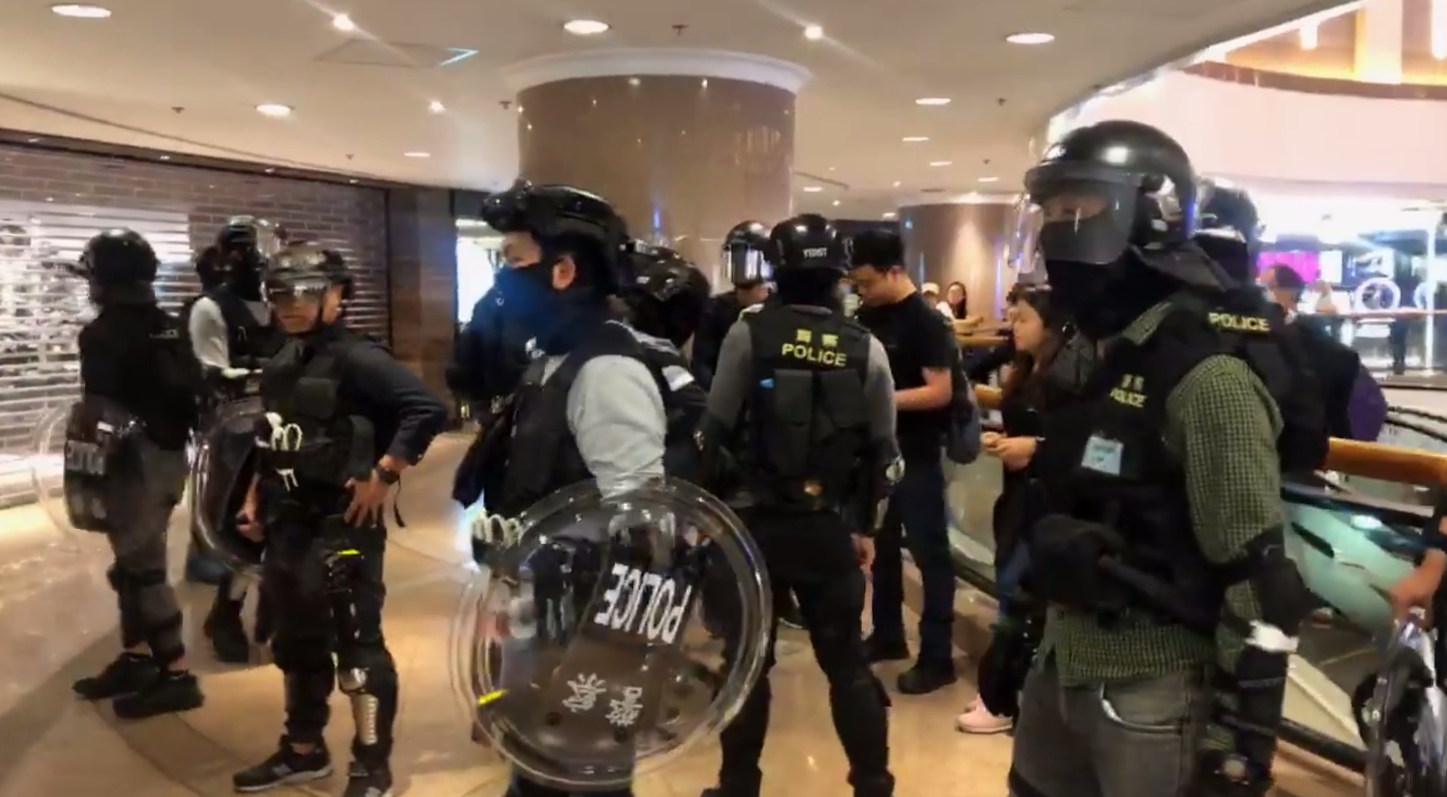
防暴警員在港威商場截查記者
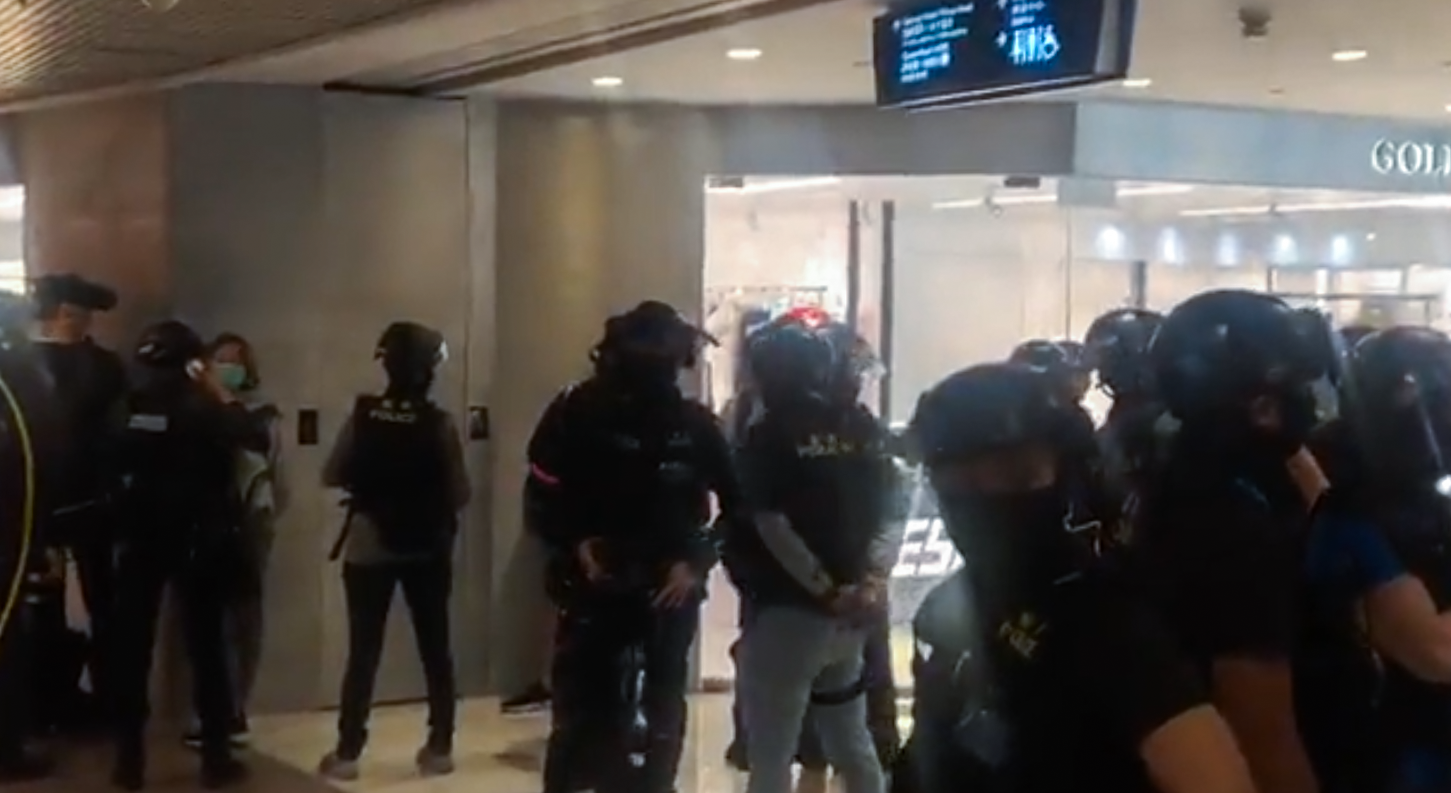
大批便衣警員包圍商場內的遊人進行截查
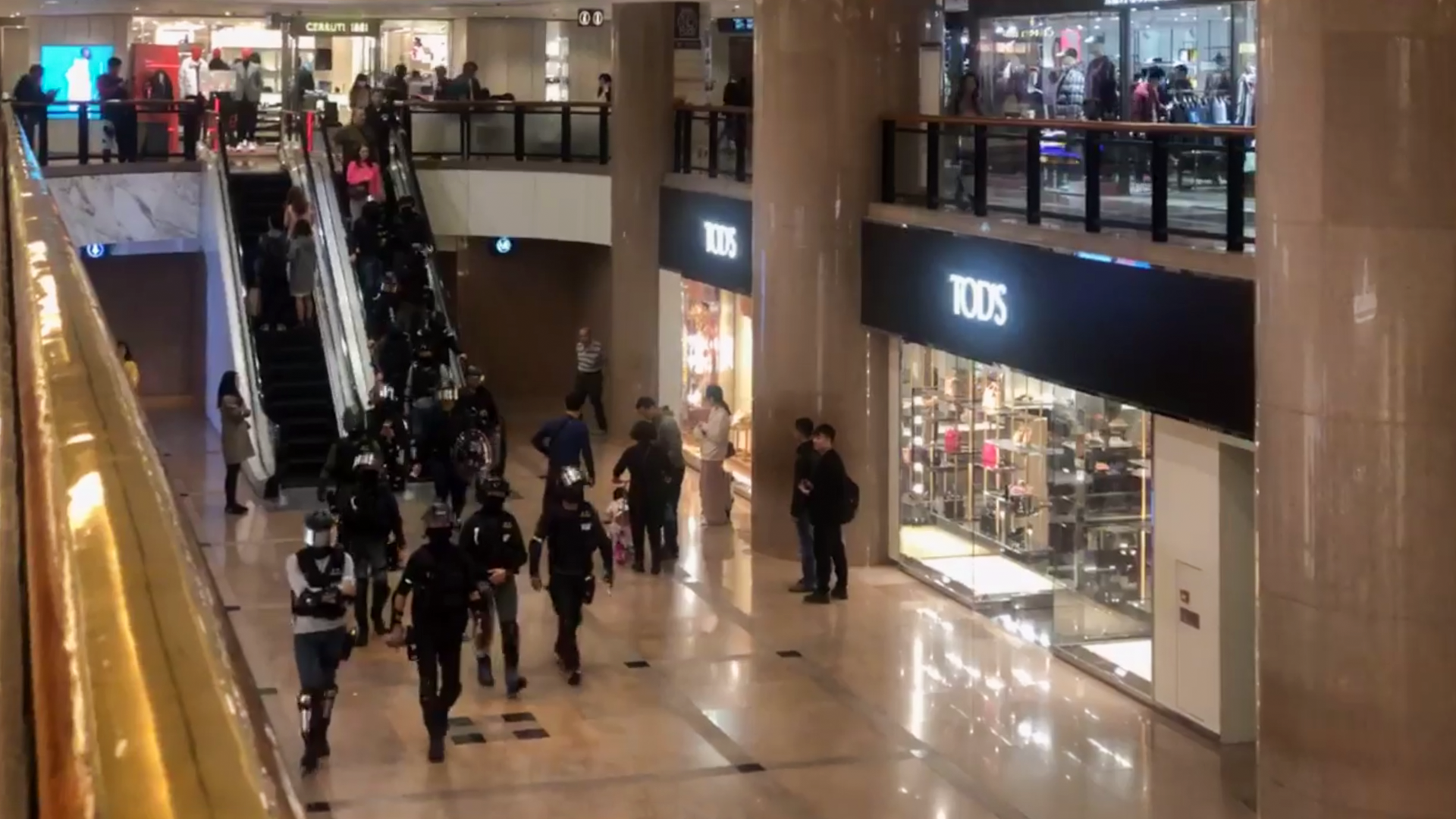
警員離開商場

### 旺角

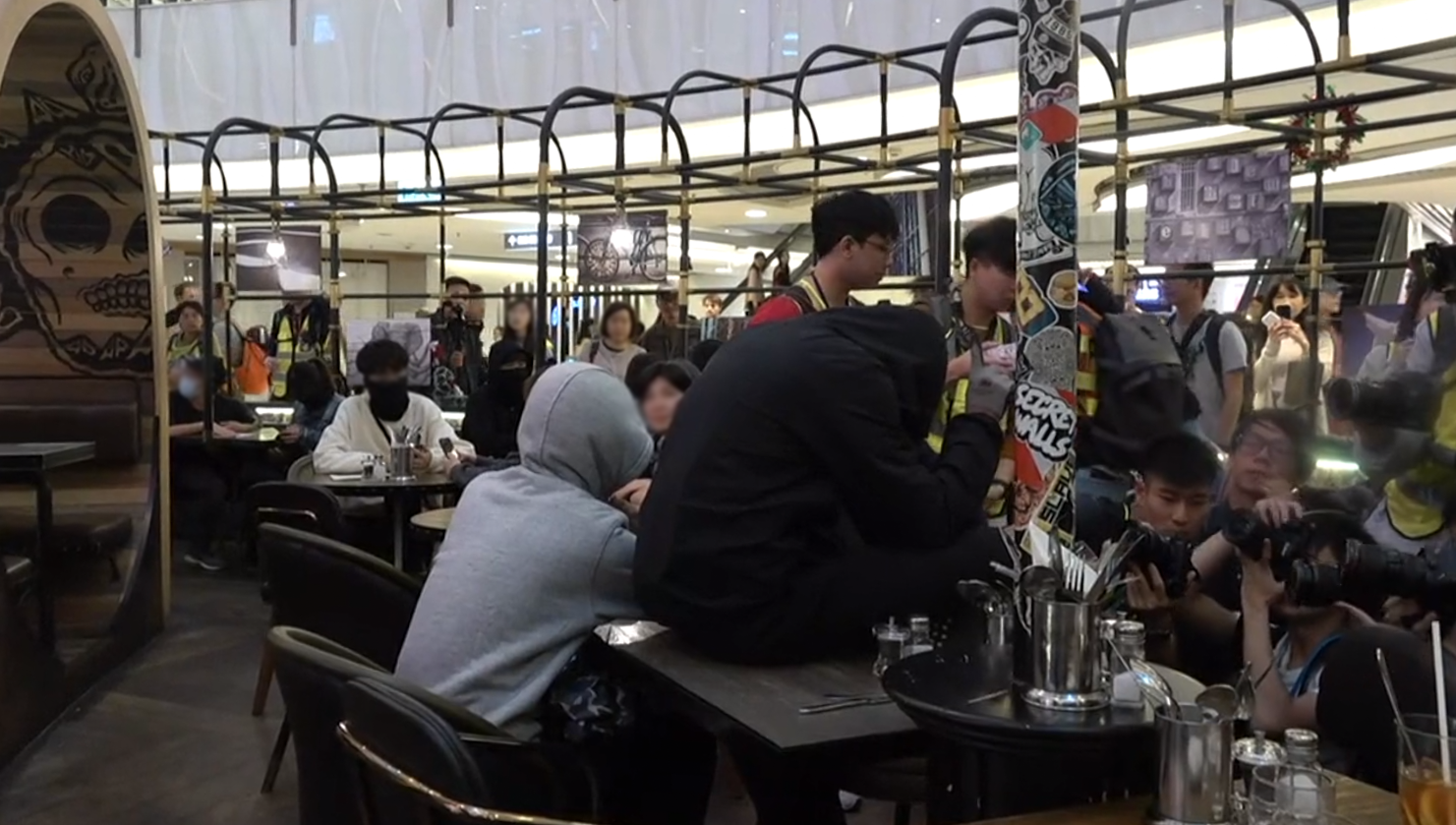
有示威者到1樓的美心集團旗下Urban Cafe內休息

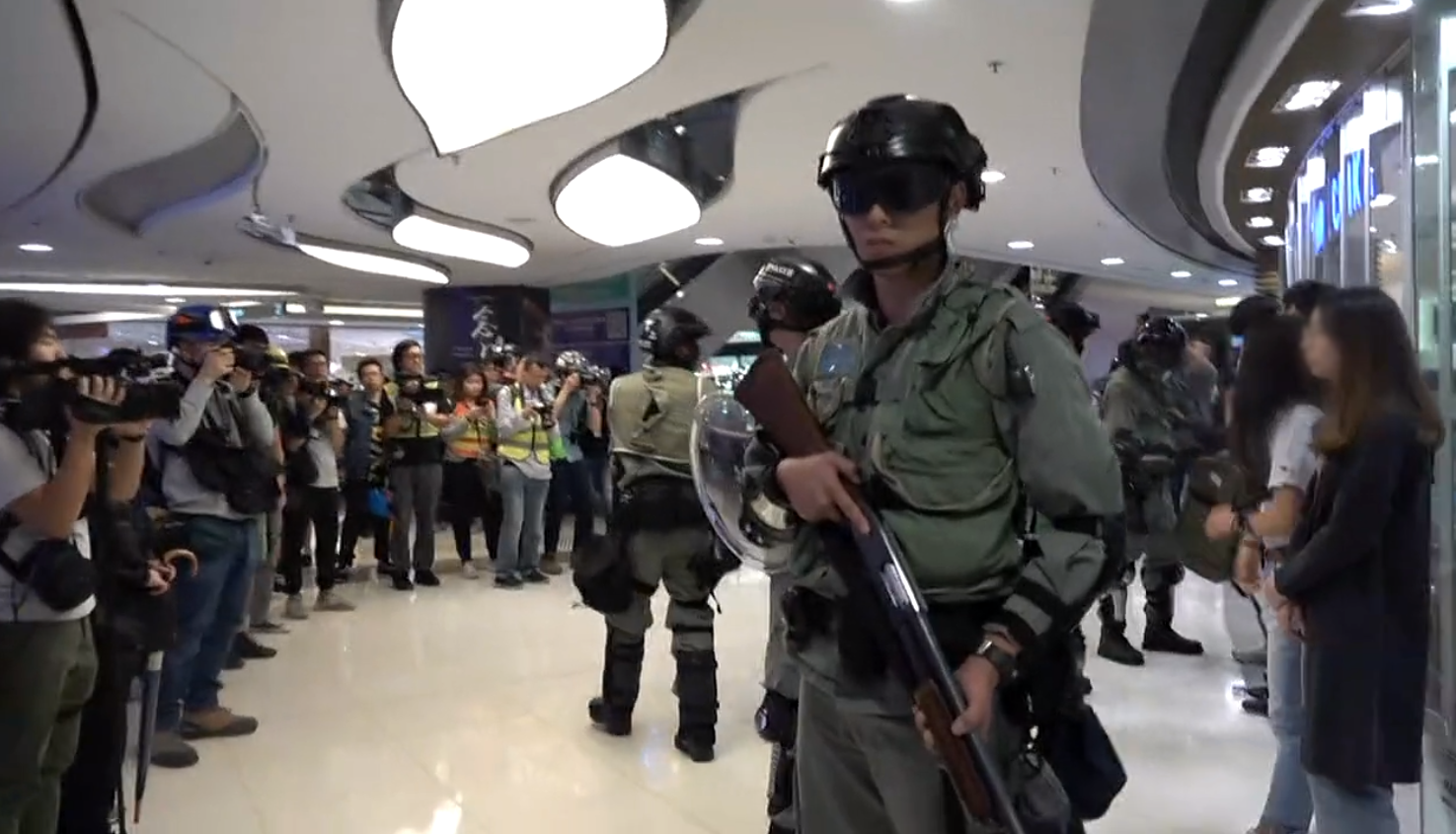
手持手槍的防暴警察在商場截查多名市民

下午4時許，新世紀廣場中庭有數十名黑衣人聚集，其後高呼「五大訴求，缺一不可」，在商場各樓層遊走，多間食店拉閘。其間示威者在Pacific Coffee外高叫「食中資、無良知」，高叫「排隊買咖啡飲」、「有無位呀」，令店內大部分食客離開。當示威者在下午5時19分聚集到1樓的Urban Cafe坐下和有人向中庭丟墨水後，數十名防暴警衝入商場多個樓層，並截查多人。一名青年被帶走。防暴警在傍晚6時10分離開商場。

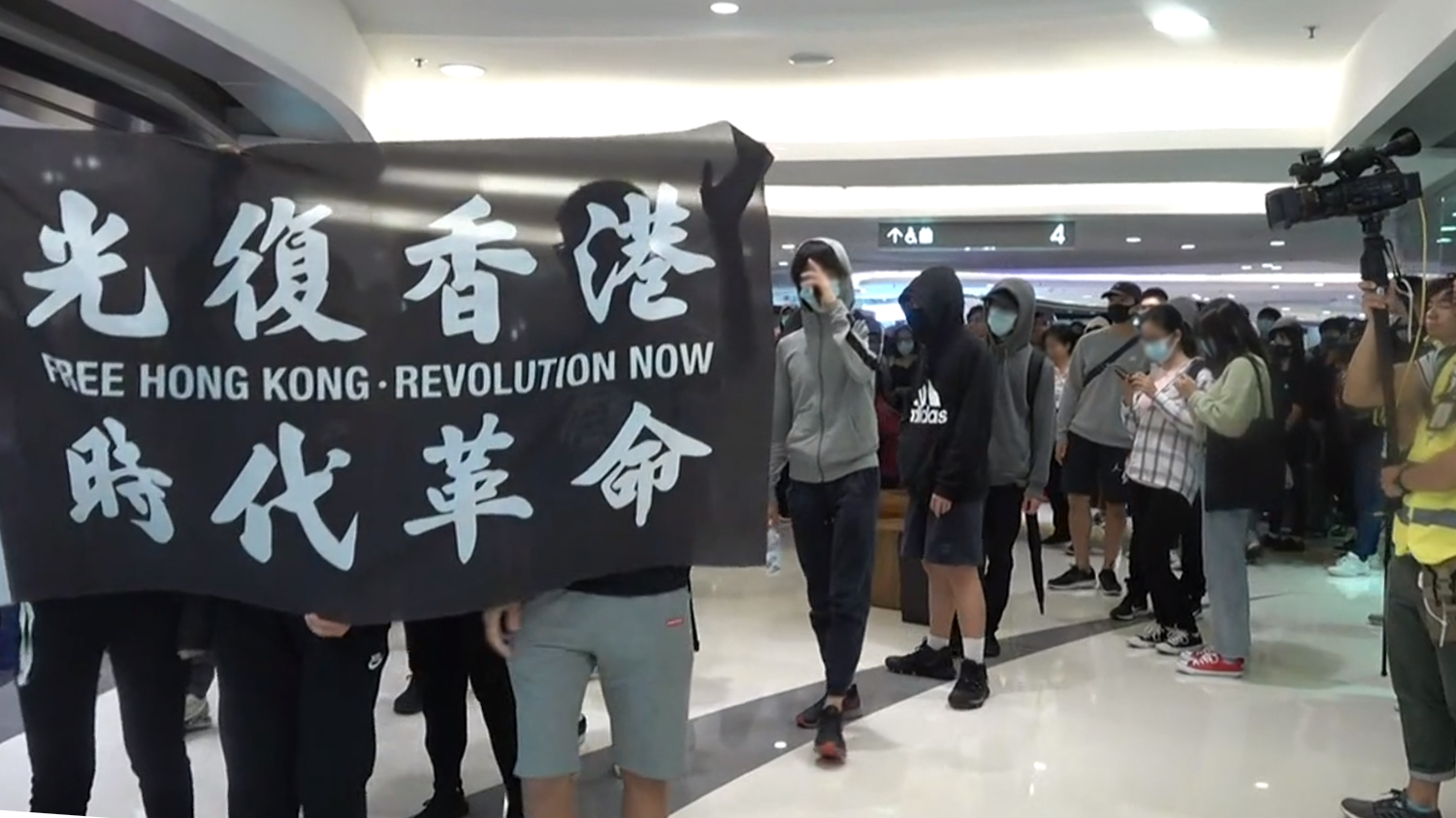
示威者在商場遊走
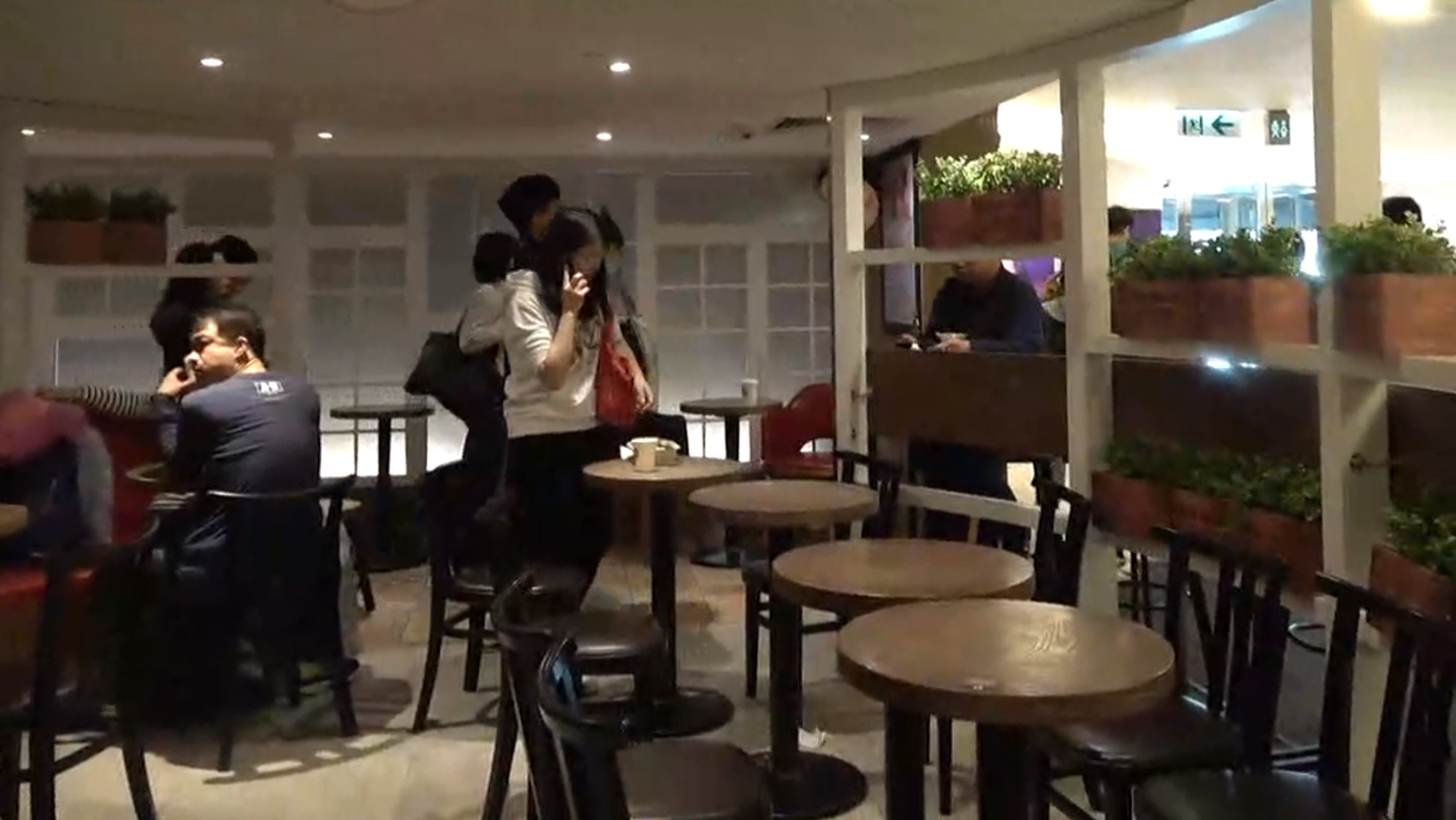
在Pacific Coffee的顧客看到示威者後便離開
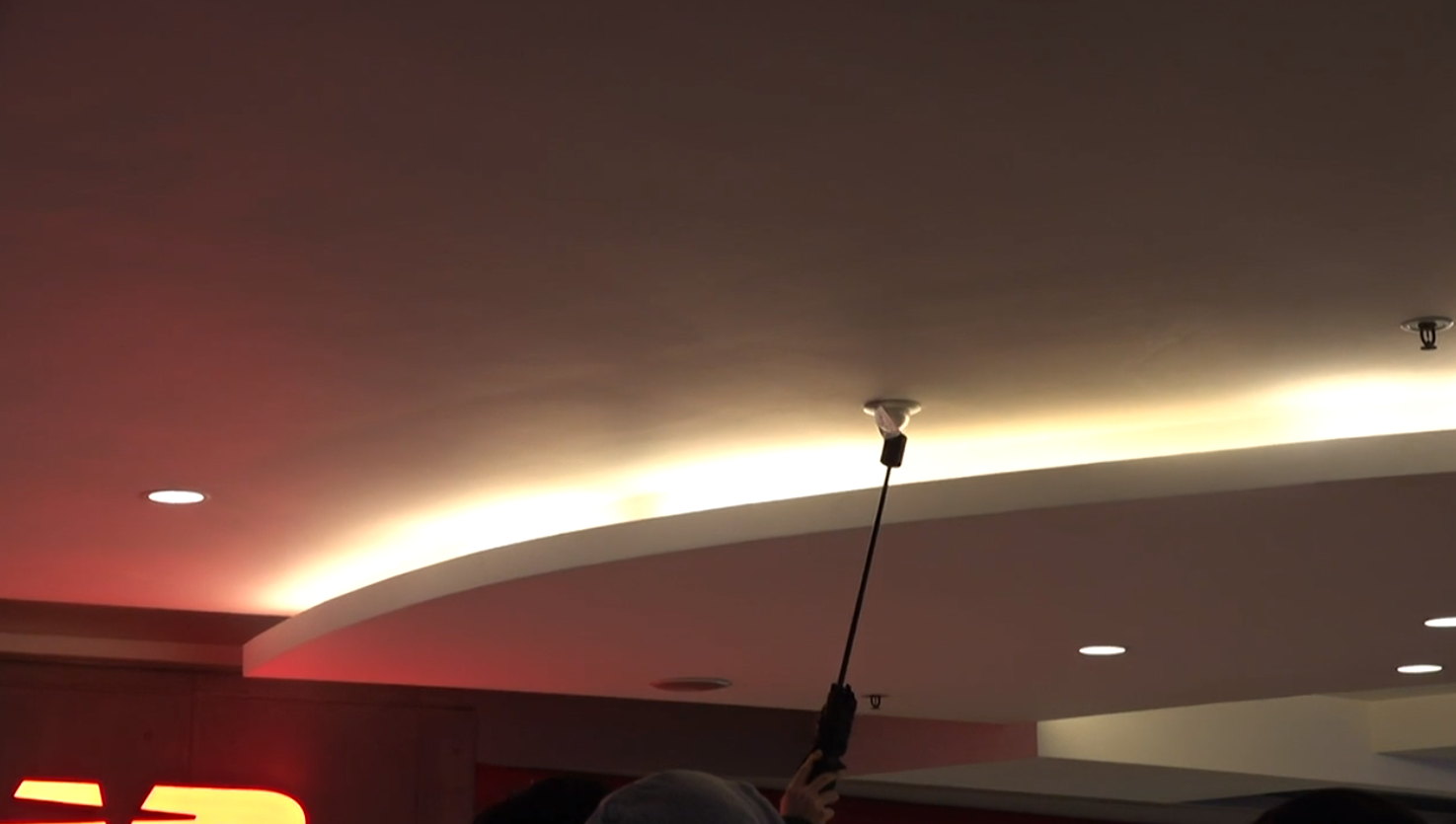
示威者用貼紙遮蓋閉路電視
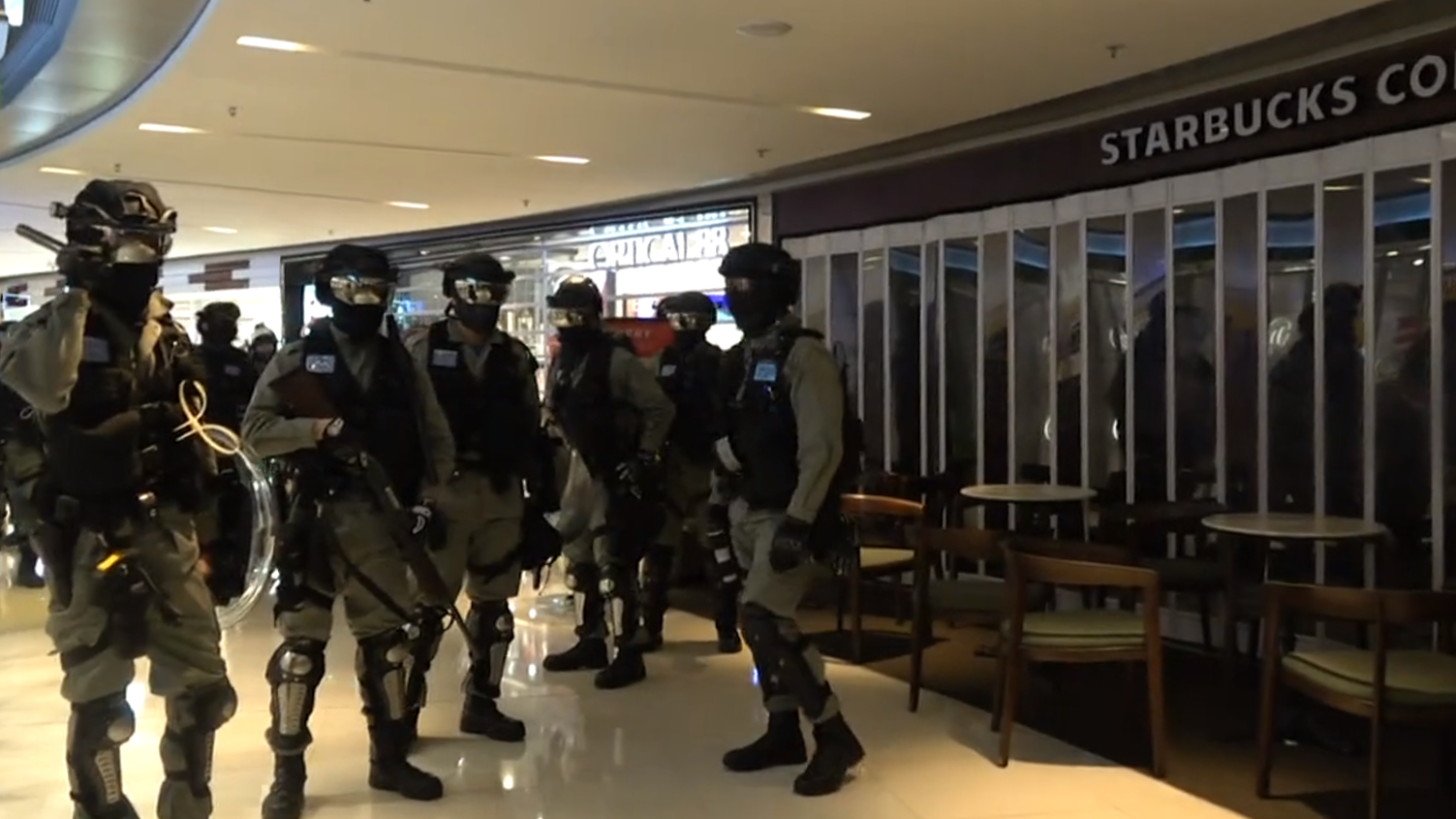
防暴警察封閉2樓通道
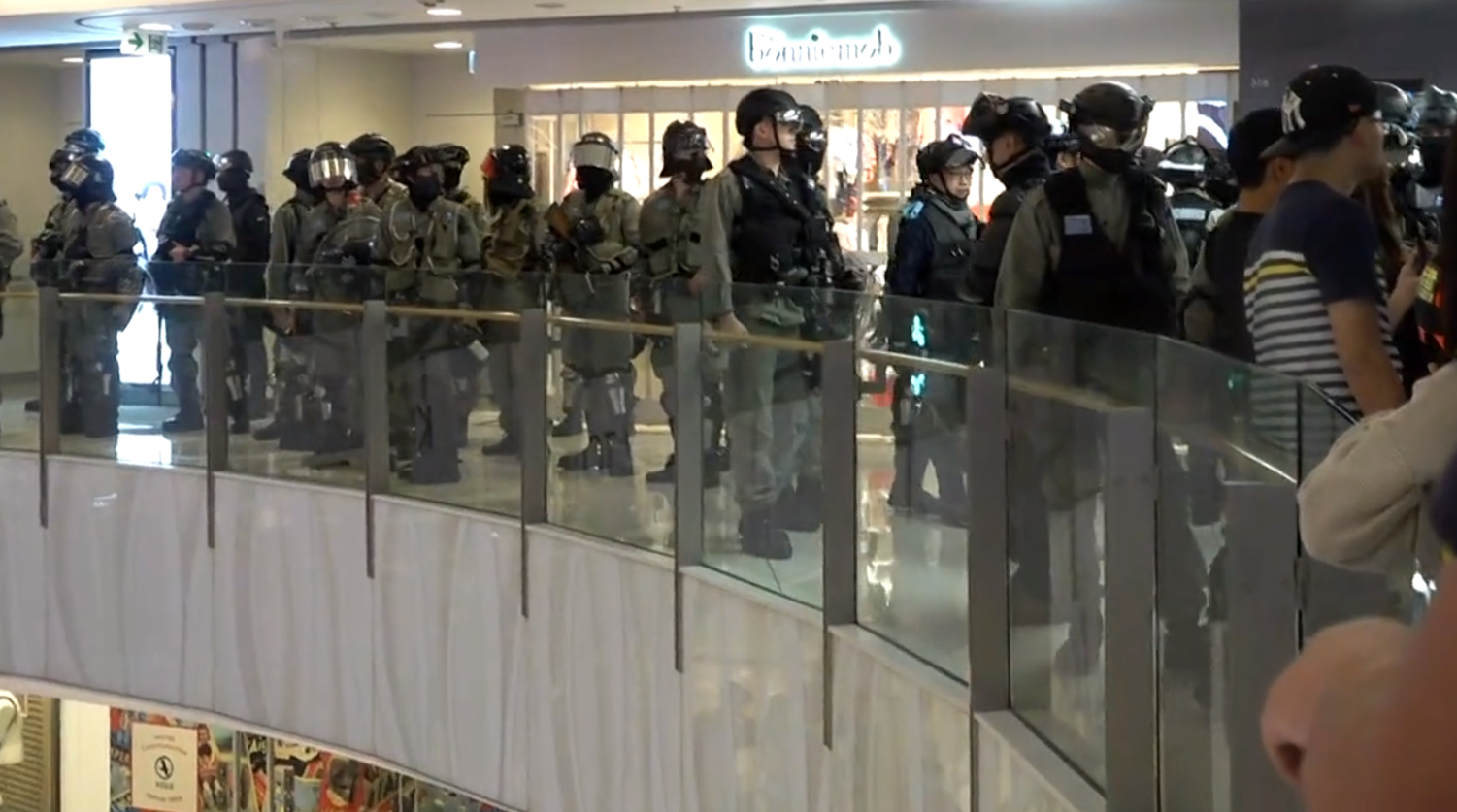
防暴警察在3樓截查多名市民
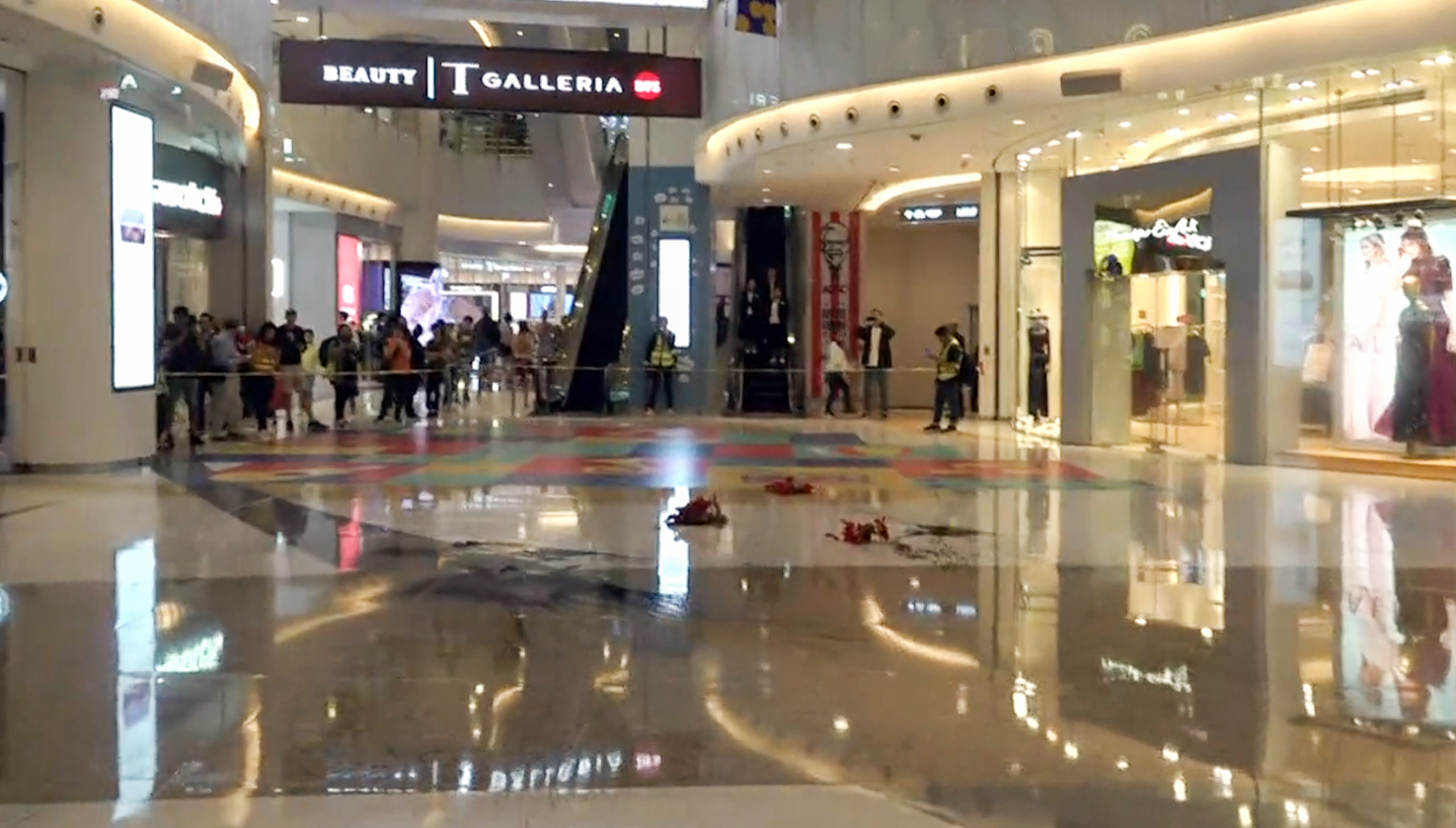
管理公司違封中庭，地下有油漆彈和聖誕花

晚上8時多，示威者轉到朗豪坊，他們先在商場內高呼口號，後有黑衣人推倒星巴克店內的物品，並毀壞部份收銀機，不久有便衣警員出動帶走一人，並有多名防暴警察增援。

### 屯門
有市民嚮應號召在屯門市中心聚集高叫口號，並於區內多個商場遊走，有示威者督促商場內的中國人要收拾好貨品紙箱包裝，又有人呼籲前往美心旗下的店舖排隊或進入店內，店鋪隨即落閘暫停營業。下午近6時許，手持警棍的便衣警員在V city商場MTR層的緊急出口外制服數人，引起在場人士不滿。1分鐘後大批防暴警察趕至，將至少兩名從電梯往下離開的示威者制服，引起圍觀市民不滿及指罵。警方至少施放兩輪胡椒噴霧驅散市民，有警員遭誤中。最後有5人被制服，並封鎖商場部分範圍。
友愛南區候任區議員林健翔得知有數人被拘捕後趕到V city現場，林表明身份，向警員表示希望了解當區居民被捕時有否足夠法律權利，但數十警員圍堵及警告，警察又以警棍和胡椒噴霧威嚇，要求他出示身份証及搜身，並有警員對他呼喝：「區議員又點呀？」市民也指罵商場職員為何讓防暴警察進入商場。

## 12月28日

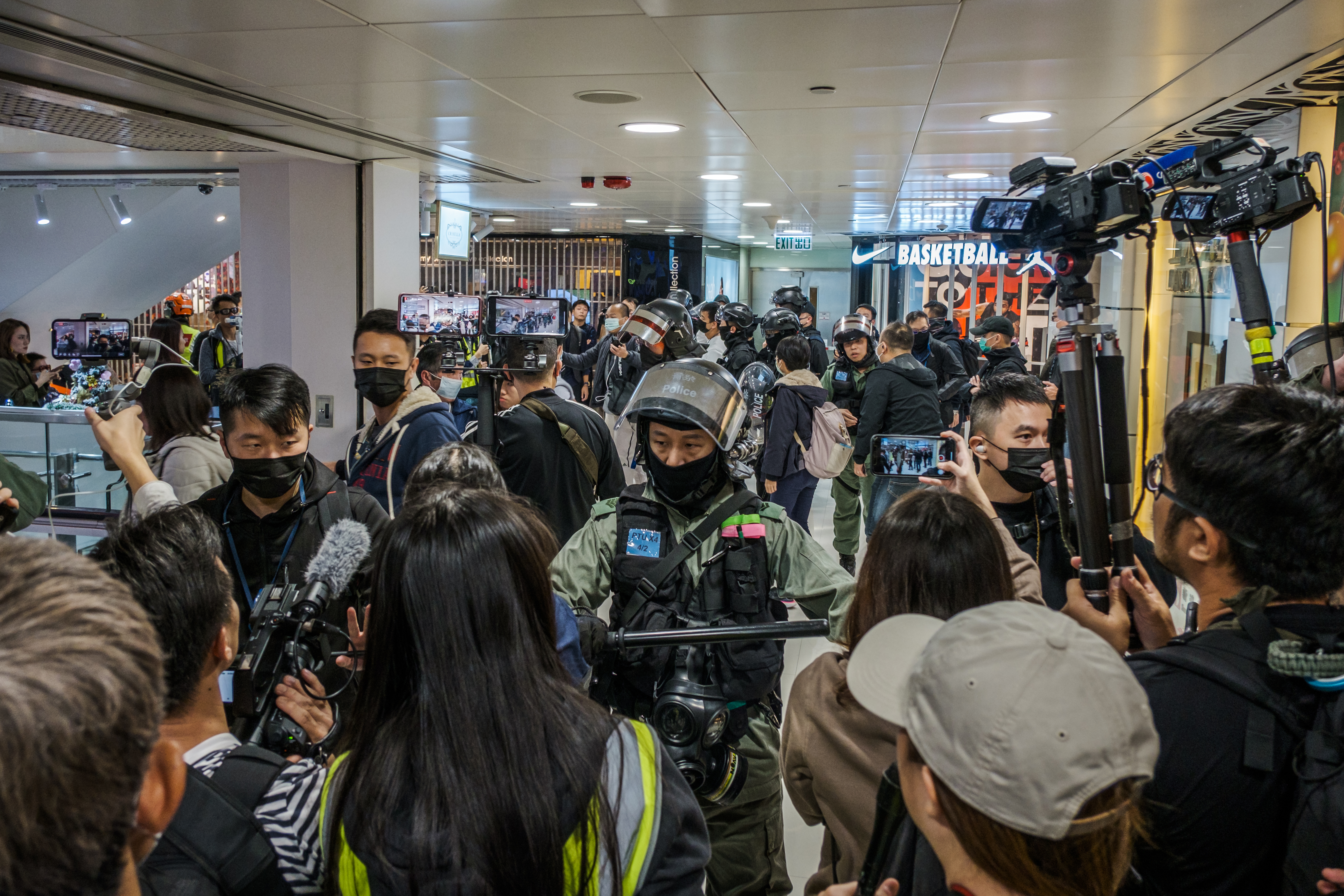
便衣警隨即衝上前制服約十人，同一時間防暴警察進入商場截查多名市民

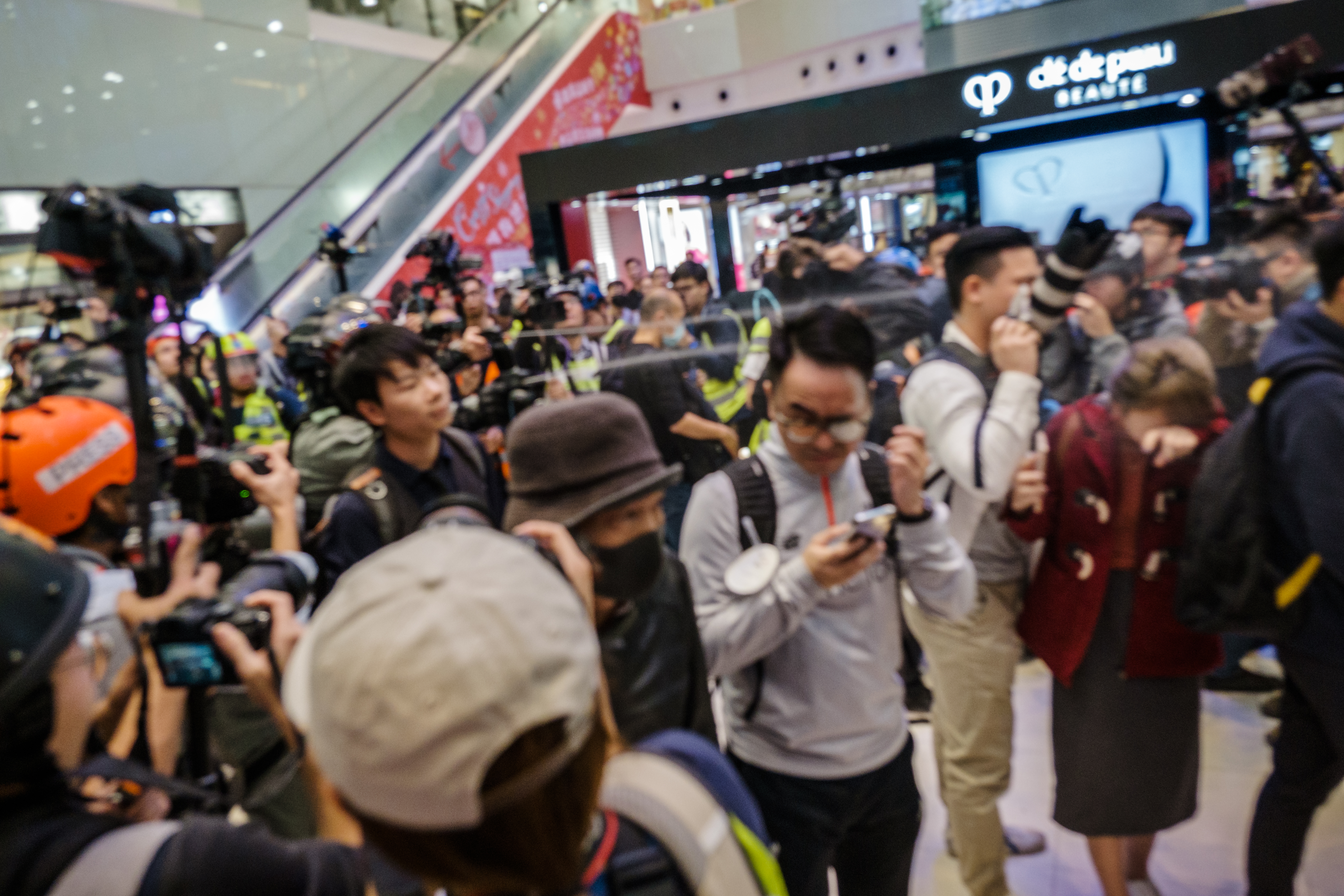
有圍觀的市民被警員噴胡椒噴霧，市民及記者被噴中不適

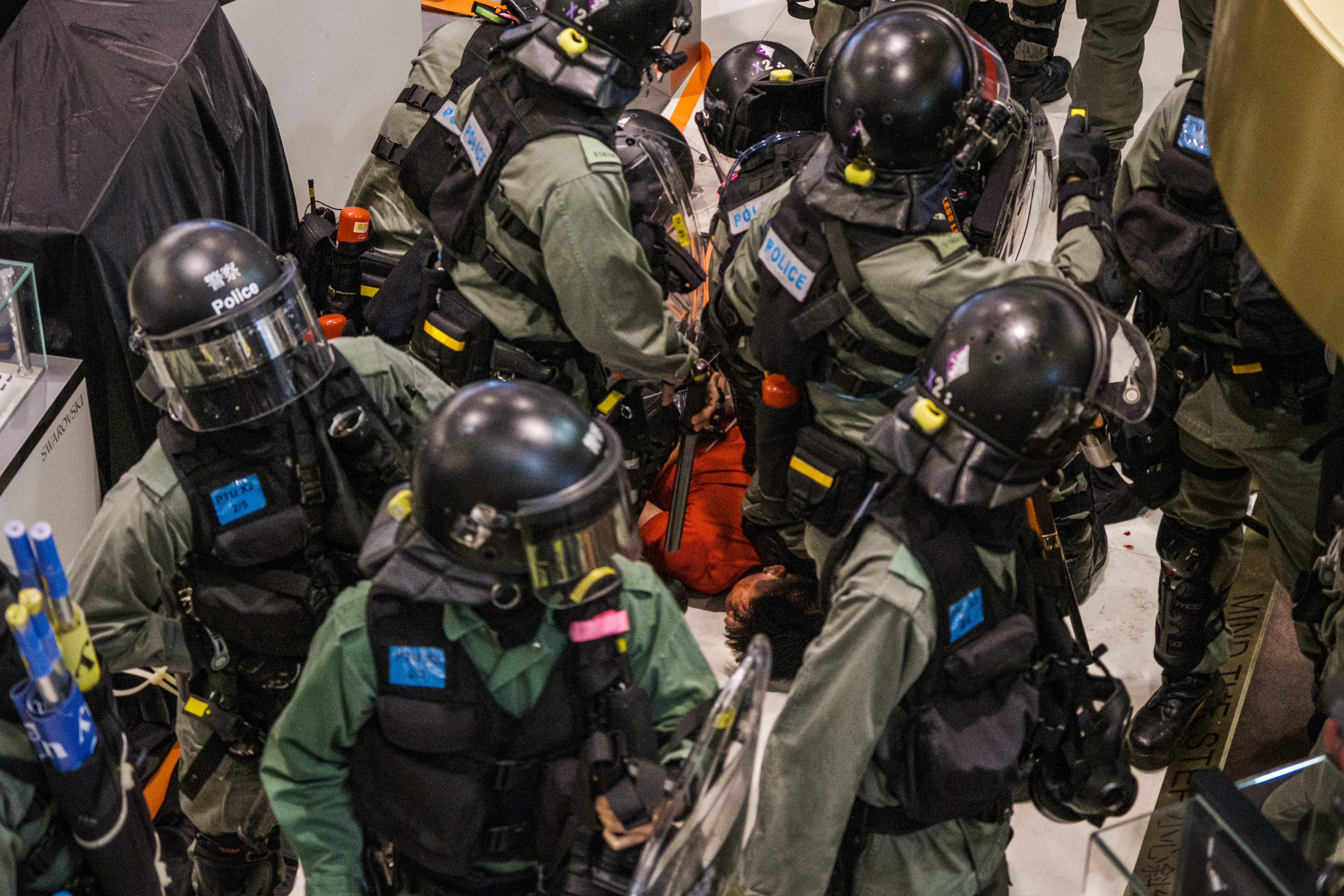
傍晚6时，在场一名红衣男子被多名防暴警察制服，並遭警员用警棍打手。事後他被裁定暴動、企圖無牌管有槍械罪成，襲警罪脫，被判囚4年9個月

### 上水
有示威者在上水發起「北區和你shop」活動，於下午3時在上水廣場集合，以表達北區水貨活動肆虐的問題。活動有過百名市民參加，大批蒙面便衣警員在商場內監視。半小時後，遊行隊伍走近連鎖店萬寧時，向疑似水貨客及內地旅客大叫「用國貨，返大陸」，店內警鐘其後響起。
集會人士之後轉往旁邊的新都廣場及上水站，並在站內大堂高叫「光復香港，時代革命」、「香港獨立」口號。示威者之後在連接上水廣場及車站的行人天橋用粗口指罵拖行李箱經過的內地旅客及港人，斥為「支那人」 、「大陸X」，又喝斥「死返大陸喇」、「咪X走水貨」。 ，並踢路人行李箱，更有人嘗試搶走行李箱部分聚集人士隨後亦走到新都廣場遊走，多間店舖亦落閘。
到下午4時許，當集會人士折返上水廣場4樓的萬寧時，店舖已落閘。集會人士在萬寧對開放置多枚螺絲在地上，大批便衣警員衝上前，便衣警隨即衝上前制服約十人，防暴警察同時間進入商場截查市民，亦在商場外制服一名男子。警員在商場內戒備期間曾噴胡椒噴霧，有市民及記者被噴中不適。
商場內衝突過後，有示威者繼續在商場外行人天橋聚集，並搶去購物客手持的購物袋，將裡面的物品丟落地再用腳踢。之後有人以膠袋將地上的物品逐件拾起。執拾期間，示威者稱呼該名人士為「水貨狗」。
傍晚6时，一批防暴警察再度进入上水广场驱散人群，并喷胡椒喷雾。一名男子被指拍摄凶徒，之后被大批凶徒围住，有人抢走其手机，并对他拳打脚踢。男子最終头部受伤。在场一名红衣男子被多名防暴警察制服带走，挣扎期间曾拉住一名防暴警身上的长枪，遭警员用警棍打手后才放手。
警方表示有人在商場內店鋪擾亂秩序，阻礙正常商業活動。最後有20人被捕，年齡介乎13至34歲，涉嫌非法集結。其中4名16至27歲被捕男子被控阻礙人員進行拘捕行動及襲擊警務人員。

### 九龍灣

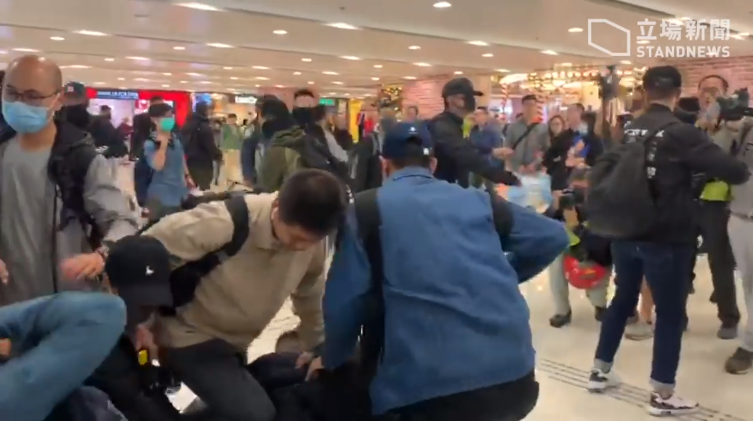
便衣警手持胡椒噴劑，在商場內追捕至少3人，其後引起示威者不滿

晚上7時，約20名示威者在德福廣場內游走抗議，有人沿途手持「光復香港，時代革命」的旗幟，並高叫口號。到晚上近8時，示威者指罵多名便衣警察後，便衣警手持胡椒噴劑，追捕至少3人，其後引起示威者不滿，有人用拳打便衣警，引起雙方衝突，防暴警隨即到場舉起藍旗。4名學生（其中3名僅14至16歲）因涉襲警被捕，期間須向警方報到、遵守宵禁令及禁足德福廣場。其後合共10名青年被控非法集結及襲警等罪，包括7名未成年少年。

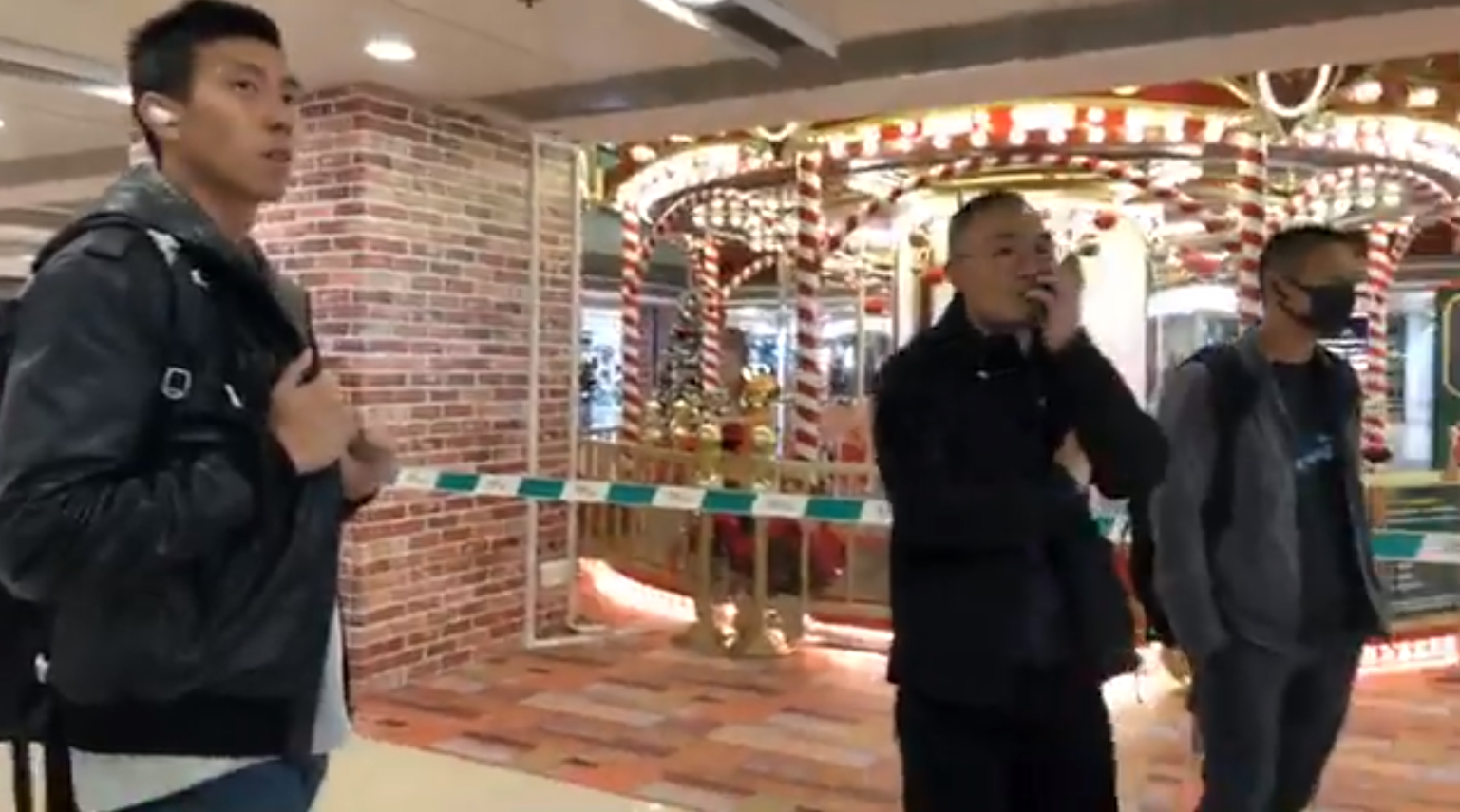
便衣警員在商場內
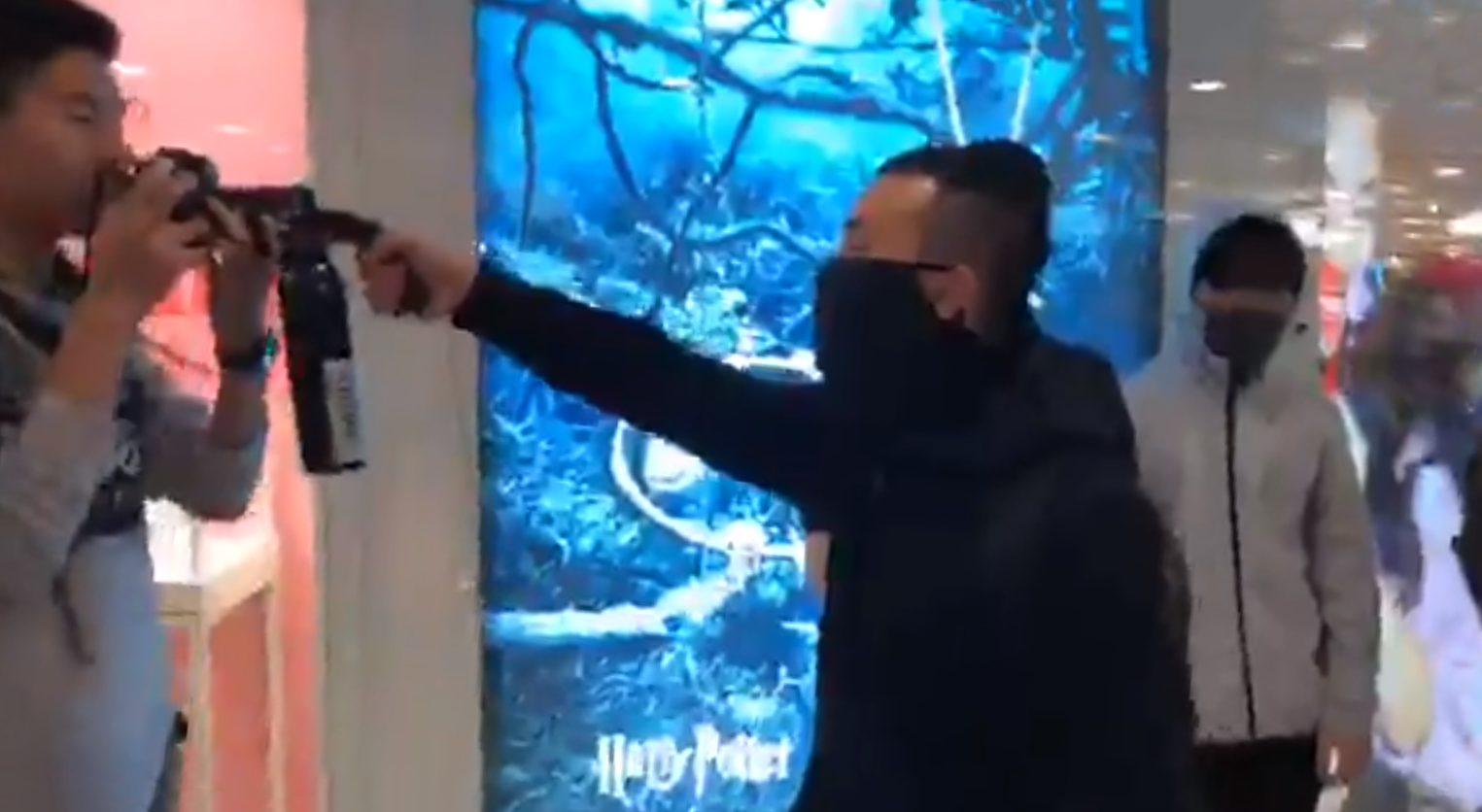
便衣警員持胡椒噴劑對攝影記者的鏡頭
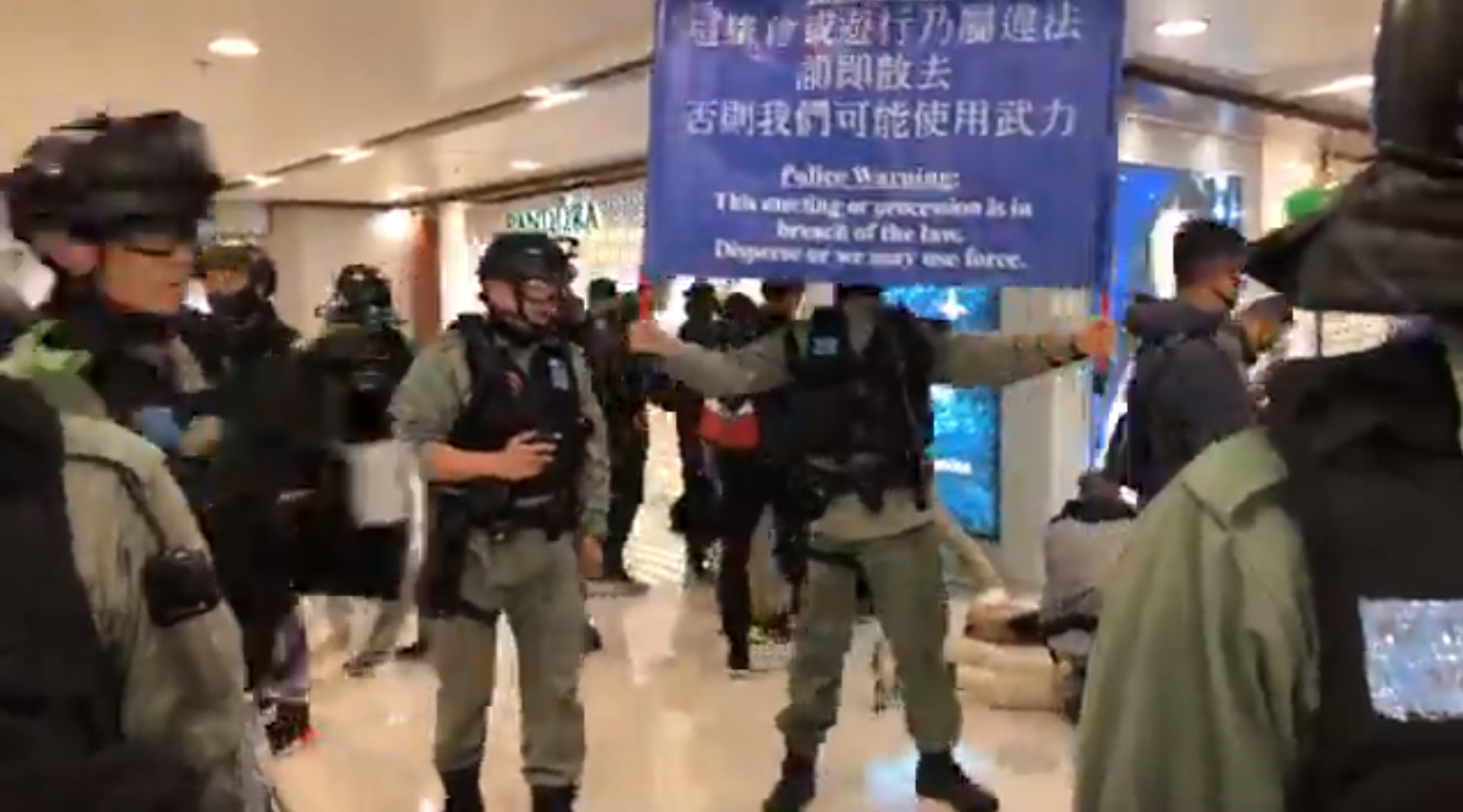
大批防暴警員到場，並舉起藍旗
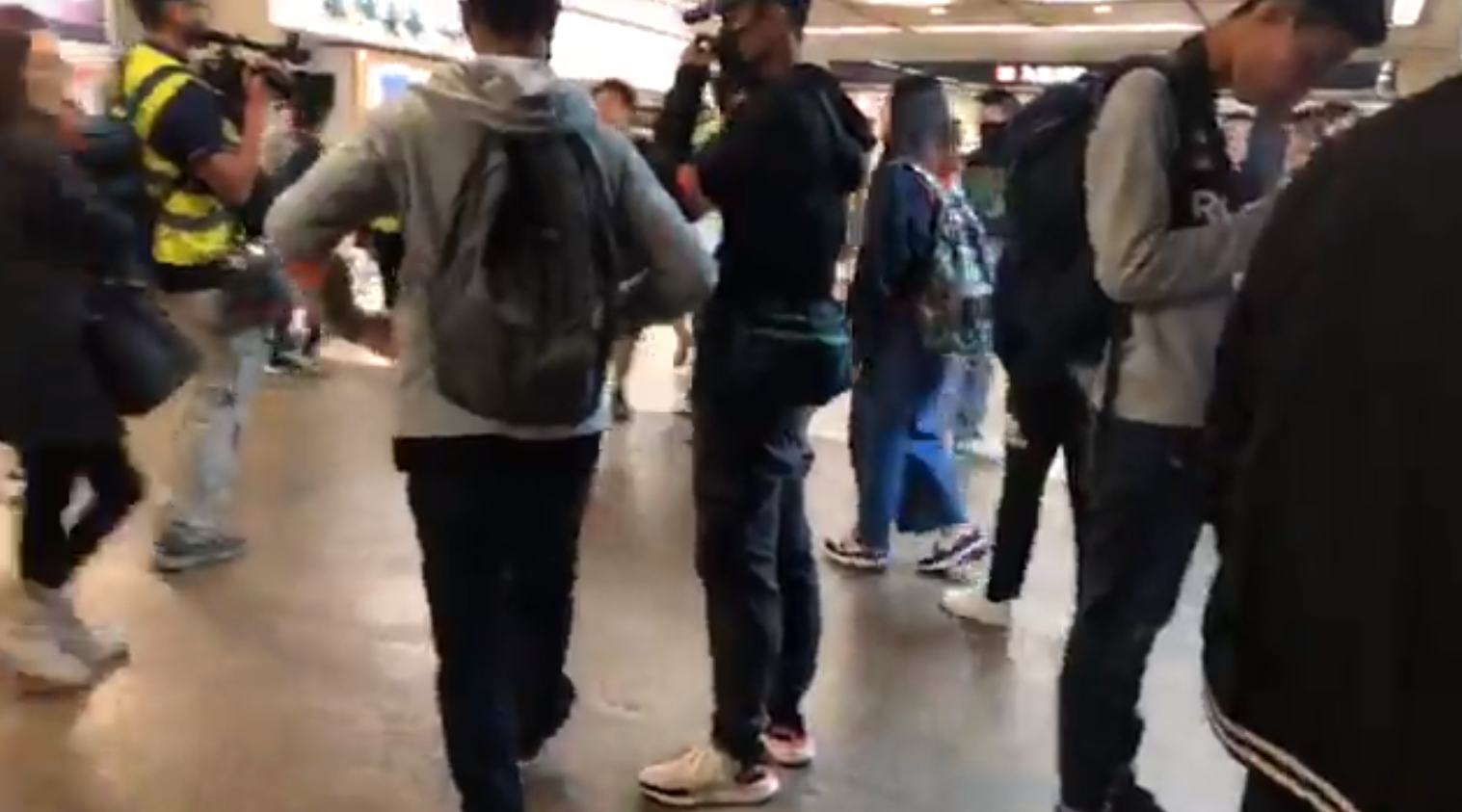
便衣警員的衣服掛上橙色的標記
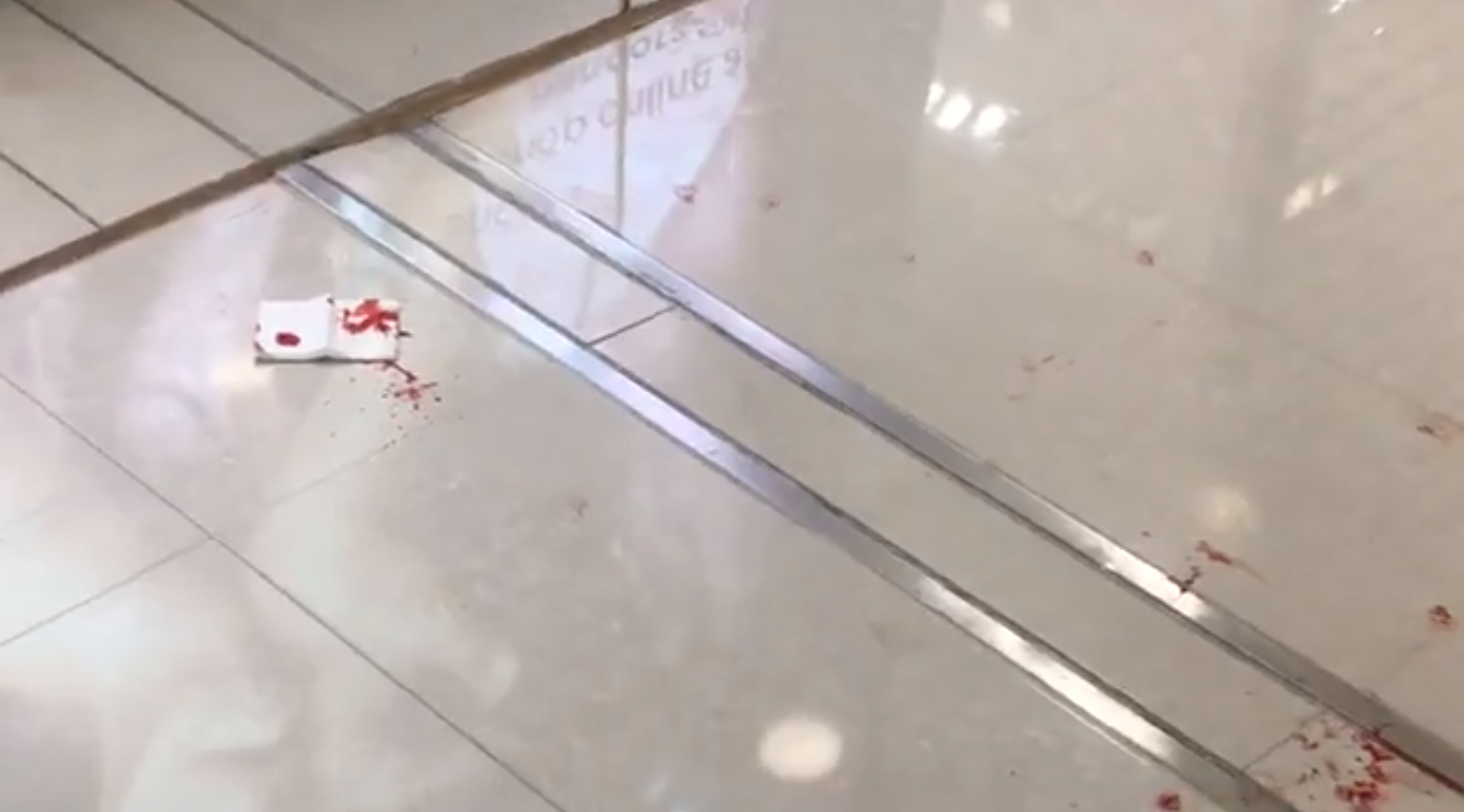
衝突後，商場地面留下血跡

## 評論
- 有商場遊人認為，擔心發生衝突便無法離開該處，認為警員會無差別拘捕市民下，讓市民感到害怕和受驚。而示威者在商場行動或影響無辜小朋友、老人家，認為示威者包圍政總等行動才有效針對警方。[57]
- 圍觀市民表示自己只是趁節日到商場食糖水，不明白為何在沒有任何人破壞商場下，防暴警察可進入私人地方，並且驅趕他們離開商場。[72]

## 法庭提堂 （不包括12月24日有關案件）
- 1名16歲男生於12月28日上水廣場外行人天橋粗言辱罵途人和施襲他人，其後被指企图抢警员的霰弹枪及抗拒编号20614及24201的警员执行职务。被控襲警、抗拒警務人員及搶劫共3罪，30日於粉嶺裁判法院提堂，暫毋須答辯，被告不得保釋還押。[73]2020年8月19日被加控暴動罪，9月8日於區域法院再訊，被告准許以10萬元保釋。[74]他承認兩項拒捕罪，否認暴動、企圖無牌管有槍械及襲警。到2021年9月1日，區域法院法官姚勳智認為案情嚴重，裁定男生暴動、企圖無牌管有槍械罪成，襲警罪名不成立，而被告早前承認抗拒警務人員罪，被告須還押至9月23日判刑。[75]9月23日，姚勳智判刑指被告是前線主動角色，並傷害無辜途人，並在混亂環境中將手指插入警員的霰彈槍板機位置，形容「明顯是罔顧法紀」。裁定暴動、企圖無牌管有槍械罪成，襲警罪脫，根據各罪刑期判斷和執行，最終判被告入獄4年9個月。[76]被告不服定罪及刑期提出上訴，案在2023年3月7日於高等法院上訴庭審理，即日遭上訴庭法官彭偉昌全數駁回，彭偉昌並警告男生，若再上訴但失敗，或有「減時命令」風險。上訴方指「似遇溺者捉稻草」無意搶槍，案發時僅16歲，縱判刑時已屆18歲，原審法官仍應先為上訴人索取報告，以作全面考慮，看是否適合判處更生中心。不過彭偉昌判決時指，在定罪方面完全贊同原審結論，又提到本案情節惡劣，上訴人被制服時奮力抵抗，更伸手扣向警員手槍的扳機3次，「幸運係支槍未解保險掣」，不接納辯方建議改判更生中心等建議，駁回定罪上訴，並維持判監及刑期。[77]

- 2名27歲和16歲男子於12月25日在新城市廣場三期A304號舖外襲擊警長蔡永德及在新城市廣場三期A204號舖外襲擊警長6341。被控各1項襲警罪。27日在沙田裁判法院提堂，暫毋須答辯，允許保釋押後至2月21日再訊。[78]被告在警署遭警員威嚇，也不允許找律師及行使緘默權利。其中一名27歲任職公關人員的邱姓被告透露被捕時受到警方不必要及不人道對待，連同女友遭防暴警員暴力制服在地上和無故遭噴胡椒噴霧[79]，最後屯門法院裁判官李志豪裁定邱姓被告罪成，16歲少年及另一名20歲男子因證據不足脫罪，兼獲批出訟費。[80]2021年2月22日，邱姓被告被判入獄4星期。[81]

2020年5月14日，警方加控1名20歲男子非法集結罪，指稱他在新城市廣場三期2樓A238號舖「翡翠拉麵小籠包」內與其他不知名的人參與非法集結。和被控襲警罪的2名男子合併處理，於沙田裁判法院提堂。3人獲准保釋，但要他們守宵禁令及禁足令。
- 7名於12月25日在葵涌新都會廣場4樓「元氣壽司」外參與示威被捕的男女，被警方落案起訴非法集結罪。2020年7月31日於西九龍裁判法院提堂，各人獲准保釋至9月21日再訊。[83]到2021年8月10日，西九龍裁判法院裁判官黃士誠裁定6人罪成，指他們當日隨約20名示威者到店外集結，而部分人高叫口號下導致現場市民不敢走近，亦有被告「托閘」阻店關門，最終導致店內食客從後樓梯離開，黃士誠指事件明顯是集結造成他人害怕及挑戰社會安寧，亦不予接納被告現場觀察的說法。[84]同年8月31日，3名21歲以下被告分別入勞教中心和更生中心，另外3名21歲以上被告則判囚4個月。[85]事後被判囚4個月的被告不服定罪提出上訴，表示自己只逗留店外約30秒。但於2022年11月28日，高等法院原訟庭法官李運騰以商場人流多和被告逗留會讓示威者感覺「人多勢眾」，加上深色打扮下，指唯一合理推論是被告選擇留下現場，上訴遭到駁回。[86]

- 1名55歲男子於12月25日晚上，於旺角塘尾道及荔枝角道交界指罵警車，並毀壞安全島上1條膠鏈，被控一項「刑事毀壞」，2020年5月26日於西九龍裁判法院提堂。案件押後至7月8日再訊，被告獲准保釋。[87]

- 1名17歲男學生於12月25日在旺角彌敦道628號外的公眾地方截查中，被搜出背包有摺刀及鐵槌。被控在公眾地方管有攻擊性武器罪，27日於西九龍裁判法院提堂。裁判官表示控罪嚴重，下令不得保釋，還押至2020年2月20日再訊。[88]同年4月28日，控方改控「管有物品意圖損壞財產」罪，暫毋須答辯，押後至6月1日以待辯方索取法律意見，期間被告續准保釋。[89]同年8月26日，經控辯雙方同意，決定以簽保守行為方式處理，最終被告同意案情，裁判官批准被告以1500元簽保守行為1年。[90]

- 1名20歲男子於12月26日腳踢在旺角朗豪坊的「星巴克」咖啡店的貨架，令貨架及杯子損壞。被控1項刑事毁壞罪，28日於西九龍裁判法院提堂。被告獲准保釋，但禁足洗衣街、豉油街、上海街及弼街，除其住所日出康城的地下商場範圍外不得進出任何商場，守宵禁令，不得離港，交出所有旅遊證件，居住在報稱地址，如更改地址於24小時內通知警方，每逢星期一晚上8時至11時到旺角警署報到。案件押後至2020年1月24日再訊。[91]同日，一名29歲男子在「茶木」餐廳叫囂「咁貴呀啲嘢食！」、「啲嘢會唔會食死人」，引起女食客掩面抽泣而被捕，被控遊蕩導致他人擔心罪，案件到2020年6月16日在西九龍裁判法院提堂[92]，2021年3月12日在西九龍裁判法院開審。裁判官劉淑嫻認為女食客掩面有很多原因，如避開記者的鏡頭，而控方也不傳召女食客作供下，裁定罪名不成立。[93]2020年1月24日再訊，裁判官放寬禁足全港商場的禁足令，在交通轉乘、尋求法律意見、參與社交及家庭活動的情況可獲豁免，案件押後至3月5日再提訊。[94]被告其後承认刑事损坏罪，2020年7月24日被判240小时社会服务令。[95]

- 2名男女在12月25日於旺角彌敦道607號以粗口罵警，涉嫌作出喧嘩或擾亂行為，或使用恐嚇、辱罵或侮辱言詞，而其行為相當可能會破壞社會安寧。共同被控一項在公眾地方作出擾亂秩序的行為罪。2020年6月24日在西九龍裁判法院提堂，兩人暫時毋須答辯，辯方替15歲男童申請匿名令獲批。案件押後至8月7日再訊，兩被告獲准保釋。[96]

- 1名28歲原政府助理文書主任在2019年12月21日於尖沙咀廣東道5號海洋中心2樓2337號舖外，伸腳絆倒正執行職務的警員曾雋賢，使他腳腕扭傷。被控1項襲警罪，2019年12月23日於九龍城裁判法院首次提堂，被告不認罪。[97]；直到2020年9月25日被判襲警罪成，裁判官鄭念慈明言不會考慮監禁以外的刑罰，押後至9月30日判刑，期間被告還押。[98][99]其後裁判官判處監禁2個月。裁判官鄭念慈判刑時指，被告動作較難發現，但過程遭閉路電視拍攝，並指受襲警員雖然傷勢不嚴重，但須請3天病假。法官又指被告因本案失去工作是咎由自取。[100]

- 10名青年被指在2019年12月28日於九龍灣德福廣場「和你Shop」示威，被控非法集結及襲警等罪。觀塘裁判法院裁判官屈麗雯指示威者於商場內遊行雖然無不妥，沒有影響顧客和故意堵塞通道。不過認為被告對便衣警員叫囂及辱罵已經構成非法集結，裁定6人罪成，當中4人為未成年學生。其中第十被告早前已還押118日，並判處4個月監禁，不過由於已服畢刑期，即時獲釋。[101]其後23歲和21歲被告承認襲警，分佈被判監禁4個月和2個月，而17歲中六學生判處入更生中心。裁判官屈麗雯指案發地點為商場，涉及大量人身安全及財產，同時要考慮被告叫囂和非法集結時間，認為擾亂秩序會引起危機一觸即發，需判阻嚇刑罰，讓公眾明白不可以「有樣學樣」。[102]而案中其餘3名被告判入更生中心。觀塘裁判法院裁判官屈麗雯指當日案情嚴重，冀被告汲取教訓。[103]

- 7名男女涉在2019年12月25日於九龍灣德福廣場參與「和你Shop」活動，被控非法集結罪名。7人均否認兩項參與非法集結罪。到2021年8月7日，觀塘裁判法院裁判官莫子聰裁定7名被告非法集結罪名成立。裁判官指雖然無證據顯示其中6人曾叫口號，不過他指遊行人士部份口號屬侮辱詛咒警員及其家人，誣衊詆毀元氣壽司及美心食肆，認為當時不排除現場有警員家人、朋友等在場。而針對美心食肆的說話，是損害商家利益及讓顧客感到害怕。元氣壽司落閘明顯是與示威人士的誣陷和粗言穢語有關係。而商場閉路電視片段及截圖清楚顯示被告被捕時的容貌、衣著、步姿和隨身物品，與當日遊行期間一致。而被告的黑衣打扮、戴上口罩與其他遊行人士定行動亦一致，因而有共同目並罪成。裁判官同時不信任商場保安經理提及“遊行和平有序”的證供，認為他不合情理，刻意隱瞞當日情况。反指8名警員證供可信可靠。[104]到同年8月27日，莫子聰判刑，其中4名19至20歲被告判240小時社會服務令，而首、次被告（28歲和23歲）各被判處四星期監禁。而另一名23歲第七被告在同年12月28日已經有另一個已判刑的案件，最後判處監禁四個月。第七被告代表大律師指會上訴，裁判官批准保釋，以1萬元擔保，期間須守宵禁令、每周到警署報到、居於報稱地址及交出所有旅遊證件。[105]

案件中當中4人被判240小時社會服務令。律政司不服判刑過輕而向上訴庭提出覆核，建議改判入更生中心或短期監禁，案件在2022年9月29日在高等法院上訴庭審理。3名法官聽畢雙方陳詞，認為原審判刑原則犯錯、明顯過輕，但指考慮所有情況後，認為不適合變動4人刑期，最終駁回律政司申請，將於6個月內頒下判詞交代理據。另外，法官亦批評被告的求情信是流於表面，是「針對性」、「策略性」悔意。到同年12月2日，上訴庭頒判詞指，本案案情嚴重、被告悔意「完全流於表面」，原審考慮不當，判處被告社會服務令是原則性犯錯、刑罰明顯不足，而3名女被告還押期間仍違反院舍舍規和紀律，代表她們守規矩的意識薄弱。而她們仍然不服定罪提出上訴，認為悔意「完全流於表面」。然而，法官考慮被告已完成社會服務令、積極裝備自己，「改變 4 名答辯人的刑罰並不合適，也不符合公眾利益」。
但23歲被告同其後就25日和28日2件案件和其他已定罪的被告一起上訴，2022年7月15日遭到高等法院駁回，須即時服刑。高院原訟庭法官黃崇厚在判詞指，本案爭議為相關案情，是否構成非法集結；若是，上訴人有否參與在內。另外，案件有否侵犯市民享有言論自由的憲法權利。黃崇厚同意上訴方指，原審對言論自由定義觀點「過份嚴苛或狹窄」，將言論自由收窄至只涵蓋表達意見的自由。法官引案例說明，言論或表達自由，本質上涵蓋「一些非主流、不受大眾歡迎、冒犯性甚至離經叛道的意見及表達方式」。「非法集結」的罪行元素，包括作出「受禁行為」，即某行為帶威嚇、侮辱或挑撥性，導致他人害怕、破壞社會安寧。問題關鍵是案中行為有否越界，構成「受禁行為」。對於上訴方稱，呈堂片段中，大部分在場者不見有害怕神情或反應，法官認為即使在場者沒明顯表露異常，心中有否害怕是另一回事，又指涉案口號「黑警 OT，警嫂 3P」、「香港人報仇」的確有動武意味，或令人合理地聯想動武，而口號針對的對象，「不同政見的人難免會合理地擔心」。考慮當日示威背景、周遭情況、雙方陳詞，認同原審的判斷，有關口號具侮辱性，亦有挑撥作用，故構成「受禁行為」，認同部分言論「已經超越了文明社會…所容許的底線」。法官亦同意原審指，現場元氣壽司事發時落閘，是害怕示威者。審視證據後，認同本案事件構成非法集結， 4 名上訴人均有參與，其中被告起領頭角色，不停於呼喊口號時先喊，再由他人附和，最終駁回上訴，維持4人定罪。
至於28日「和你 shop」案，高院原訟庭法官李運騰指，被告被捕時，被搜出背囊內有「咪頭」，同意原審裁定劉就是片中帶頭的黑衣人。法官又指，案中示威者叫喊口號，「顯示他們對警務人員懷有強烈的敵意和憎惡」，而口號亦多次提及「報仇」，「明顯有煽惑暴力的意思及效果」。法官認為，部分言論「已經超越了文明社會…所容許的底線」，終駁回兩人定罪上訴。
其中1名28歲被告就25日案件的定罪在高院被駁回上訴後，2022年9月16日於高院申請向終審法院再上訴，法官指稍後會頒下裁決書交代理由。
- 一名26歲中巴混血男子，2019年12月15日在德福廣場一期疑遭反對示威的男途人侮辱「死差仔！躝開啦！香港唔關你事！」，之後繼而動武。被告承認非法集結及普通襲擊兩項控罪，到2021年7月30日在觀塘裁判法院由裁判官屈麗雯判囚3個月。屈麗雯指出雖然對方言語挑釁，但不代表被告可施襲，加上被告叫囂引致附近商店一度關門，而且非法集結性質嚴重下，認為被告的做法是是火上加油。[112]

- 一名37歲市場推廣助理經理被控在大埔超級城一間餐廳內逗留不足兩分鐘，而被控遊蕩罪成監禁9個月，其後被告作出上訴。當中包括被原審裁判官認為他不認罪是浪費法庭時間，形容目前“對犯罪者百般呵護”、安靜地在餐廳坐着看餐牌是與黑社會無異，甚至更差。到2022年3月25日，法官黃崇厚認為上訴人並非光顧餐廳，根本無須入內。亦指出唯‍一合理的推論是他逗留餐廳1分42秒，已經是代表支持和鼓勵他人搗亂，是與搗亂者有默契及共同目的，構成共同犯罪。因此裁定判監是唯一合適刑罰，最後考慮原審裁判官的處理令人有顧慮，改為監禁半年。[113]

- 6 人被控於2019年12月24日在旺角朗豪坊4樓中庭與其他人一起參與非法集结等8罪項罪名。一名案發時修讀幼兒教育的22歲女學生，於2019年12月24日晚上在旺角朗豪坊4樓中庭與其他人一起參與非法集結，以及向2名警員投擲奶茶，被控非法集結罪及2項襲警罪。被告認罪求情指當日由於父親病情影響到心情，所以相約朋友到商場購物散心，其後一時情緒失控而犯案，投擲奶茶後即時向警察道歉。而自己因案件而未能從事理想的幼兒教育工作。不過西九龍裁判法院主任裁判官徐綺薇指被告與警方「正面交鋒」，可能導致他人效法而增加衝突風險，最終判被告監禁4個月。[114]經審訊後，其中4人全部罪名不成立，餘下一名18歲男生非法集結罪成，2023年2月23日在西九龍法院判男生入更生中心。[115]

- 警方起訴1男1女，案件在2020年6月9日於沙田裁判法院提堂。16歲謝姓男學生被控刑事損壞、管有物品意圖摧毁財產及無牌管有無線電通訊器具3罪；控罪指他於2019年12月15日在沙田新城市廣場L8層801號舖「潮庭」，與其他不知名的人損壞屬於「潮庭」的一把椅子、8張桌子及3盞吊燈。他另被指於同日在沙田連城廣場近港鐵沙田站A出口，保管或控制兩罐液態化石油氣（其中一罐連接着一把液態化噴火槍），以及管有一部對講機。而15歲林姓女學生被控管有工具適合作非法用途罪，控罪指她於同日在沙田連城廣場近港鐵沙田站A出口管有一捆索帶。辯方指出，控方沒有指稱她有份參與破壞行動，她只是在沙田站被警員截停並搜出索帶。兩被告獲准以現金2000至5000元、不准離港、遵守宵禁令及禁足於沙田新城市廣場等條件保釋。案件押後至7月28日再訊。[116]其後16歲男學生於2020年10月9日認罪，求情稱犯案是受社會環境影響而一時衝動，之後還押至10月23日判刑，最後裁判官溫紹明判被告進入更生中心及罰款2000元。[117][118]而15歲林姓女生案件，2020年9月8日沙田法院署理主任裁判官溫紹明批准控方撤銷起訴一項管有適合作非法用途的工具並意圖作非法用途使用罪，並下令她自簽2000元守行為一年，另繳500元堂費。[119]

- 1名49歲地盤管工於2019年12月25日在尖沙咀海港城3樓Boggi店外襲擊警務人員X，被控襲警罪；被告否認控罪，經審訊後於2020年7月16日由九龍城裁判法院裁判官陳慧敏裁定表證成立後，判罪名不成立。辯方質疑X違反《查問疑犯及錄取口供的規則及指示》第二條，即先施行警誡後作查問，惟X解釋當時需顧及公平性，給予被告解釋的權利，辯方聞言後稱質問「講公平點解唔即刻警誡咗先？」X謂此舉屬捕證一部分，故給予機會他作答。辯方播放現場片段，顯示被告遭截停後，有人大喊「我行過嘅啫阿sir！」X否認說話出自被告口中。辯方續指，被告不慎以手臂撞X手臂，遭X否認。陳慧敏判刑指，她接納受襲警員供詞，認為事件的確發生過，無人比警員第一身經歷更清楚，惟陳官反覆觀看現場片段後，同意現場嘈吵、被告曾高呼「我行過嘅啫阿sir！」，故不排除警員誤認以粗口辱罵他的人是被告，及被告是不小心撞到他，因此裁定罪名不成立。[120]

- 1名20歲浸會大學視覺藝術系男學生，在2019年12月25日，在旺角朗豪坊上海街入口外，保管或控制一罐噴漆，意圖在無合法辯解的情況下使用或導致或准許他人使用，以摧毀或損壞屬於另一人的財產。被控管有物品意圖破壞或損壞財產罪，男生不認罪。經審訊後，在2022年11月1日，西九龍裁判法院裁判官施祖堯引述被告自辯指噴漆是用來製作藝術作品，惟其證供有關鍵矛盾，認為被告不是誠實可靠的證人。除一罐噴漆外，亦被搜出防毒面罩、泳鏡、手套和頸套，一般視覺藝術系學生並不需要這些物品，認為被告攜帶噴漆的唯一推論是有意破壞他人財產，因此裁定罪名成立。施祖堯索取社會服務令報告，押後11月14日判刑。被告續准保釋。[121]到判刑當日，法官考慮到涉案噴漆不具破壞性，平衡案情及其他因素後，認為可給予一個更生機會，判處100小時社會服務令。[122]